# Biserica de lemn din Pănet

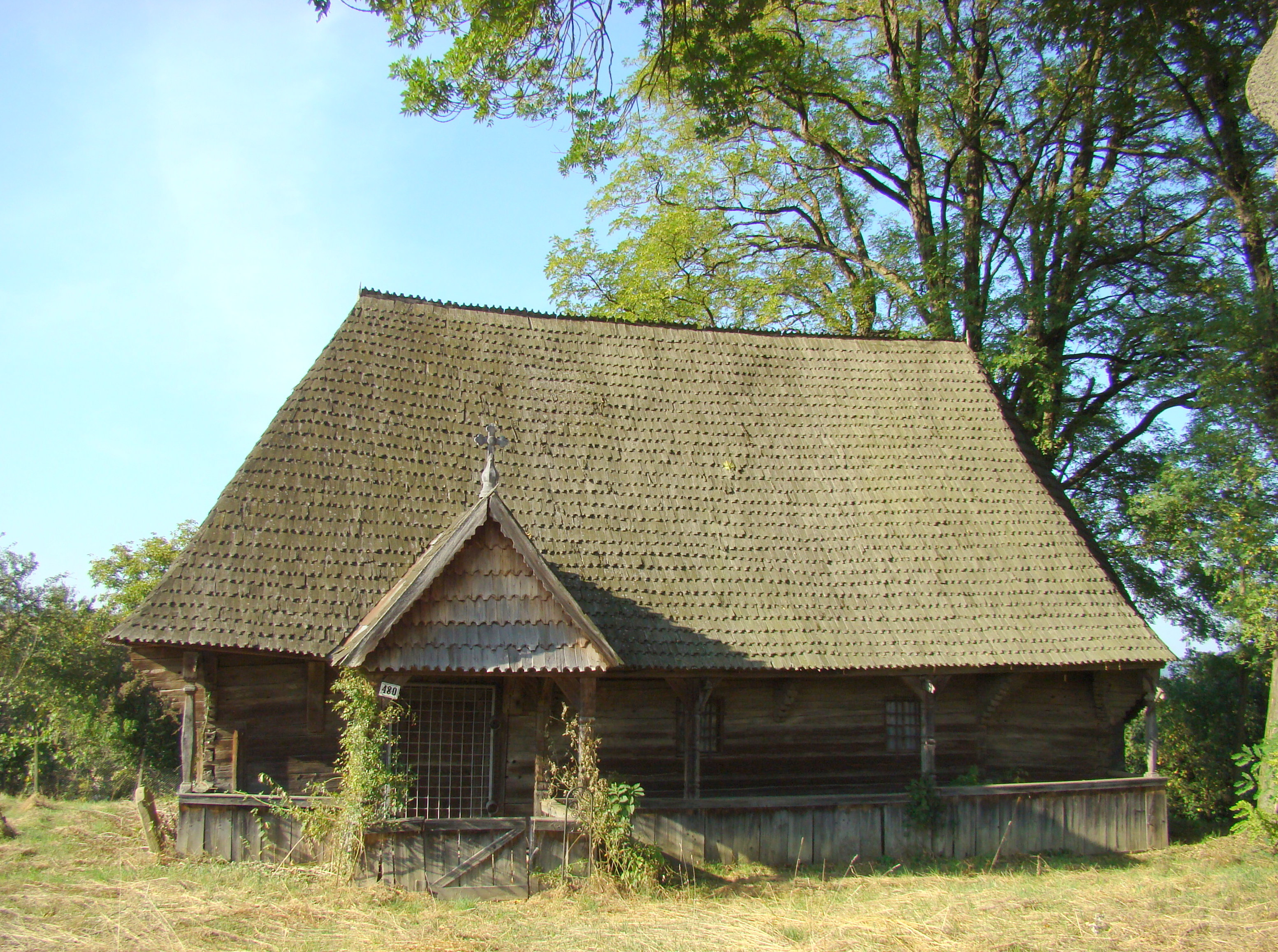
Biserica de lemn „Sfinţii Arhangheli” din Pănet, comuna Pănet, județul Mureș, foto: septembrie 2009.

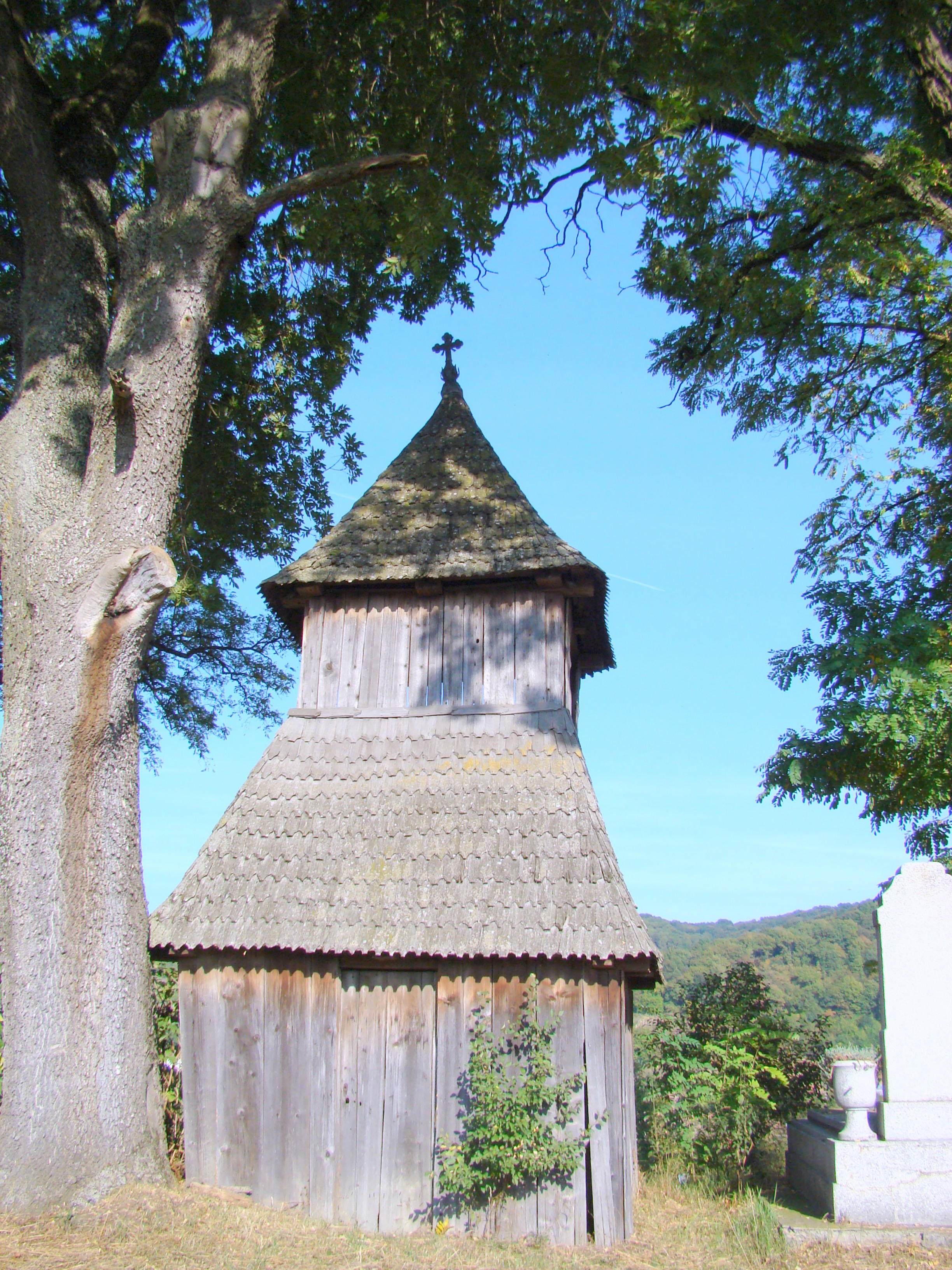
Clopotniţa

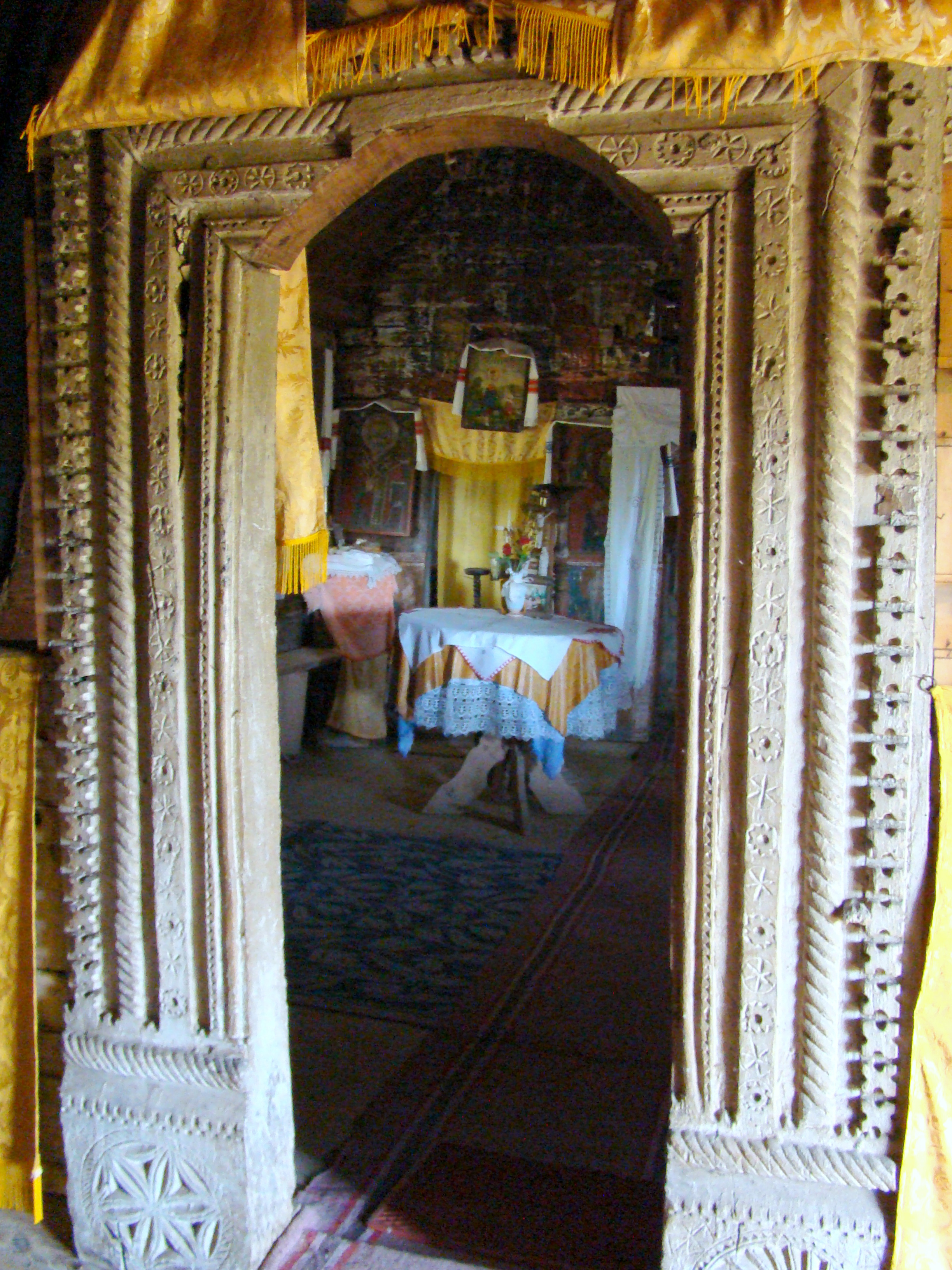
Portalul interior, frumos ornamentat

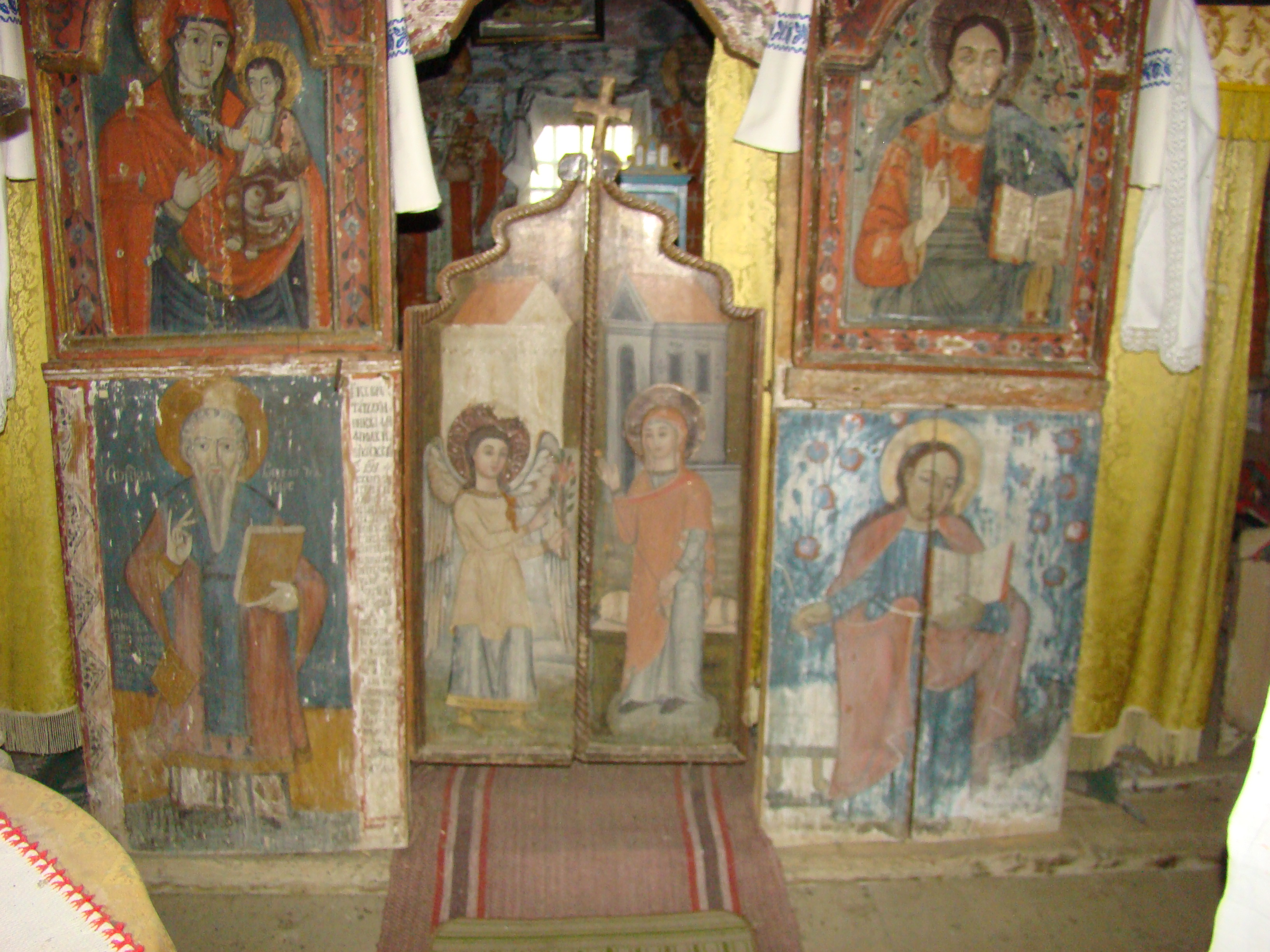
Icoanele şi uşile împărăteşti

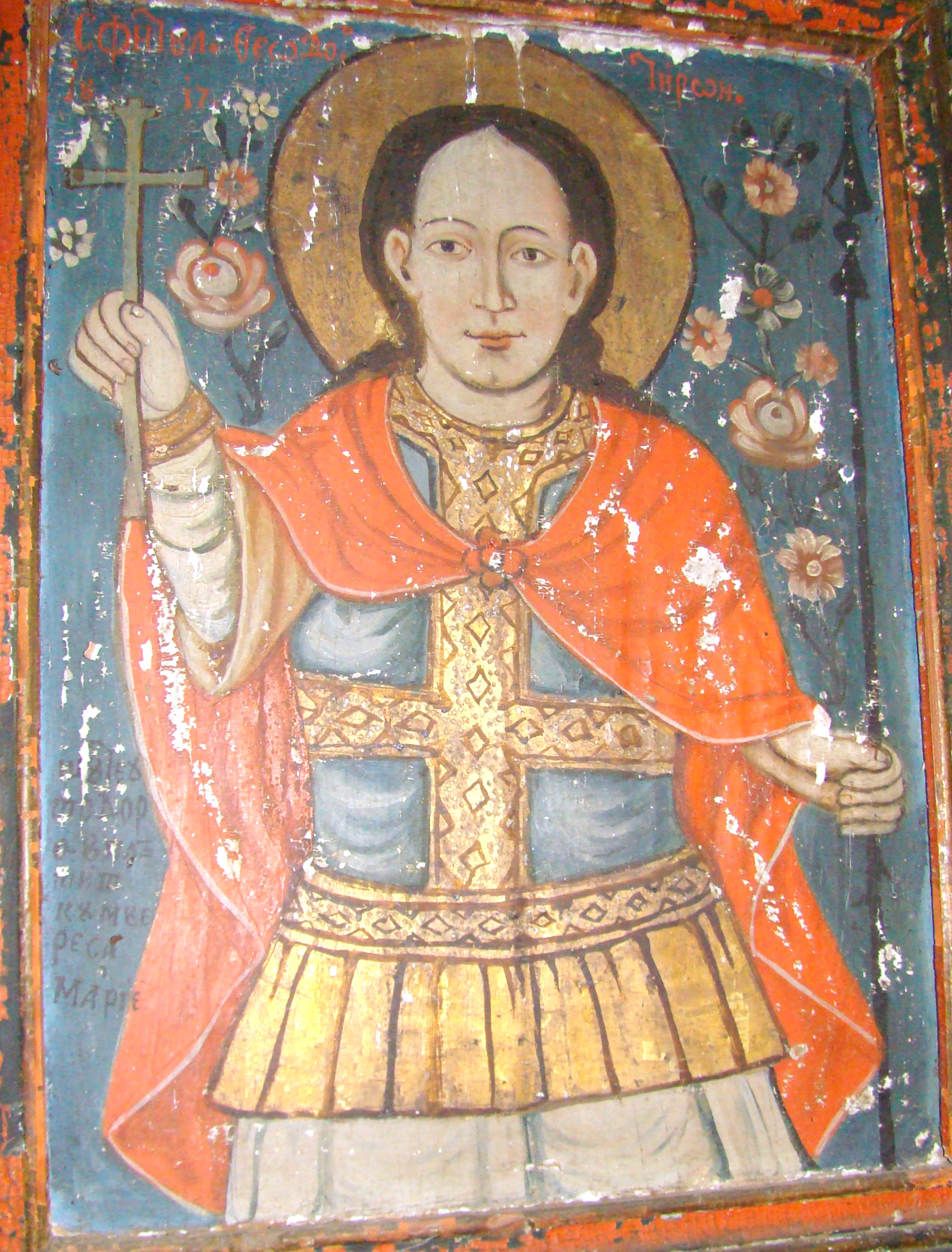

Biserica de lemn din Pănet, comuna Pănet, județul Mureș. Edificarea bisericii a avut loc probabil în secolul XVII. Are hramul „Sfinții Arhangheli Mihail și Gavriil”. Biserica se află pe noua listă a monumentelor istorice sub codul LMI:  MS-II-a-A-15746.

## Istoric și trăsături
La marginea satului, pe un mic deal ce mărginește la vest localitatea, înconjurat de arbori care aproape îl face nevăzut, se află lăcașul de cult din lemn, rămas aproape fără enoriași în urma forțatului proces de deznaționalizare a românilor din secolele XIX și XX. Împreună cu pietrele de mormânt ce o înconjoară, biserica de lemn, ce poartă hramul „Sfinții Arhangheli Mihail și Gavril”, sunt aproape singurele documente materiale care mai păstrează amintirile pământului și anume că aici, odinioară, au trăit numeroși români. Situată la o distanță de doar 9 km față de Târgu-Mureș, localitatea Pănet (fost Pănetu de Câmpie, în ungurește Mezopanit) este atestată documentar în prima parte a secolului al XIV-lea. În anul 1332 registrele de dijme papale amintesc de preotul Ioan „de Pambus” care achită o anumită sumă de bani. În perioada următoare denumirea localității variază: 1431-Panijth; 1567-Panijt; 1733-Penyed; 1750-Penyet;1760-62: Panit; 1850-Panot; 1854-Panit. Odinioară numărul creștinilor ortodocși era destul de însemnat, împuținarea acestora, ca dealtfel a românilor în general, fiind oglindită de conscripțiile urbariale sau confesionale din secolele trecute. Prin Diploma Leopoldină din 16/28 februarie 1699 este legalizată acțiunea de unire a unei părți a românilor cu biserica din Roma, act care a stârnit reacția a numeroși români din Transilvania. Încă la începutul anului, preotul Dumitru din Pănet, împreună cu credincioșii săi, și-au exprimat atașamentul față de vechea lor religie, un martor al evenimentelor consemnând: „În 28 ianuarie am mers la casa judelui comunal Marton Andrei și acolo s-au adunat preotul român Dumitru cu credincioșii săi. Examinând în mod deosebit pe preotul român acesta declară așa: „El până la moarte rămâne în credința și în religia în care a fost și s-a ținut până acum și care i-a rămas de la înaintașii săi.” Conscrierea lui Inochentie Micu Clain din anul 1733 indică pentru Pănet 27 de familii neunite, care îl aveau ca preot pe „popa Georgius”, deci existau cca 135 de români. Ceva mai târziu, la 1750, conscripția lui Petru Aaron menționează ca existenți 289 de uniți, care aveau biserică de lemn, un preot și un cantor, ca numai la zece ani distanță, conscripția din anii 1760-62 a lui Buccow să oglindească o situație aparte a românilor din Pănet: 29 familii de ortodocși, adică 145 de suflete, care aveau biserică, dar nu aveau preot, și nici o familie de uniți, dar exista preot unit. Oricum în cei doar câțiva ani numărul românilor a scăzut cu 144 de suflete. Un protocol al ortodocșilor din 1805, notează 48 de familii adică 240 de suflete, care aveau biserică, preot fiind Toader Sandu. Recensământul din anul 1850 specifică pentru Pănet următoarele date: 205 case, 1342 de locuitori din care 184 greco-catolici (uniți), 18 romano-catolici, 1138 reformați, 2 unitarieni și nici un ortodox. În 1884, românii au deschis o școală, în condiții extrem de grele, fiind mai apoi închisă de autoritățile maghiare în anul 1907, ca urmare a aplicării prevederilor legii Apony. La 1900 Șematismul jubiliar de la Blaj indică 147 uniți, 9 romano-catolici, 1458 reformați, 4 evrei și nici un ortodox. După această dată împuținarea românilor din Pănet devine tot mai evidentă. Recensământul din 1930, deci după o administrare românească de mai bine de un deceniu, la cei 1820 de locuitori din Pănet menționează doar 126 de români, 1690 maghiari și 26 de țigani, după limba maternă declarată fiind 115 români, 1701 maghiari și 2 germani. După religia avută înscriși sunt 19 ortodocși, 89 greco-catolici, 16 romano-catolici, 1699 reformați. În 1938-1939, populația românească a construit o biserică nouă, care a fost demolată în 1941. Recensământul din 1966 prezintă pentru românii din Pănet cea mai dezastruoasă situație, în marea lor parte fiind asimilați de populația maghiară. Din cei 2214 locuitori înregistrați , românii sunt în număr de 70, pe când maghiarii sunt în număr de 2144, o creștere cu 454 de inși în 33 de ani. Nu este o situație singulară. În numeroase alte localități din jurul Târgu-Mureșului, îndeosebi în cele de pe Valea Nirajului, numărul românilor a scăzut dramatic, aproape în totalitate (în Crăciunești, Sântandrei, Troița, Vălenii). 
Ctitoria de la Pănet este cunoscută de mai bine de două secole și jumătate. După ușile împărătești, datate la 1740 cu semnătura lui „Comeniu zugrav” și după icoana semnată de același pictor în 1742, o putem data ante quem anului 1740. Conform tradiției din bătrâni biserica ar fi fost adusă de la Nazna, fără a se cunoaște data când s-a săvârșit mutarea. Biserica atrage atenția prin armonia proporțiilor și formelor ce le are precum și prin decorațiile sculpturale. Face parte din categoria celor cu plan dreptunghiular, cu absida decroșată, poligonală, cu cinci laturi, similară cu bisericile de la Sărmașu, Sânmartinu de Câmpie, Moișa, Hărțău, Bozed, Culpiu, Glodeni, Valea. Pereții sunt realizați din bârne de brad, așezate una peste alta, cu îmbinări în coadă de rândunică. La îmbinări s-au folosit numai cuie de lemn. Liniatura bârnelor este întreruptă numai de golul intrării și cel al ferestrelor, modeste ca dimensiuni, dispuse două pe latura sudică a naosului, o fereastră pe latura nordică a naosului și câte una pe laturile de est și nord ale absidei. Biserica are următoarele dimensiuni: nava cu o lungime de 8,77 m și o lățime de 4,50 m, decroșul absidei față de navă 0,47 m pe latura sudică și 0,38 m pe latura nordică; cele cinci laturi ale absidei de la sud la nord: 2,07 m; 1,53 m; 1,84m; 1,44 m și 1,90 m, înălțimea pereților de 2,05 m. Elementul decorativ cel mai impresionant al bisericii îl constituie capetele bârnelor de sus, care în punctele de întâlnire formează console masive-aripi-cu crestături paralele și care coboară aproape spre mijlocul lăcașului. Pe latura de sud a bisericii este situată prispa, adăugată spre sfârșitul secolului al XVIII-lea, la care doi stâlpi sculptați au rămas la forma lor originală, ei, ca și prestolul-masa altarului-putând fi atribuiți aceluiași meșter. Decorația picturală a bisericii este și ea deosebită, fiind creația unor cunoscuți zugravi din secolul al XVIII-lea. Îi întâlnim pe zugravii Ioan și Gheorghe, care pe la 1740, pe lângă altele pictează „Plângerea lui Iisus”, dar și pe Toader zugrav, cu icoane ca „Învierea lui Hristos”, pictată la jumătatea secolului al XVIII-lea, „Sf. Vasile cel Mare” și „Sf. Teodor Tiron”. Însă cel care a realizat prețioasa decorație pictată, într-o manieră bizantină, este Comeniu zugrav. Ușile împărătești sunt realizate în anul 1740, cu scena „Bunei Vestiri”, „Sfântul Arhanghel” precum și „Fecioara Maria” fiind înfățișați pe un fundal arhitectonic, așa cum îl întâlnim în pictura renașterii italiene. Concomitent este realizată și friza de prăznicare. Tot la 1740 pictează icoanele împărătești, de o remarcabilă realizare, ele înfățișând pe „Sf.Nicolae”, „Fecioara Maria cu Pruncul”, „Iisus Hristos Învățător” și „Arhanghelul Mihail”. Lipsit de enoriași vechiul lăcaș nu mai este astăzi în cult. Potrivit străvechiului obicei, alături de biserică, în partea sud-estică, se află turnul-clopotniță de lemn, de formă pătrată. Este dispus pe două nivele, cu acoperișul în șiță, cu pante repezi.

## Imagini din interior

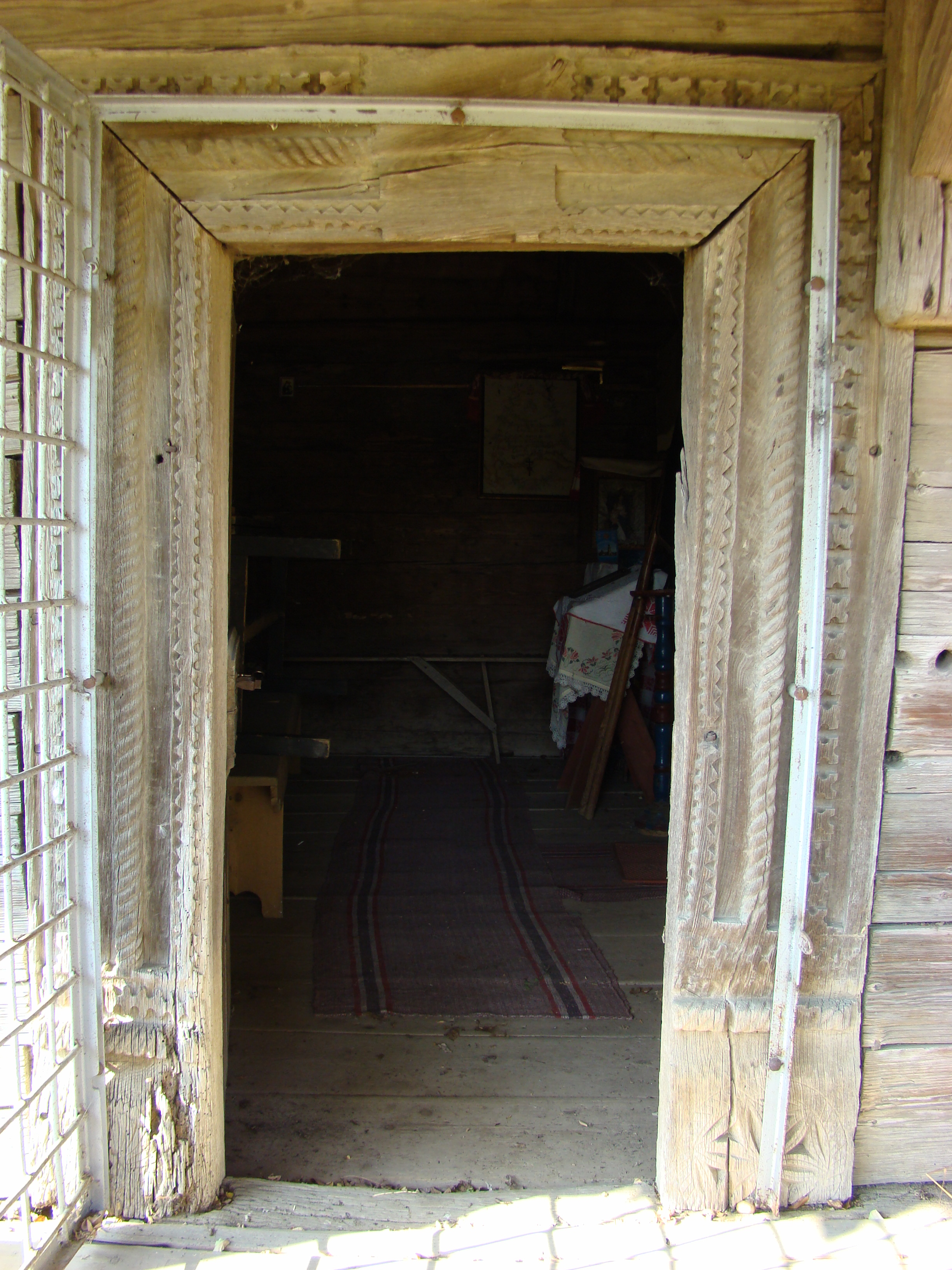
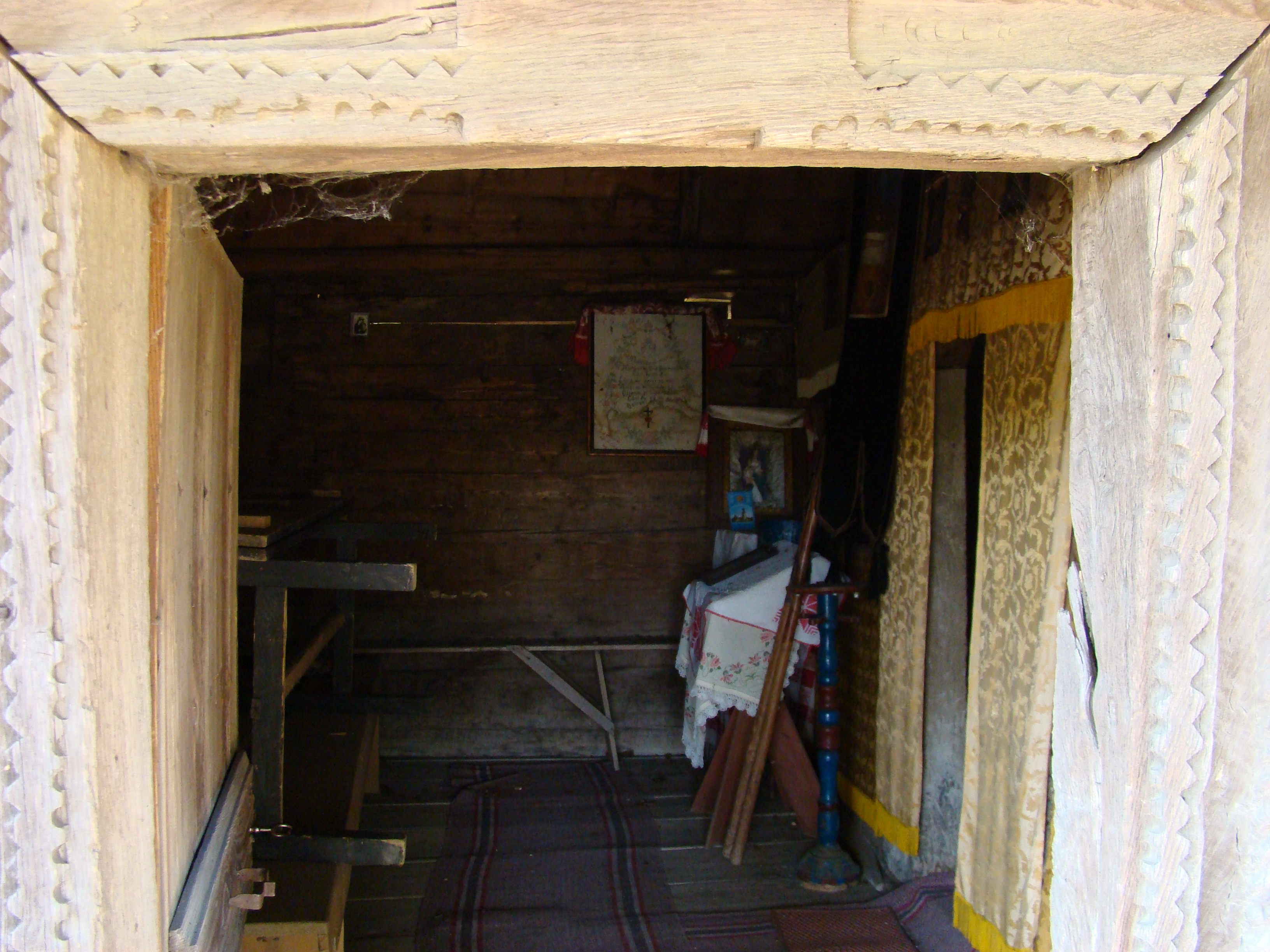
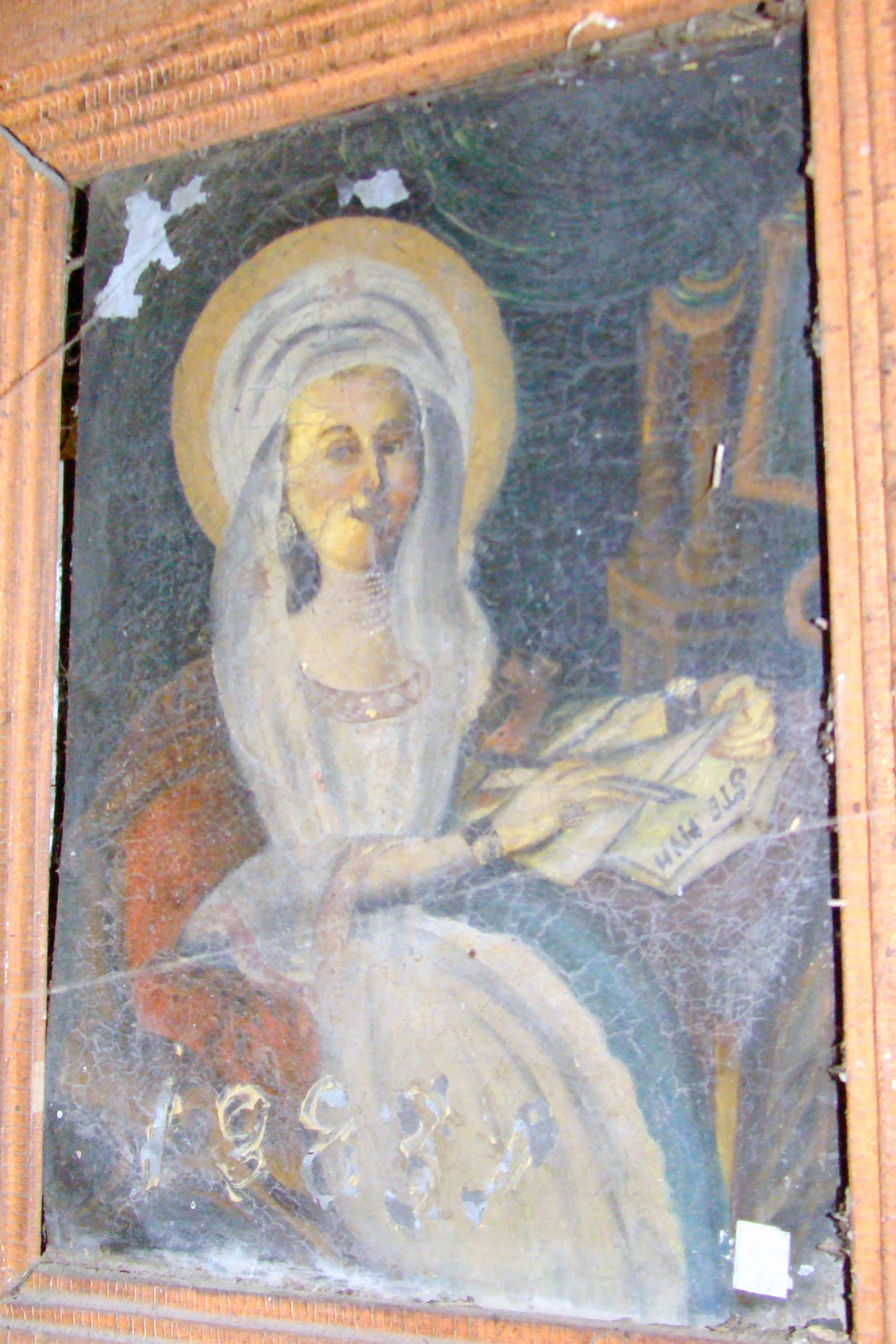
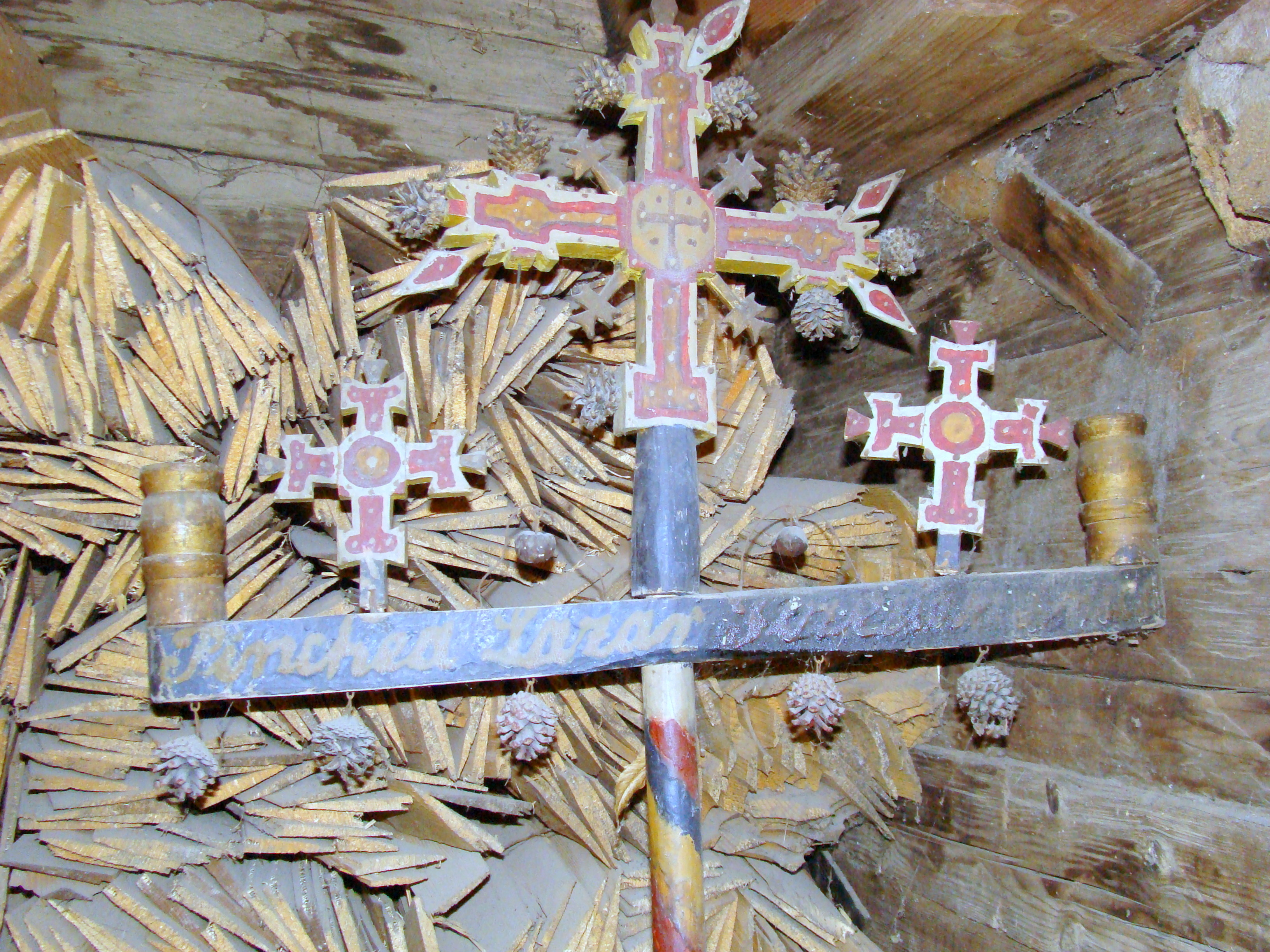
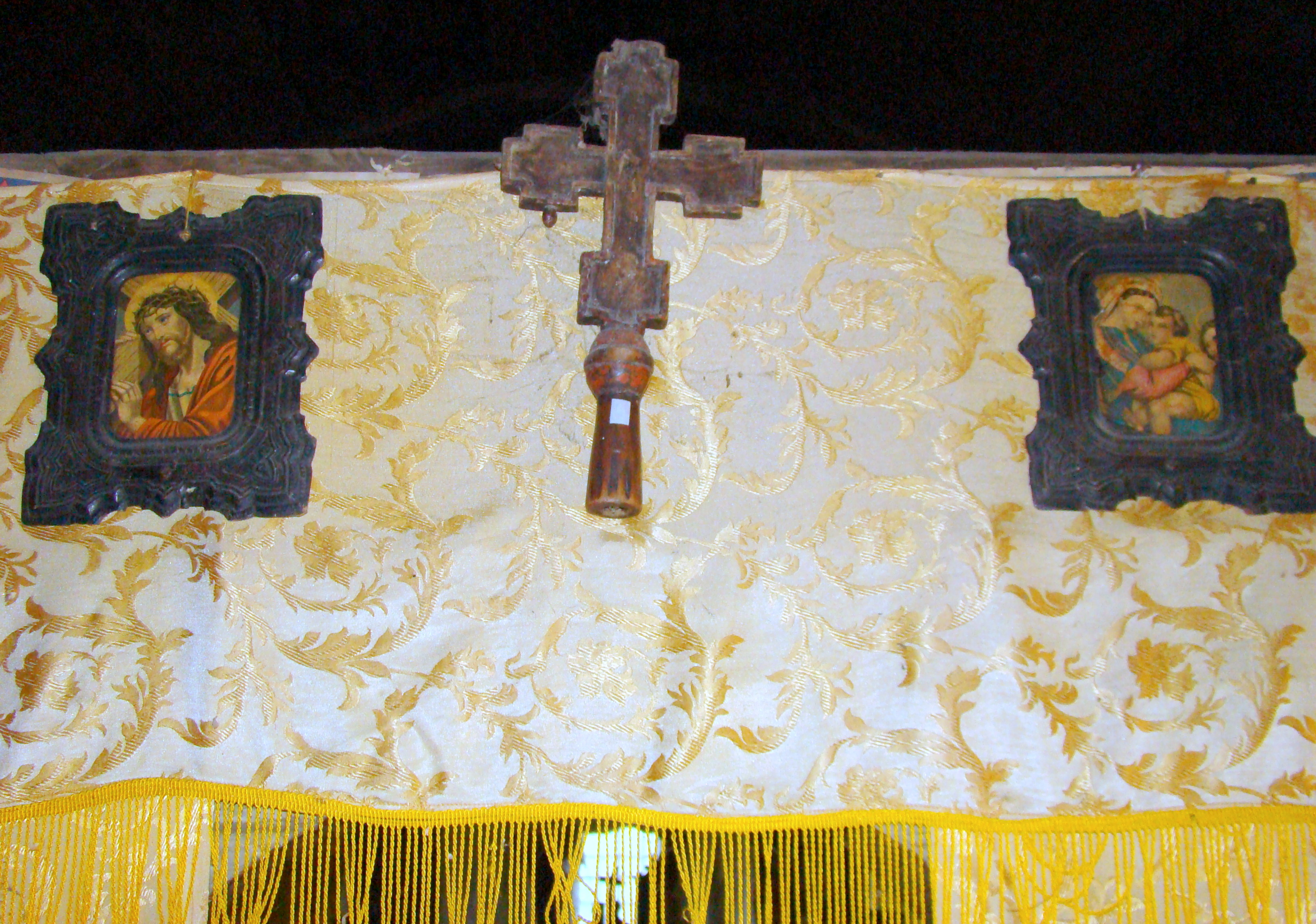
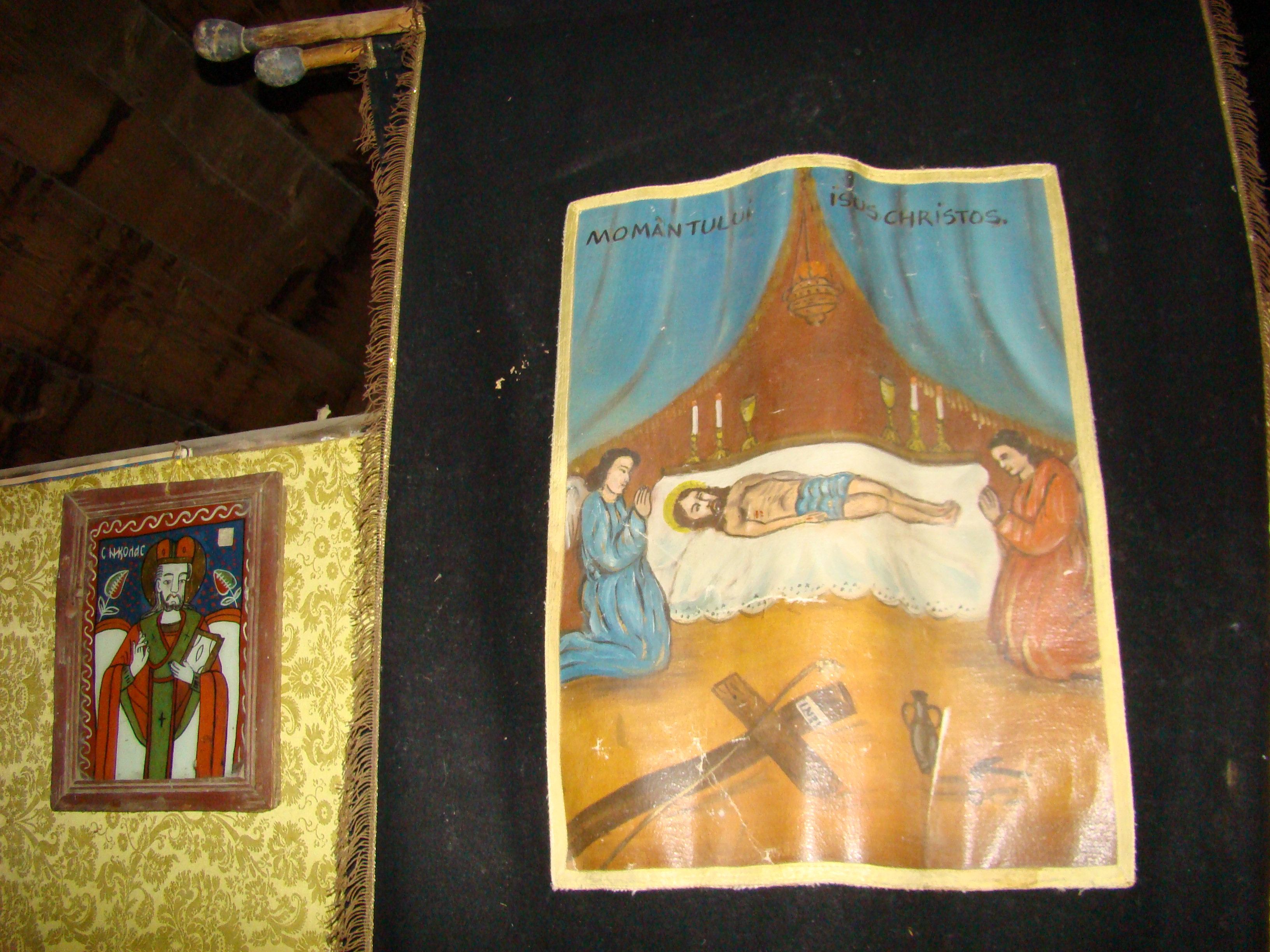
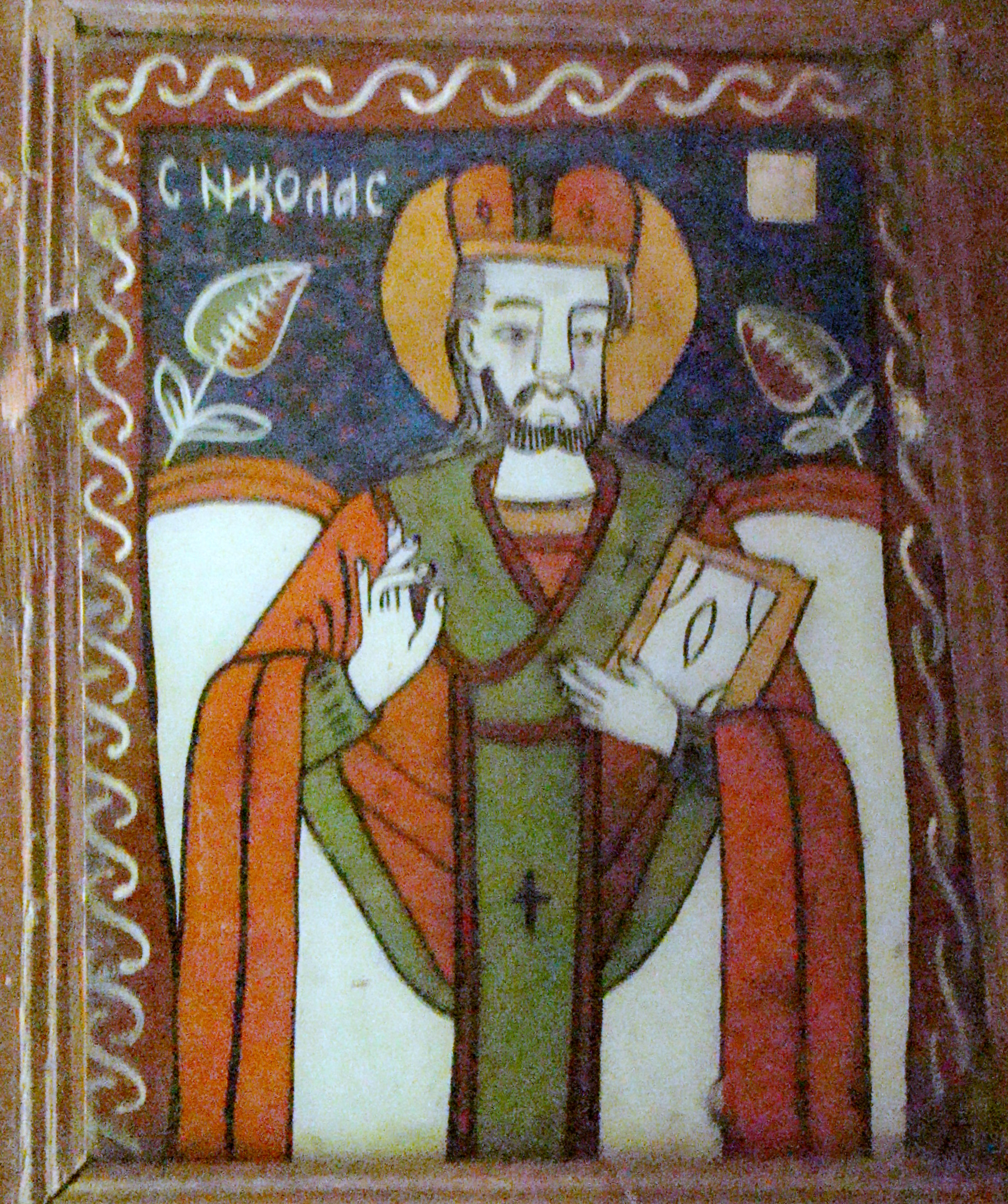
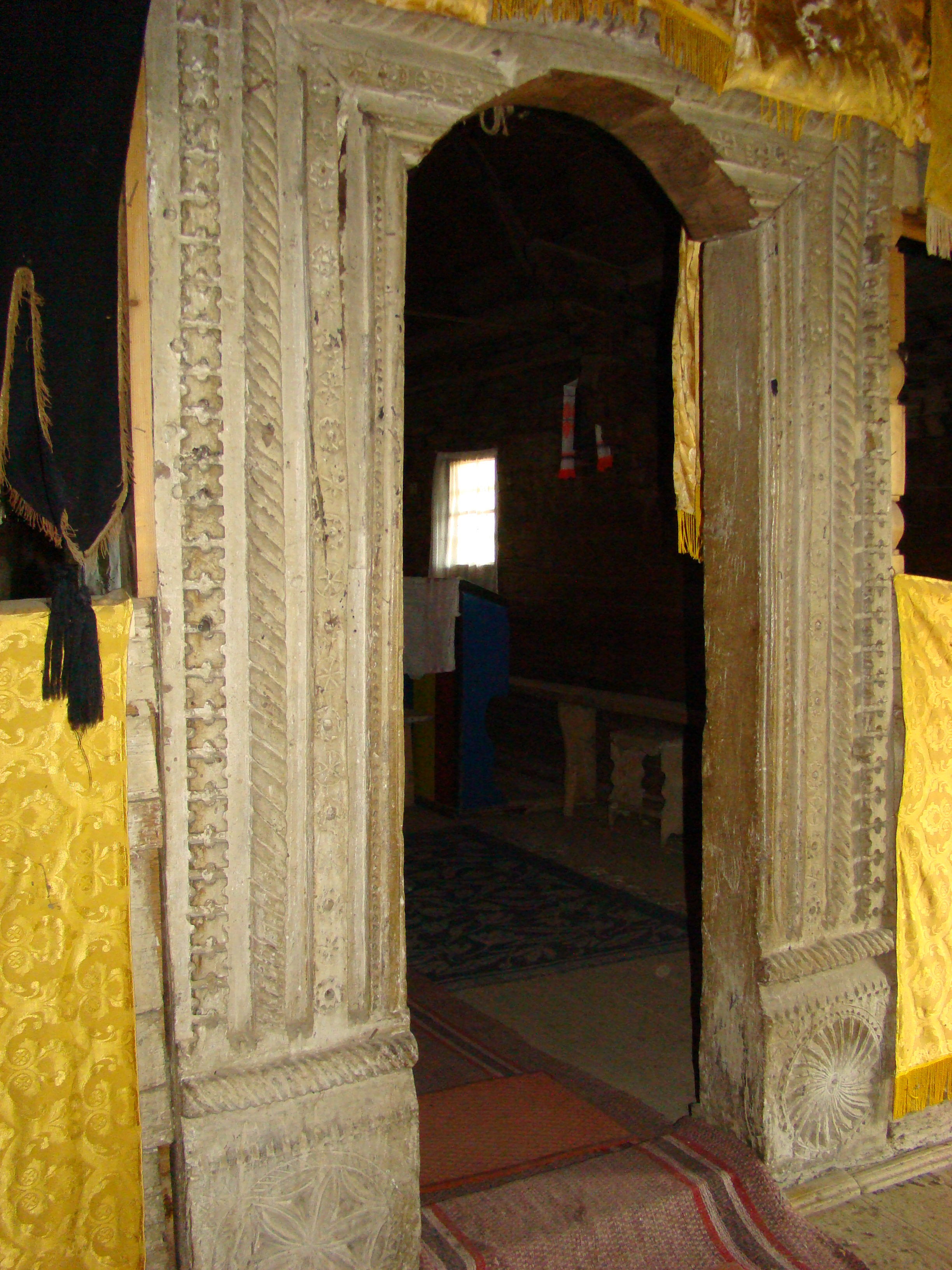
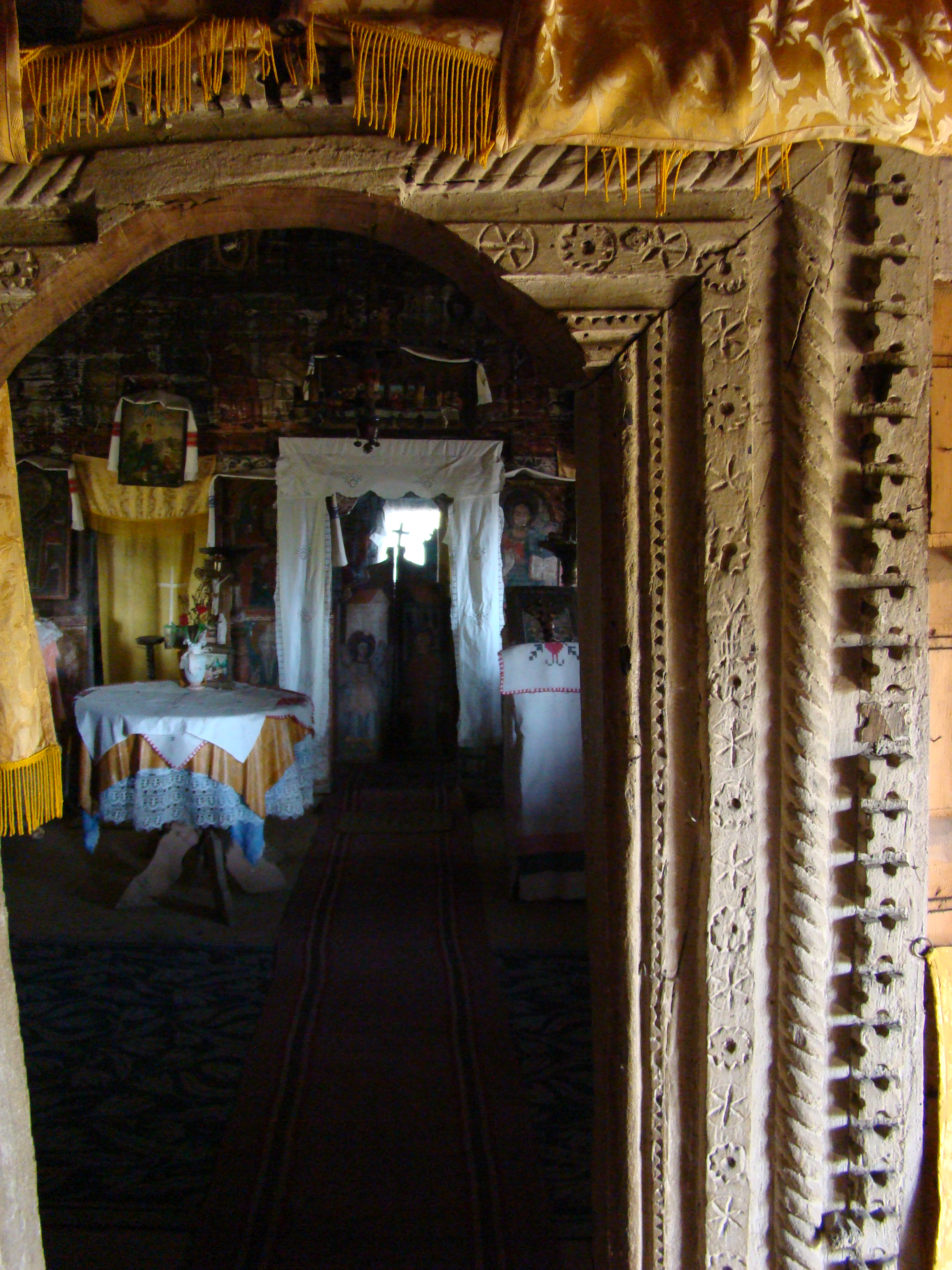
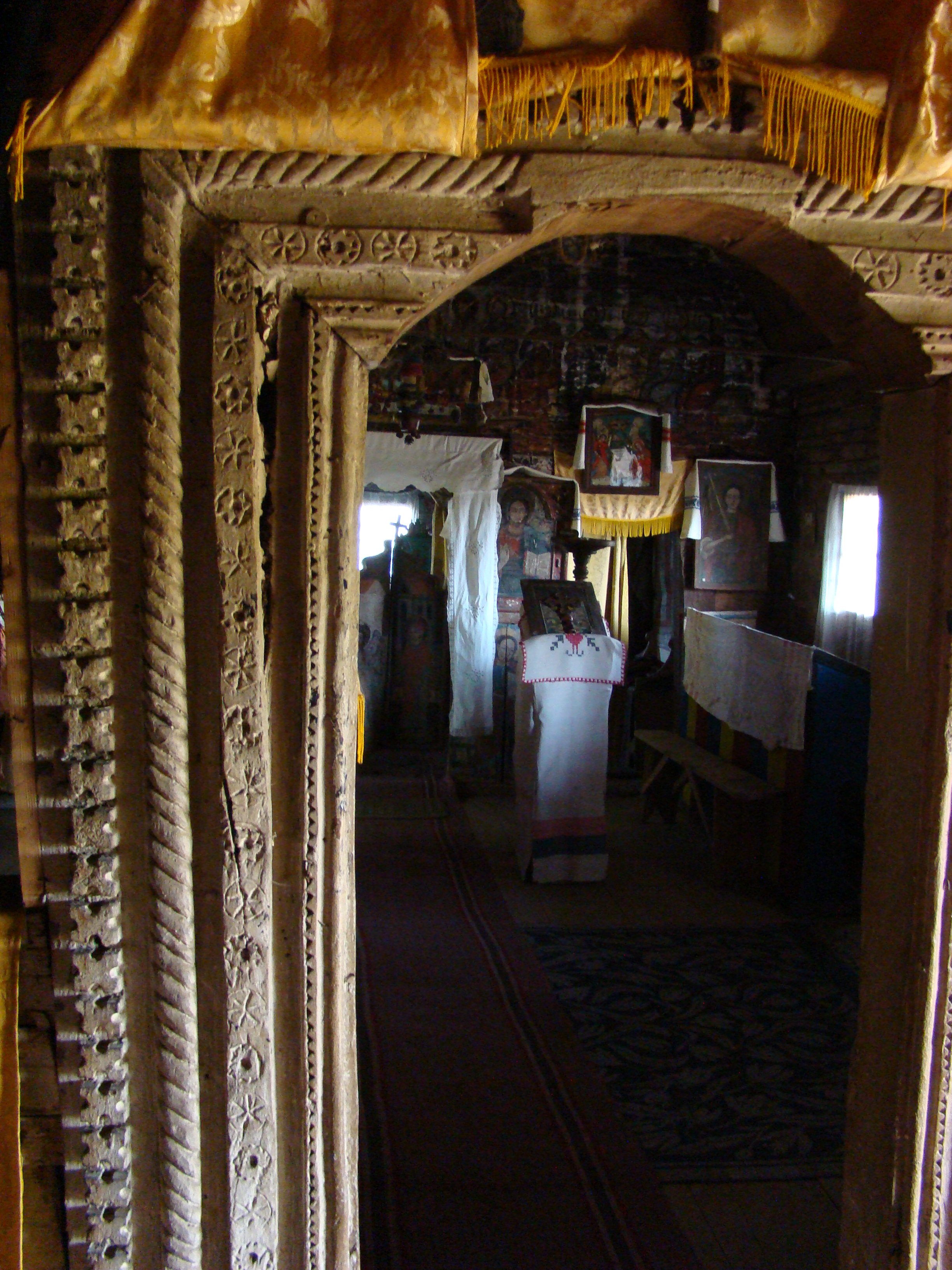
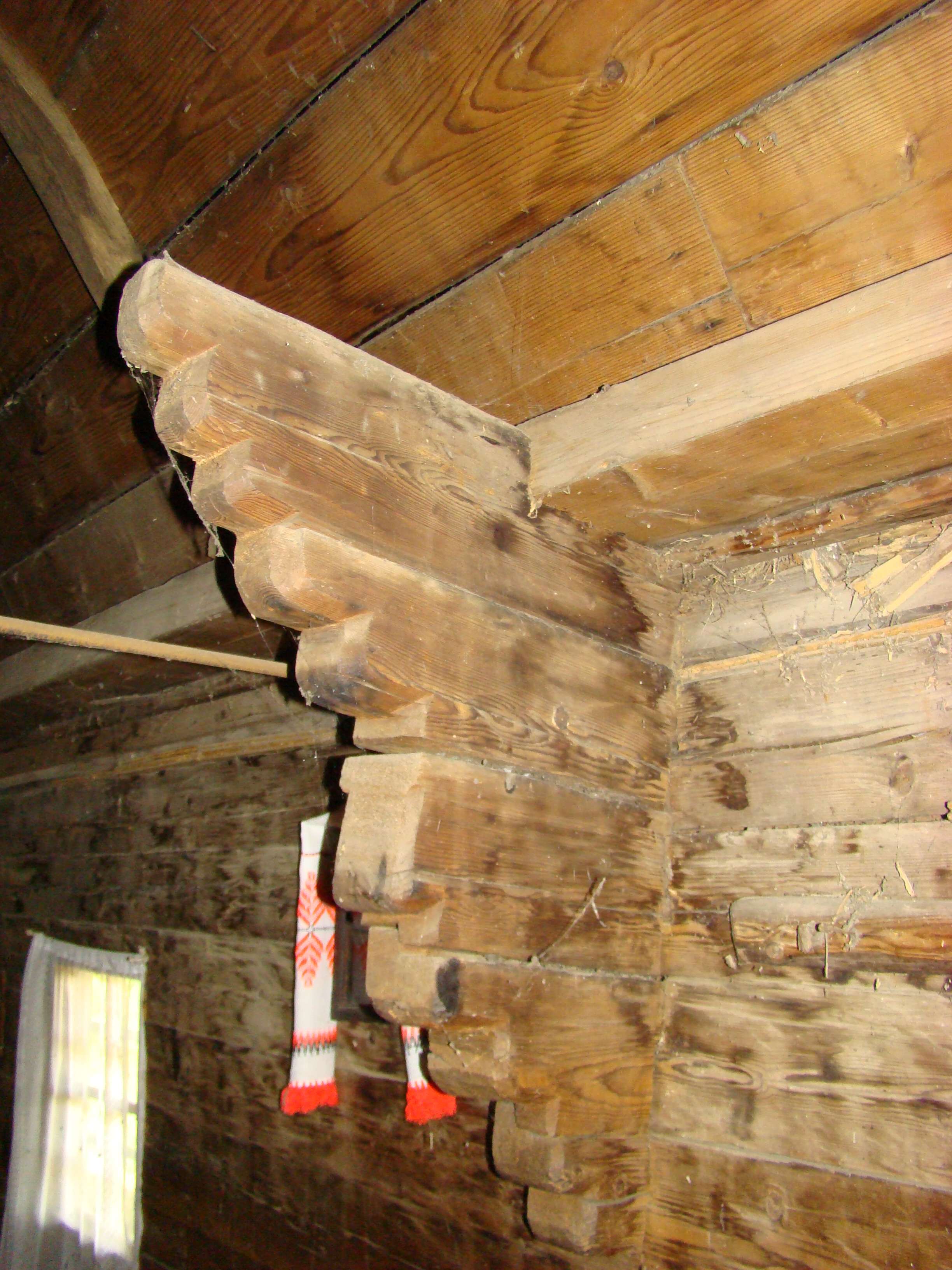
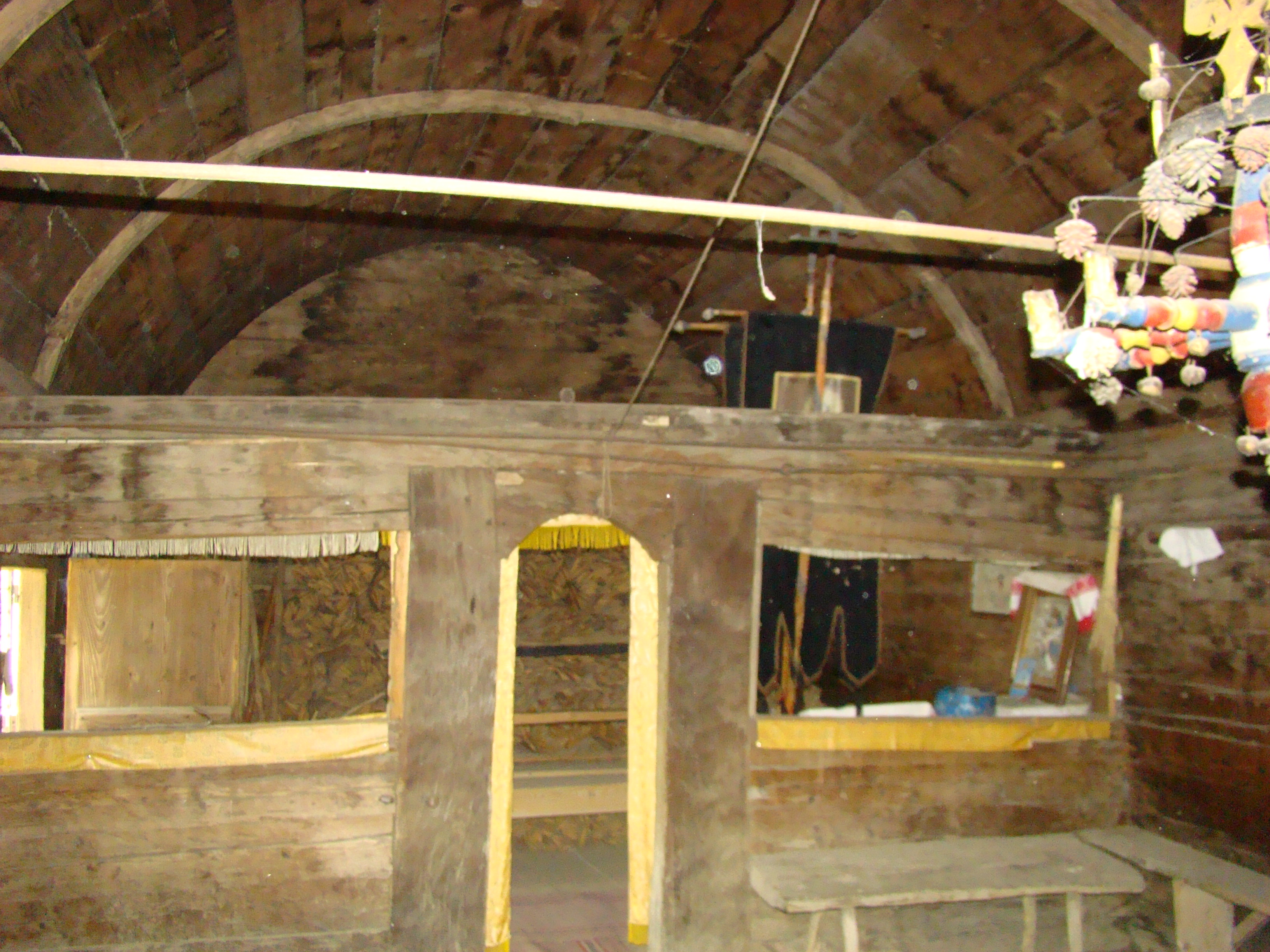
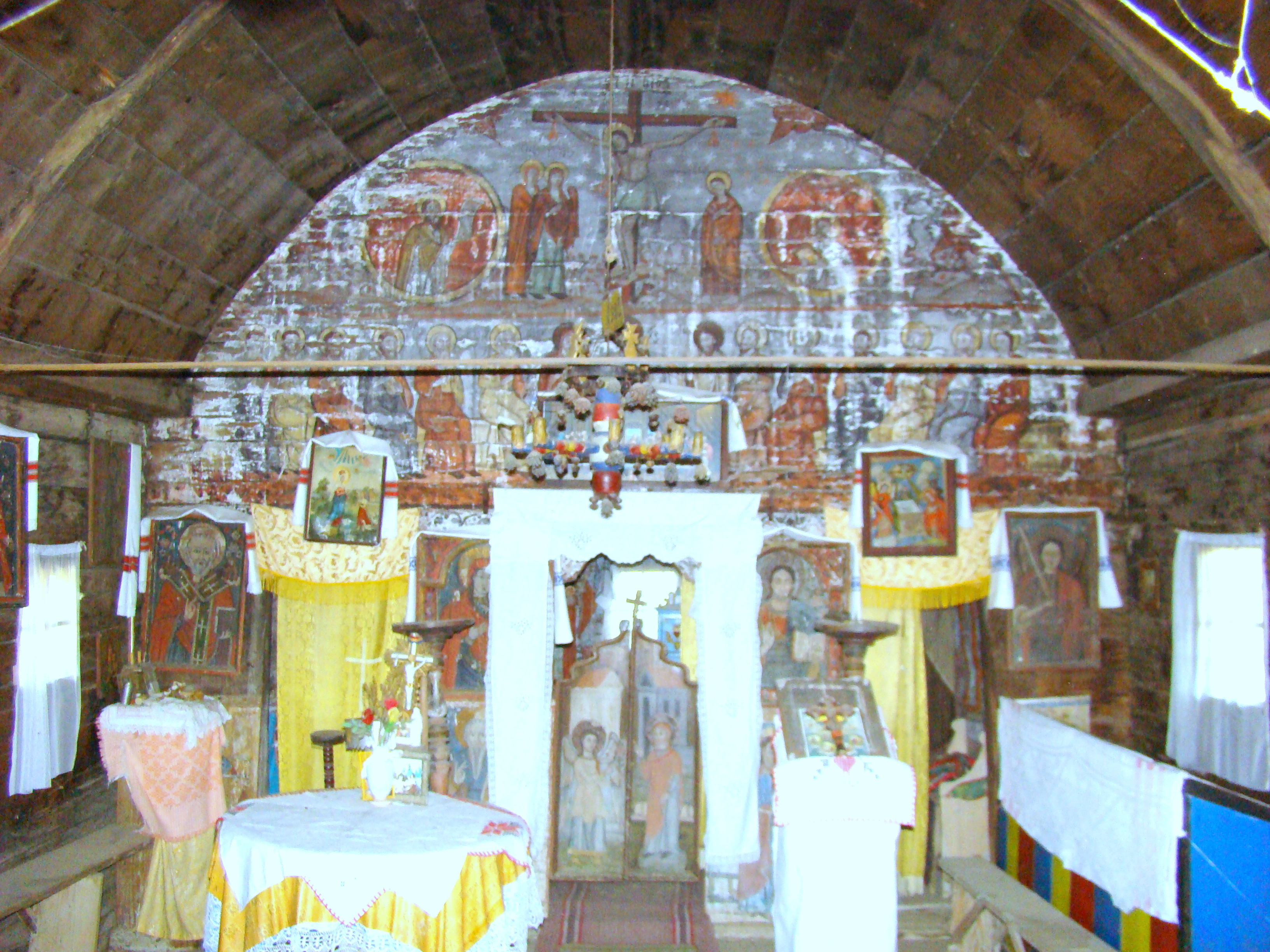
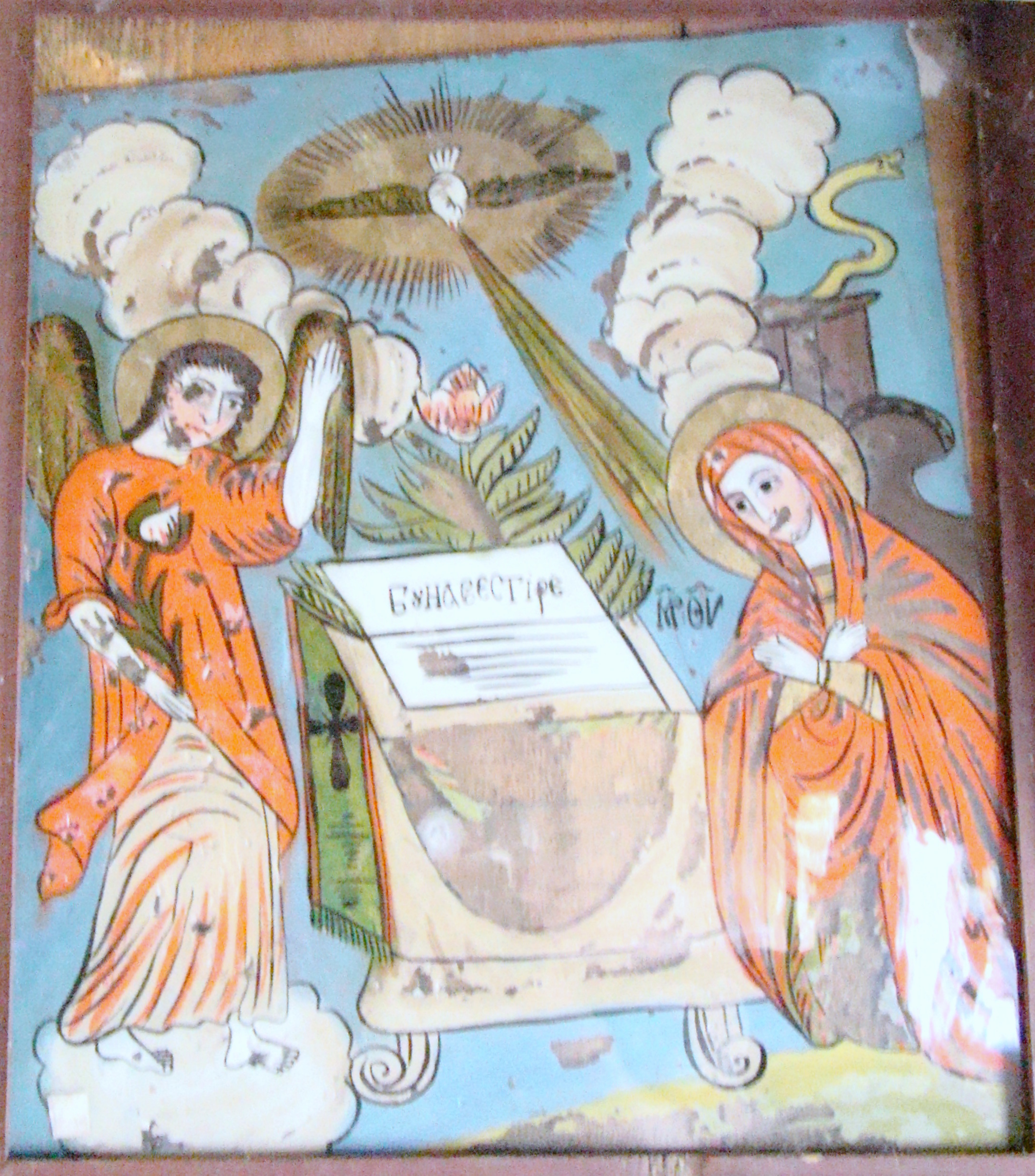
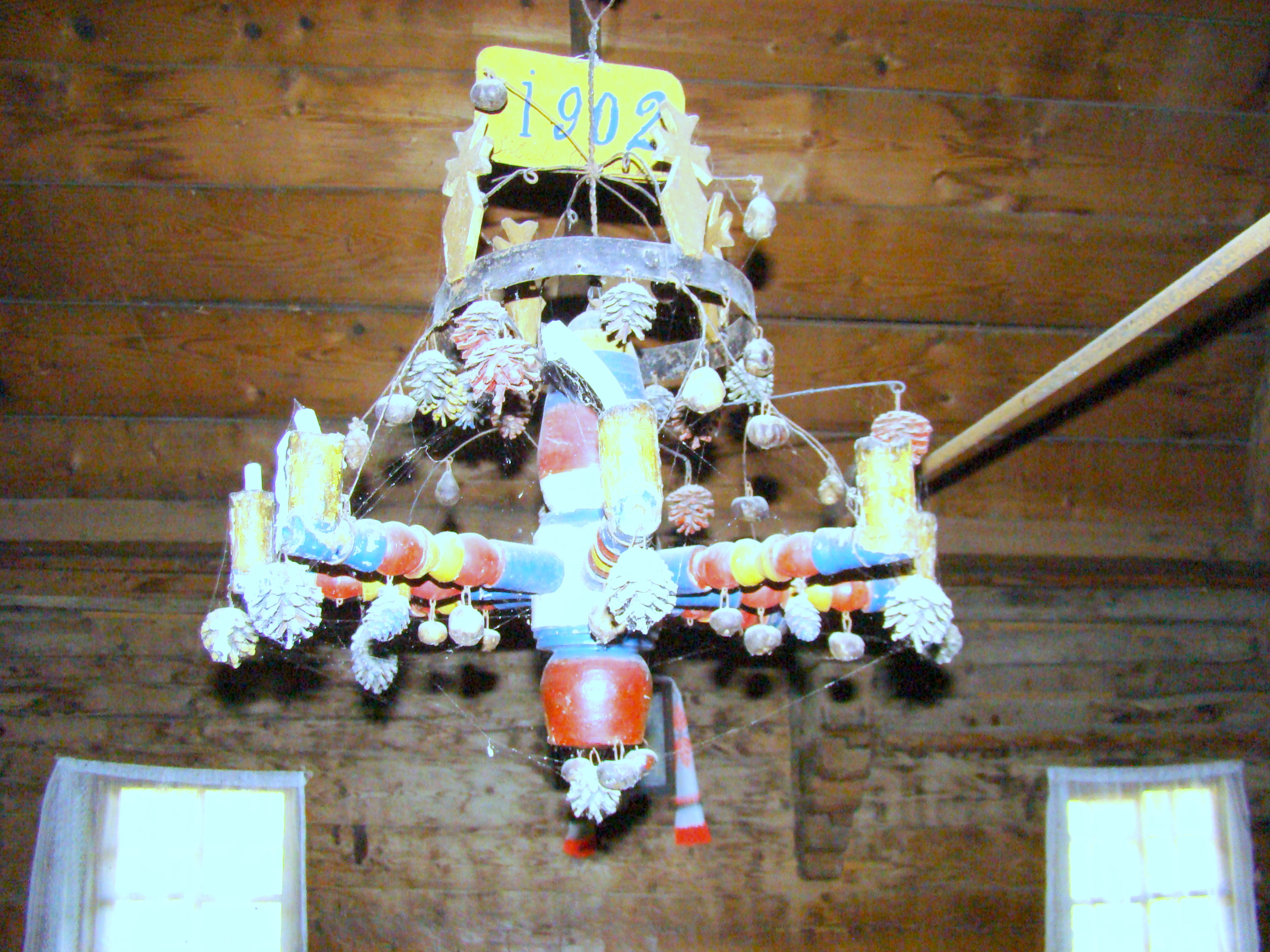
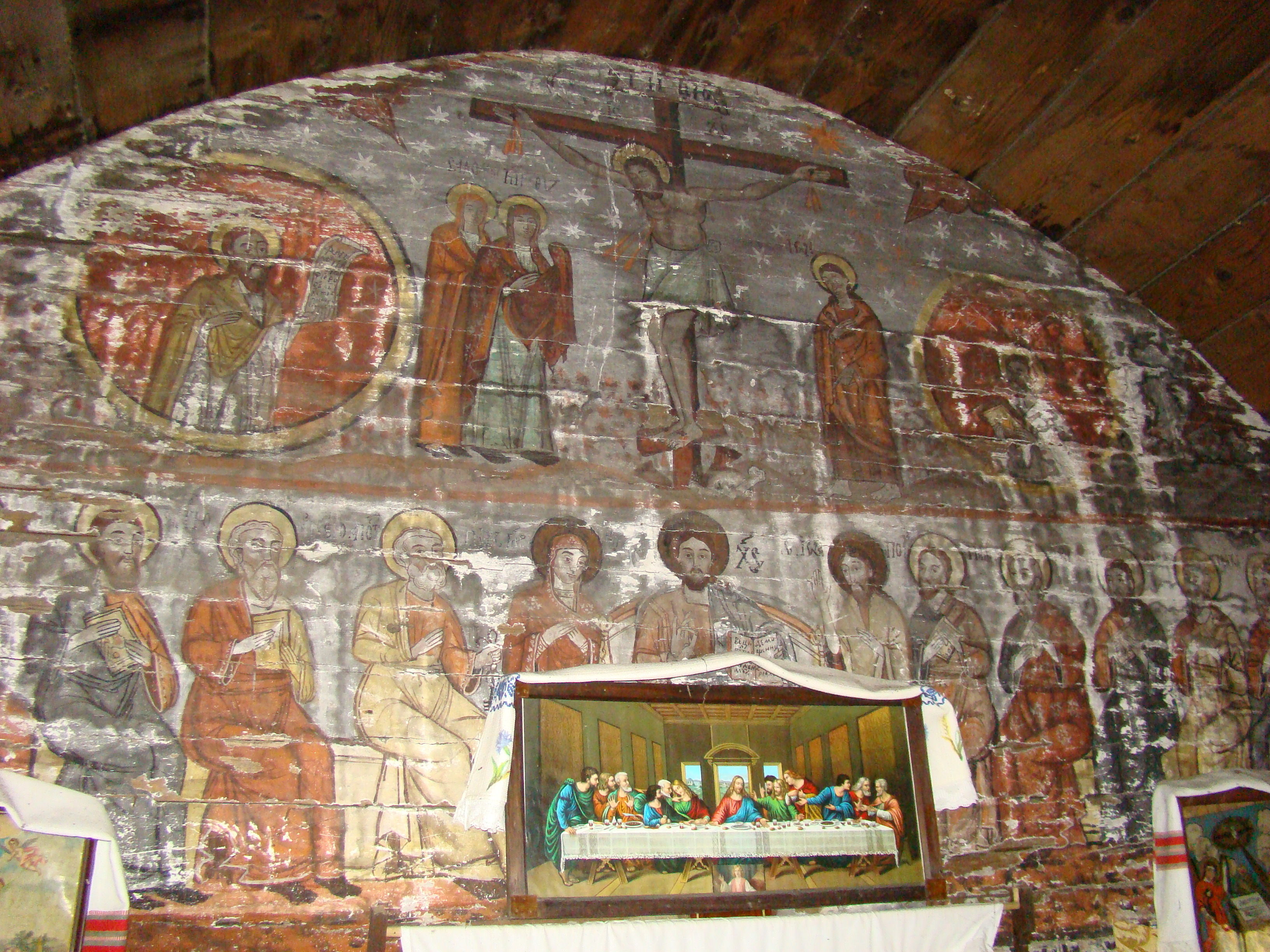
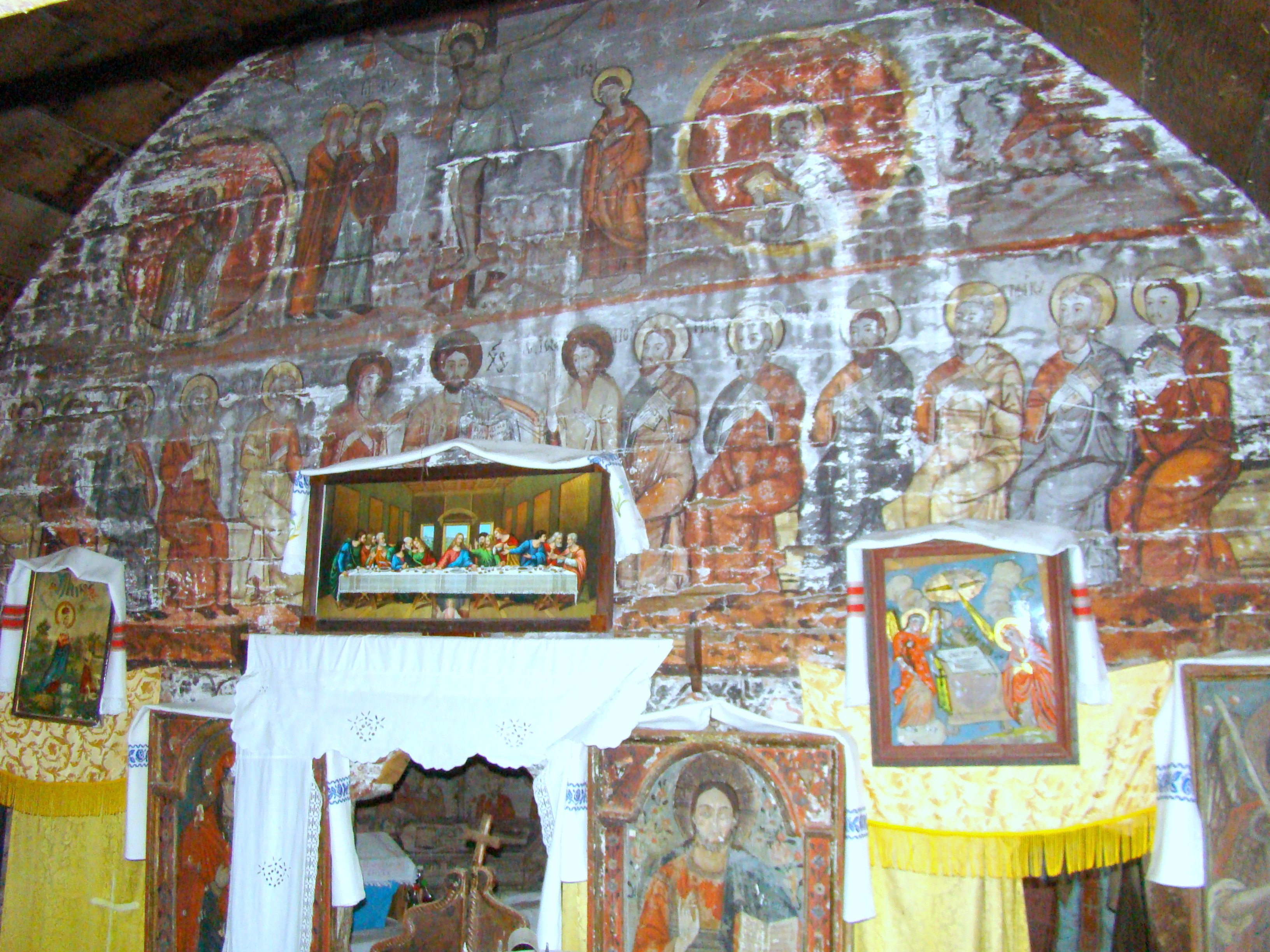
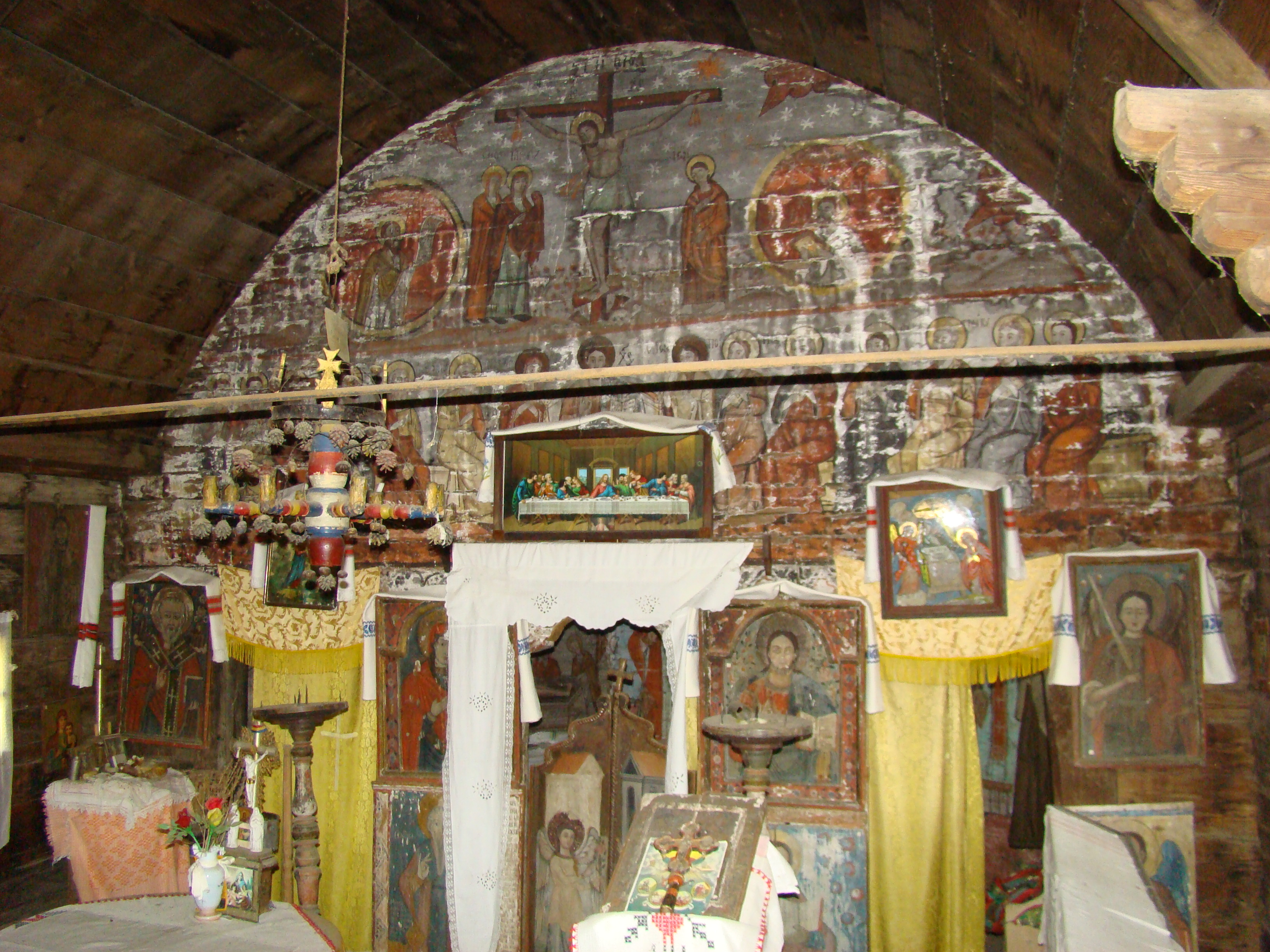
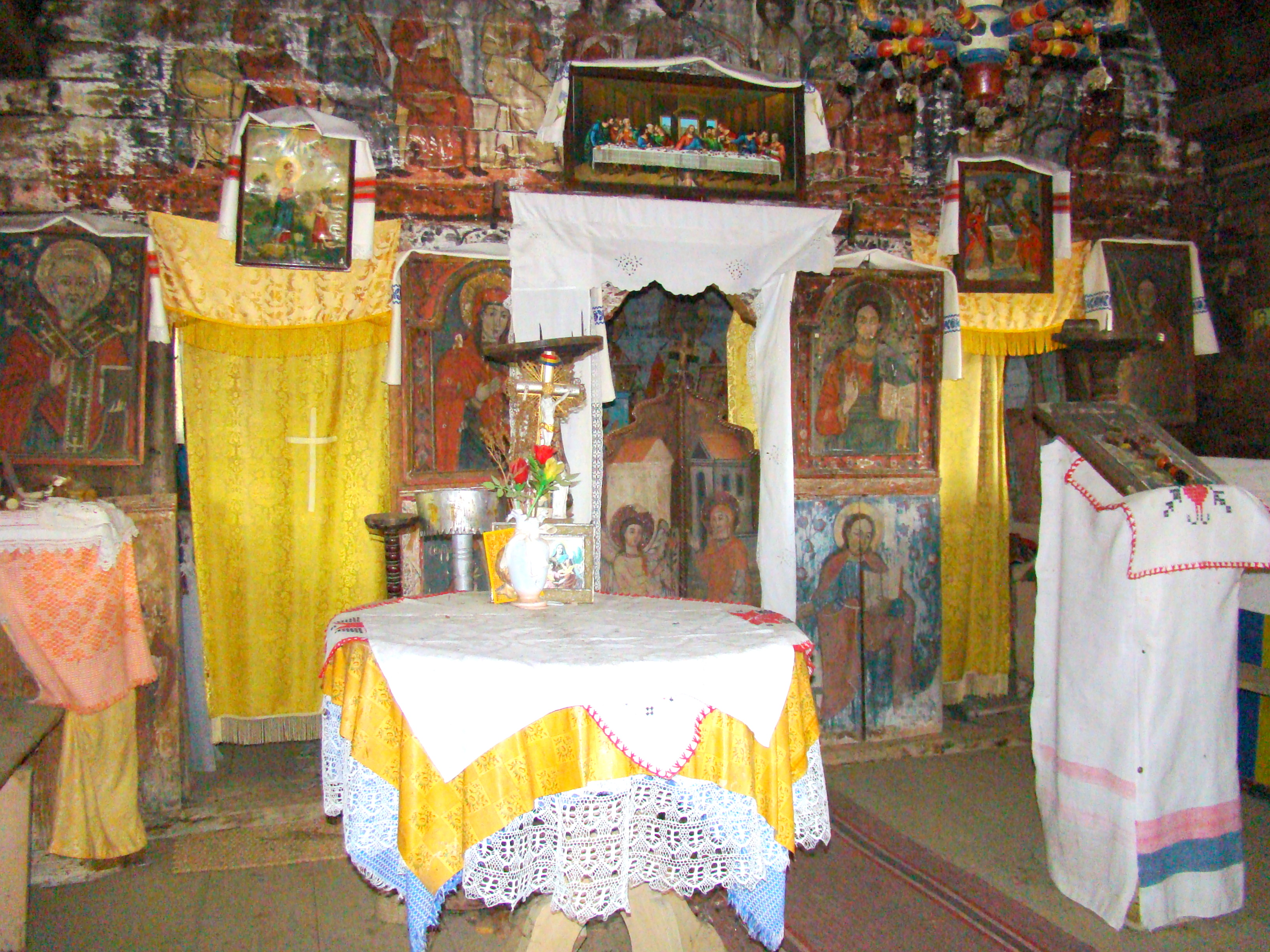
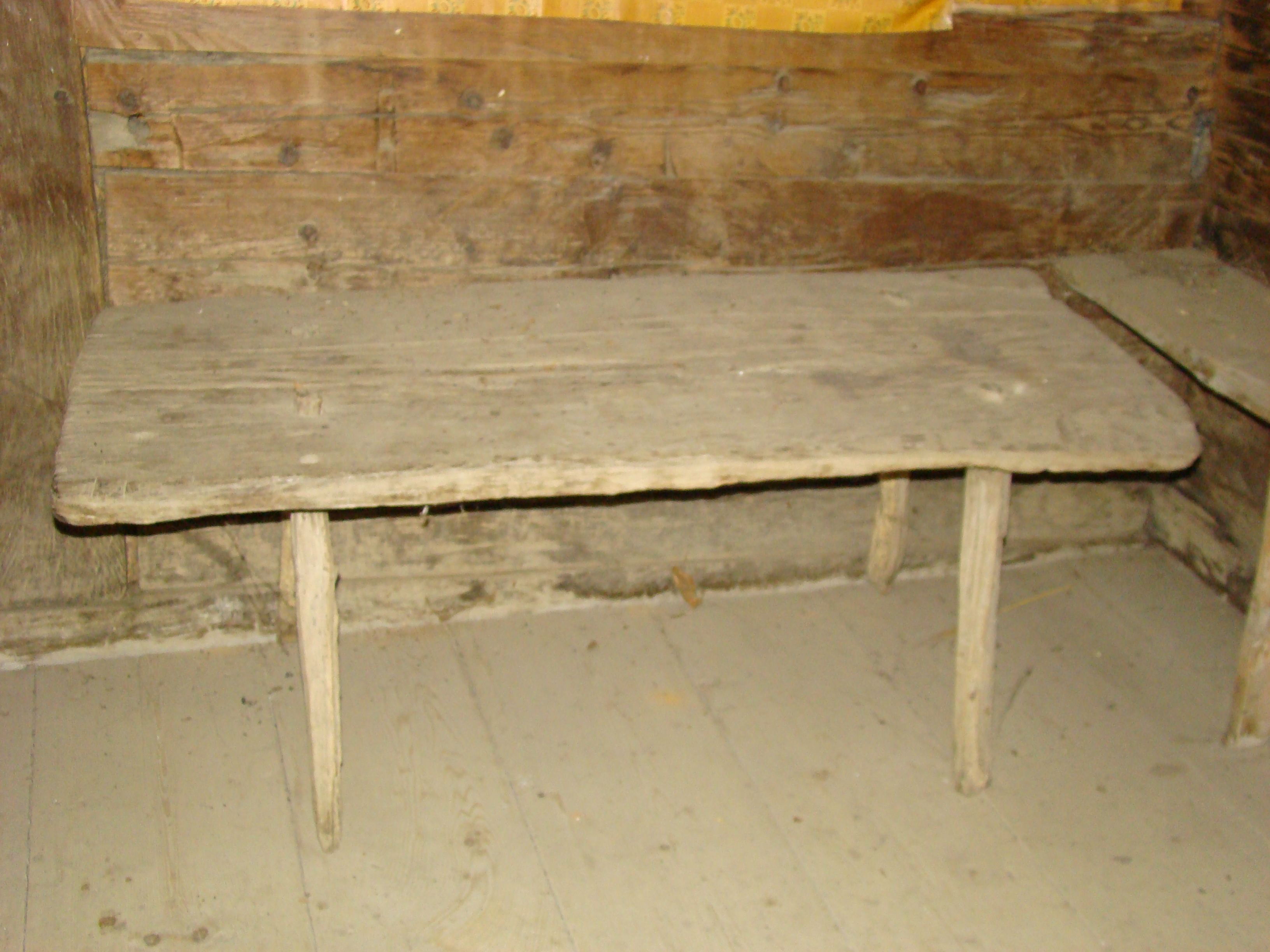
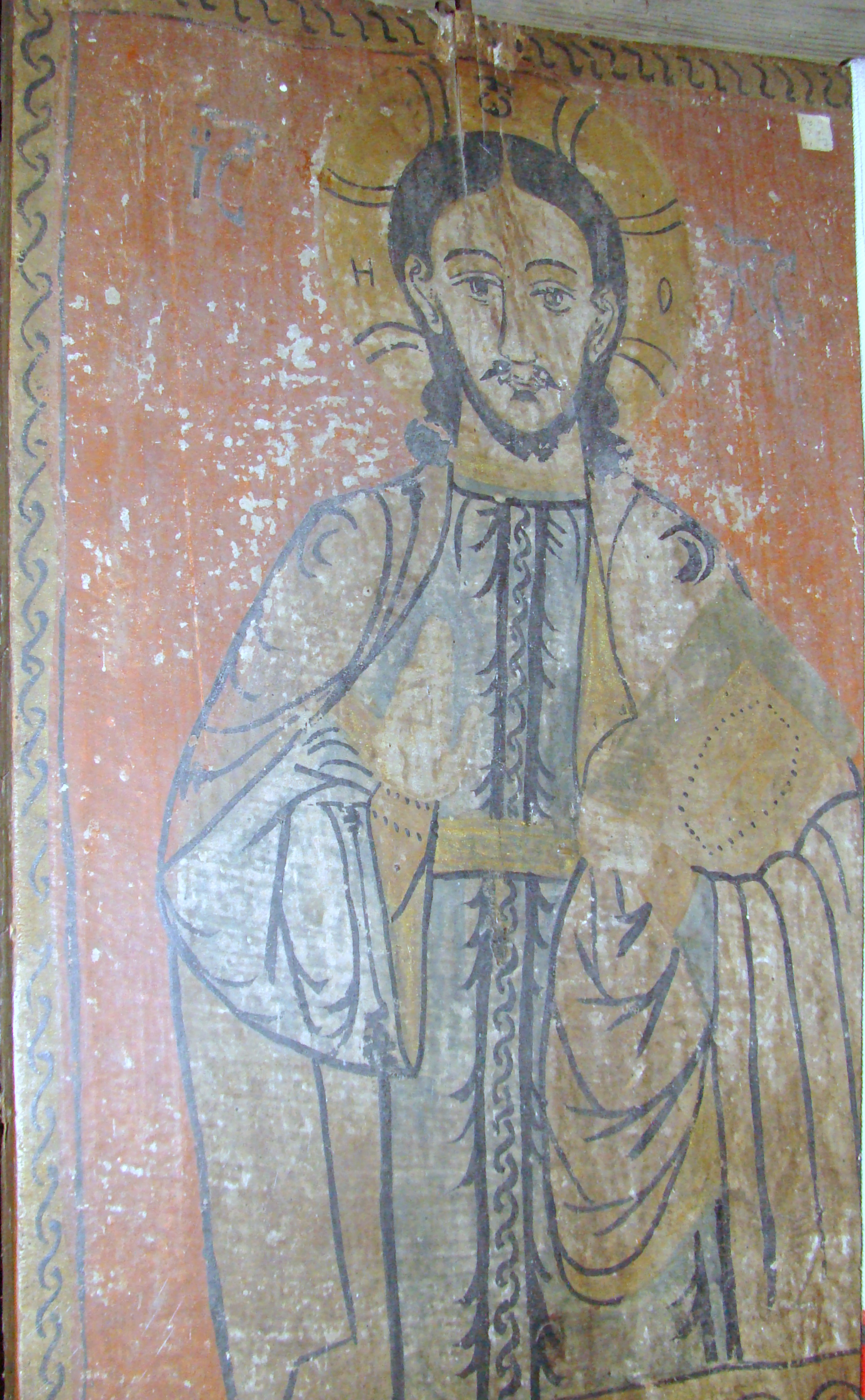
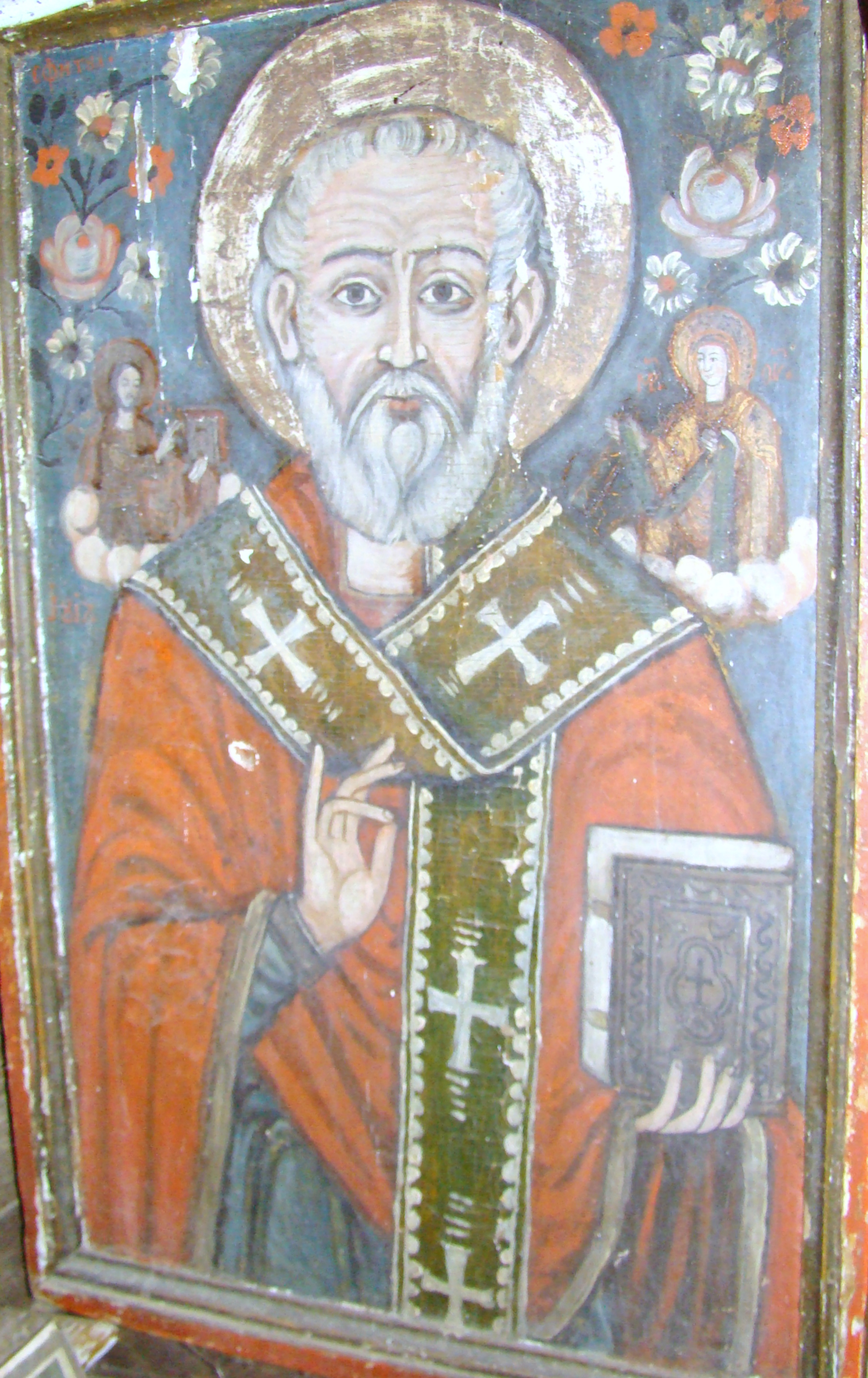
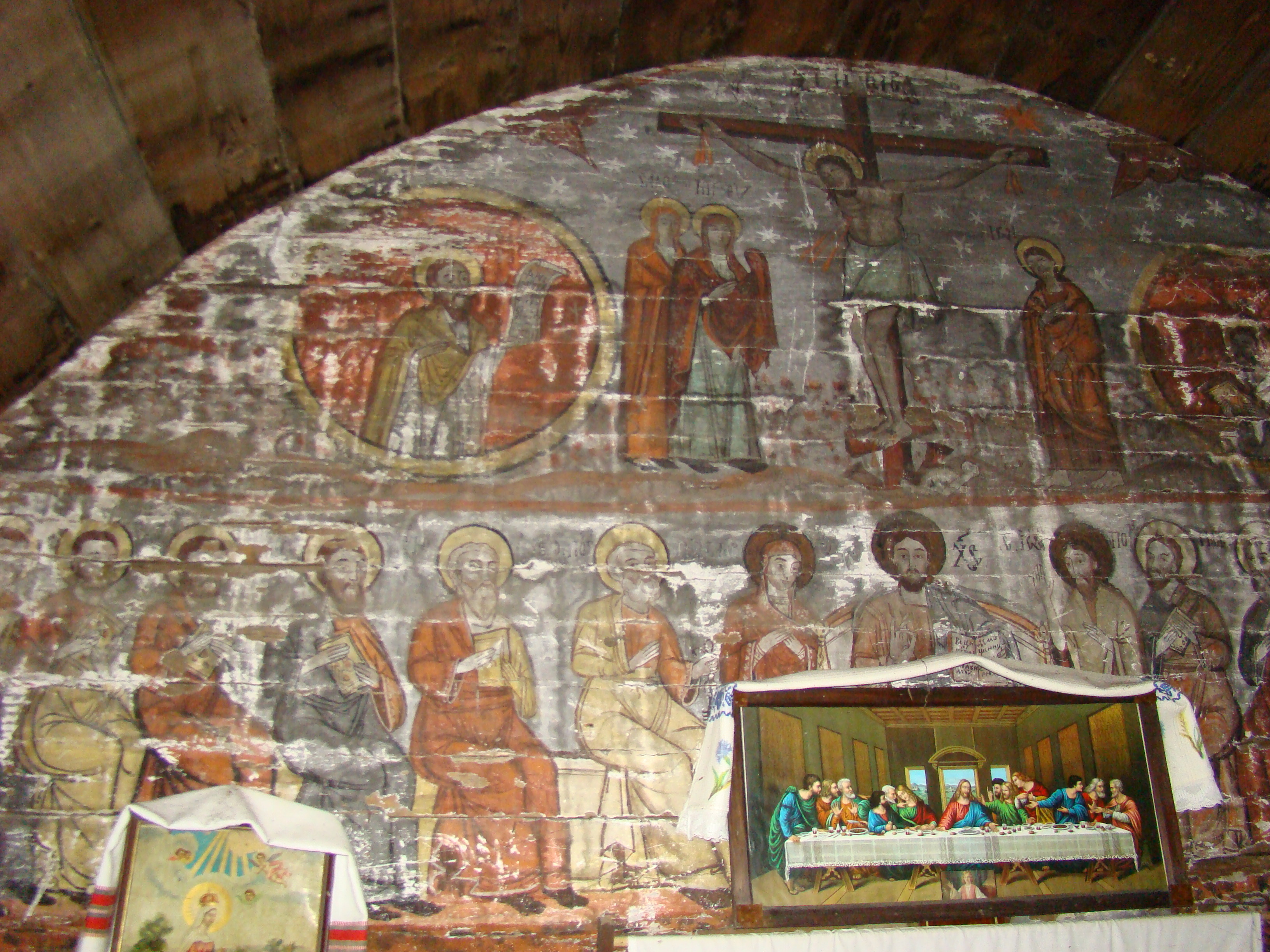
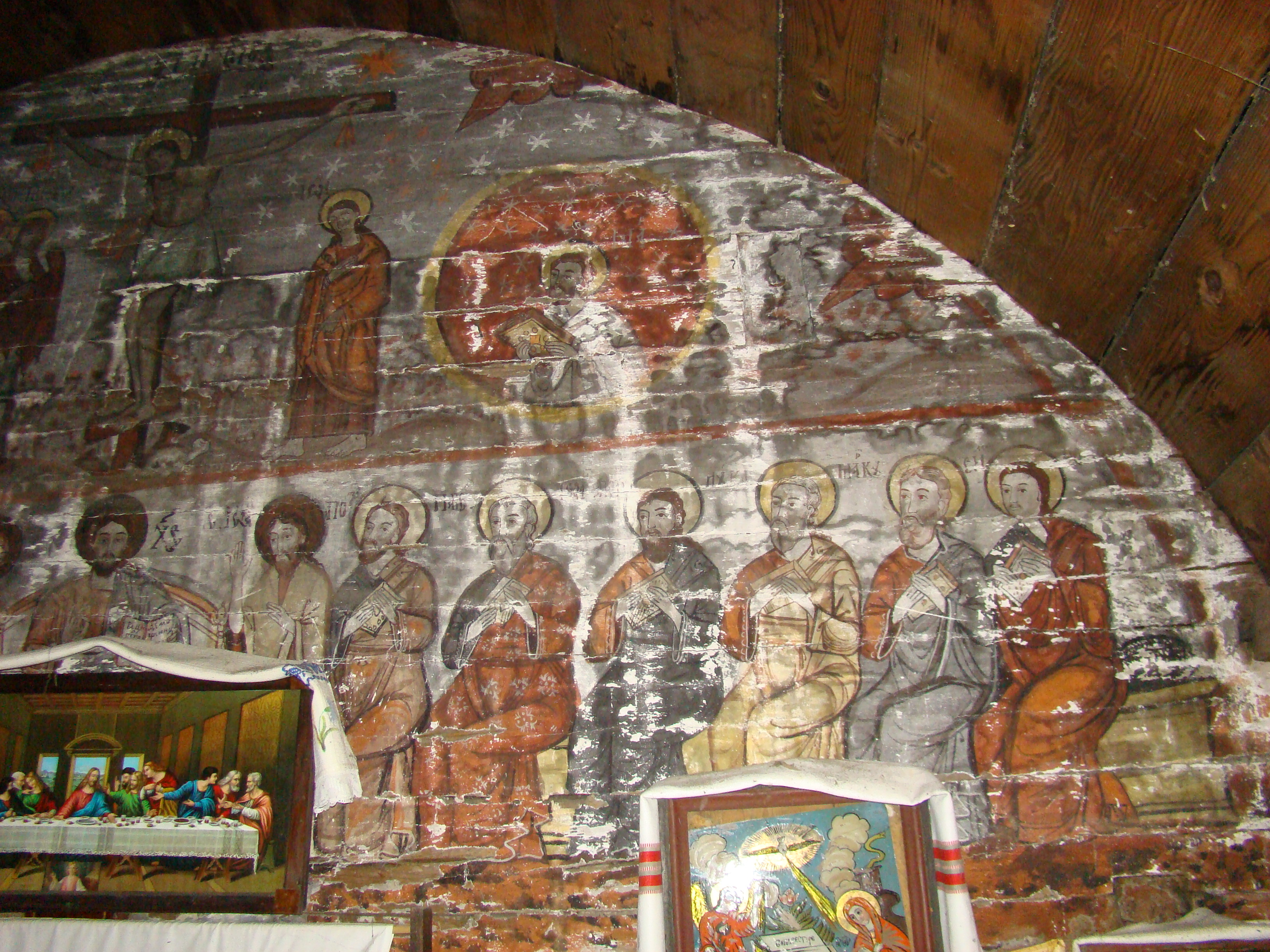
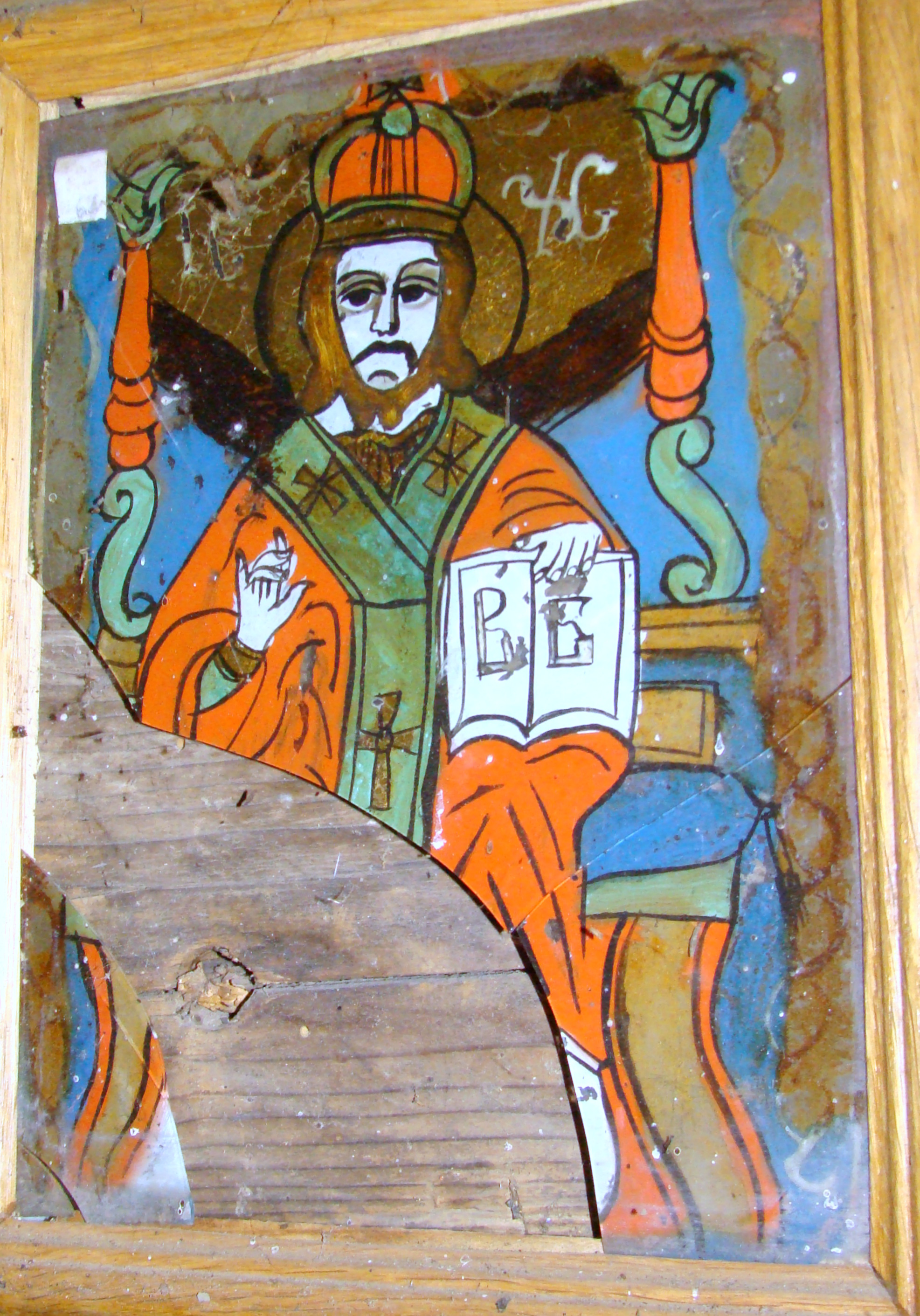
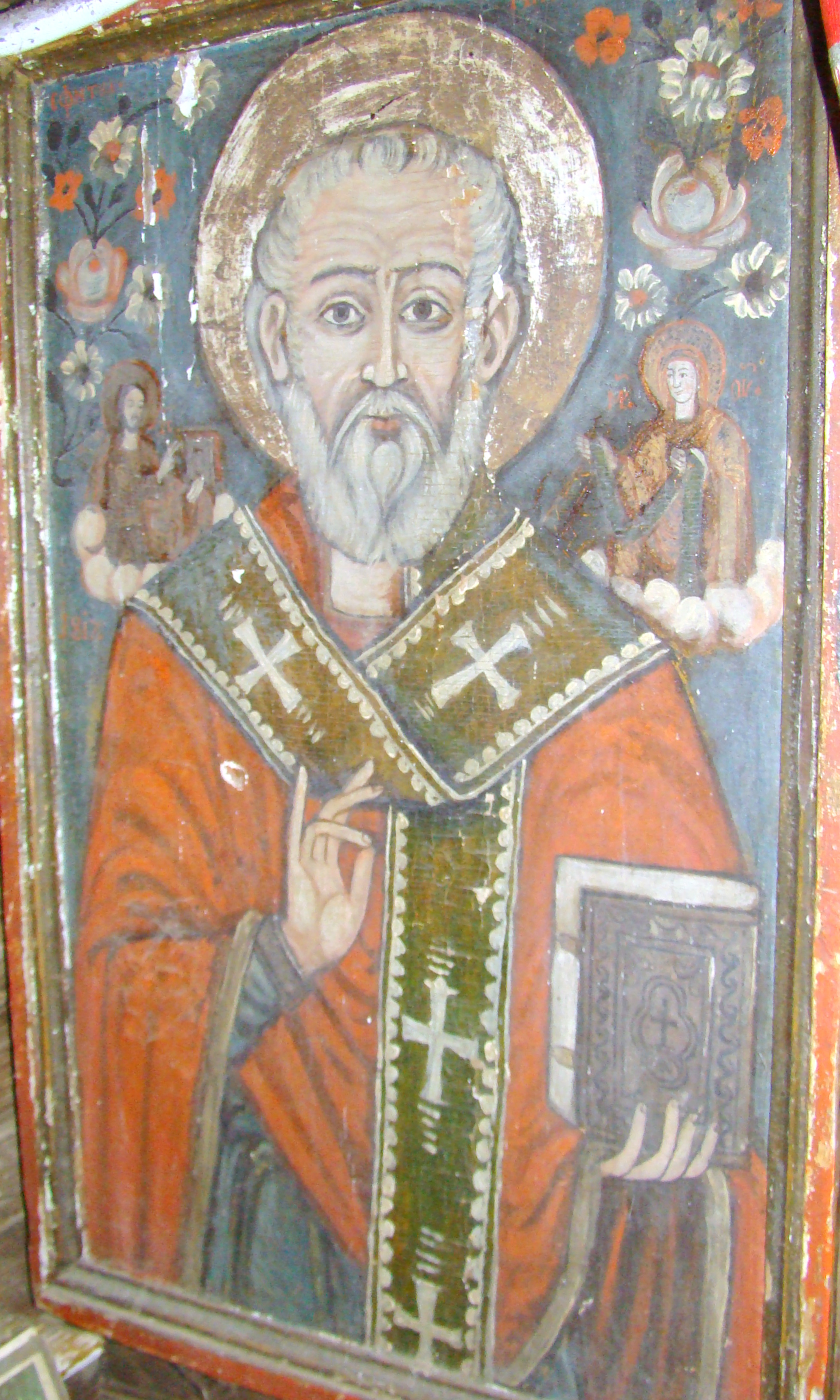
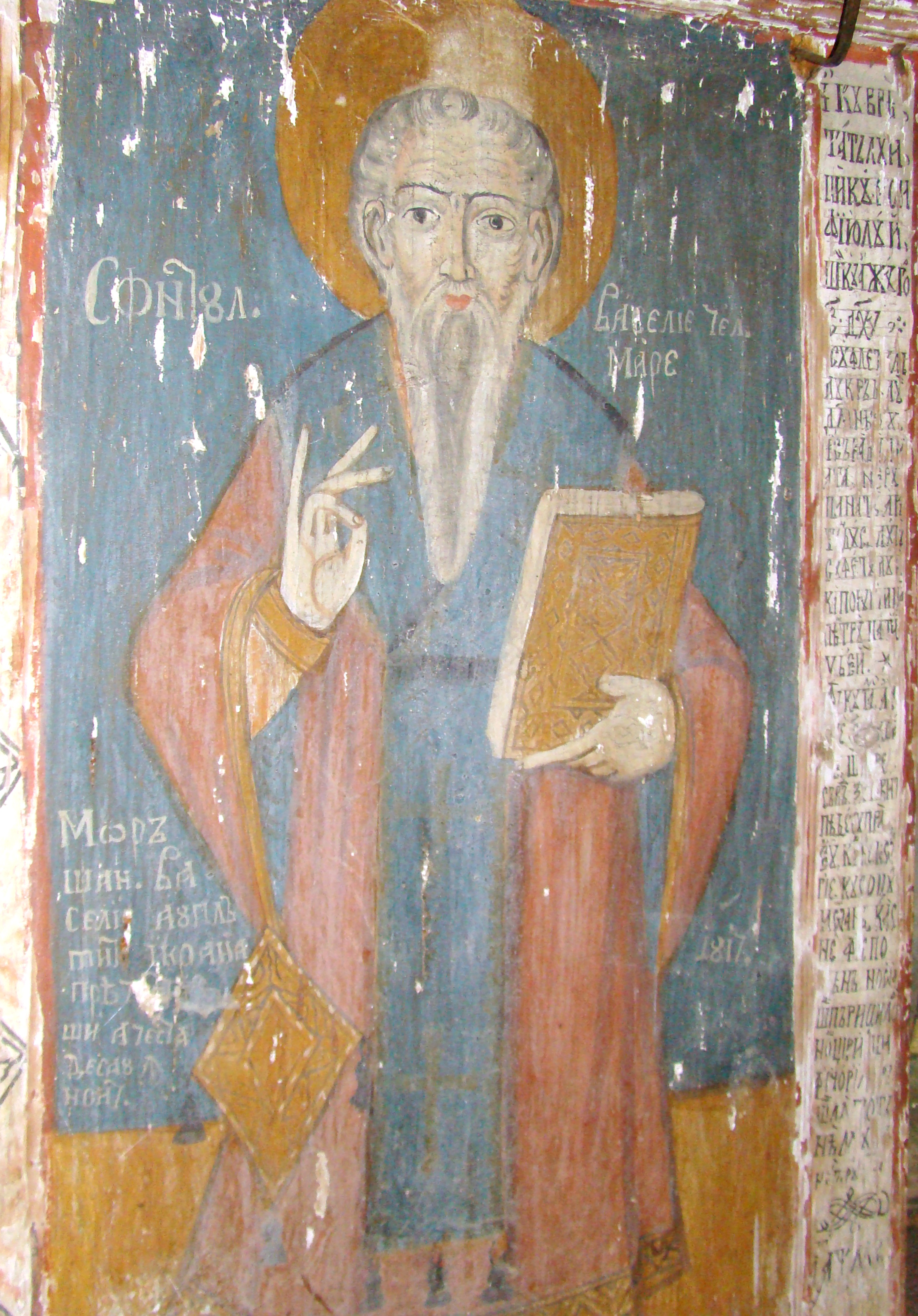
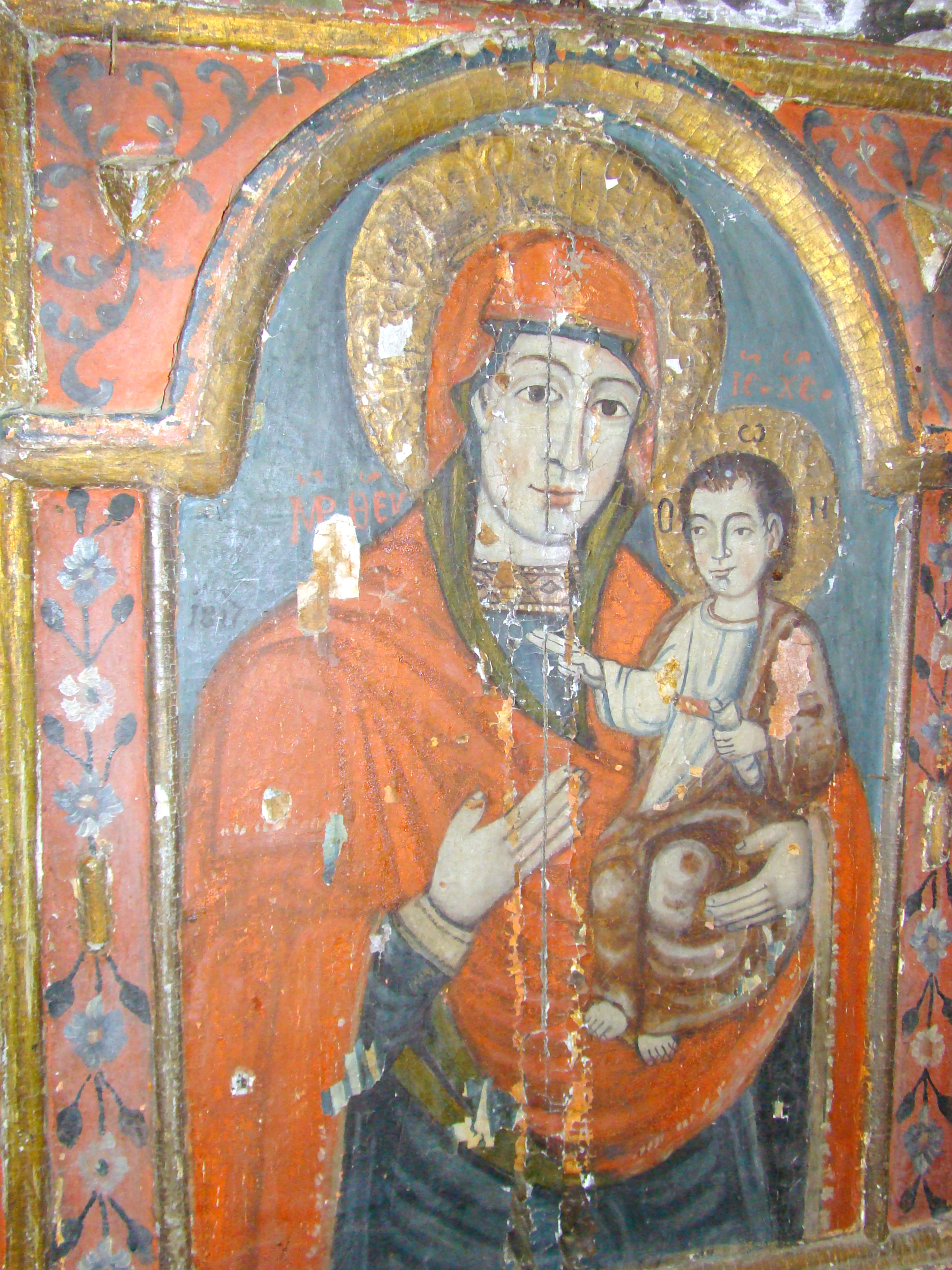
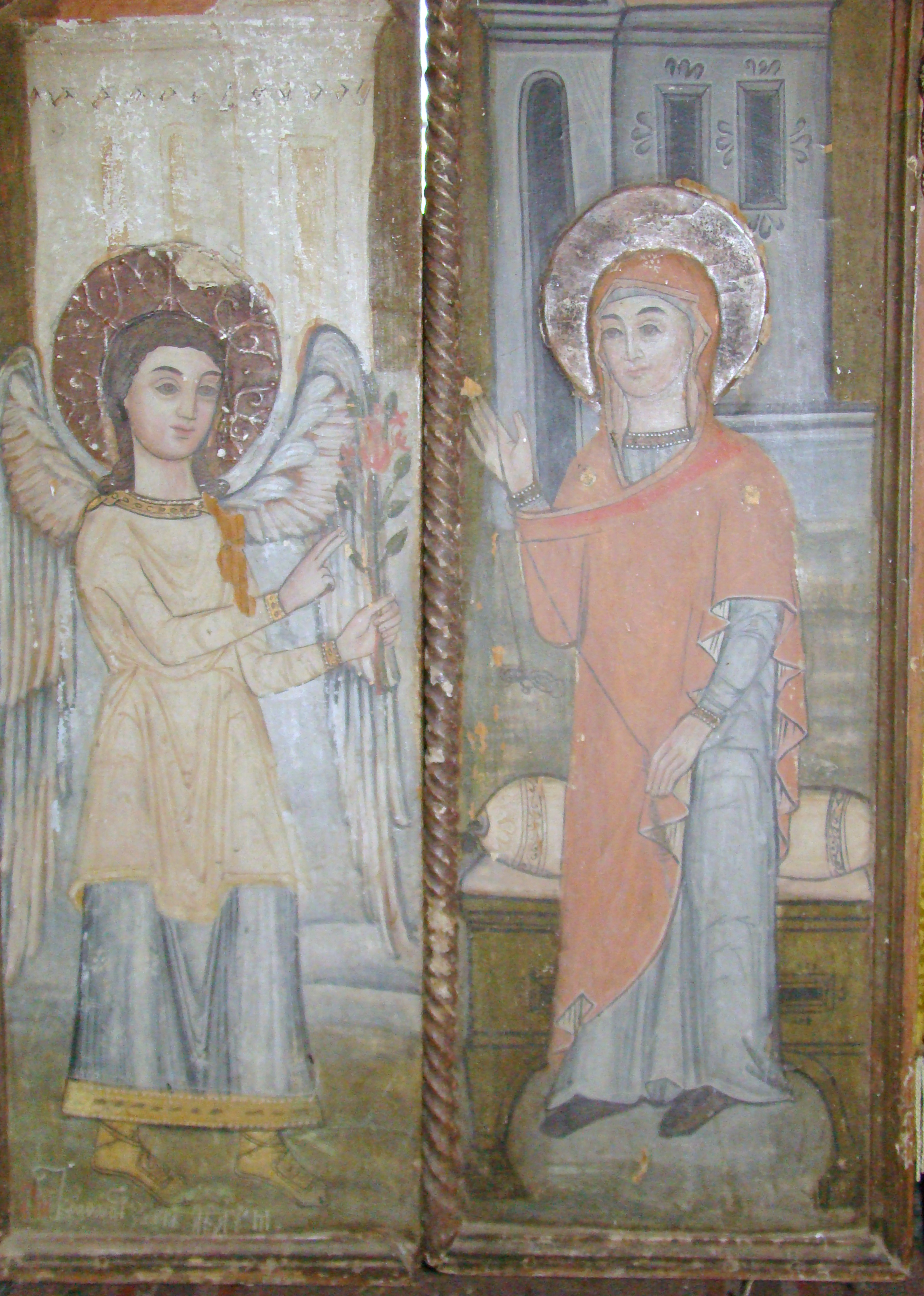
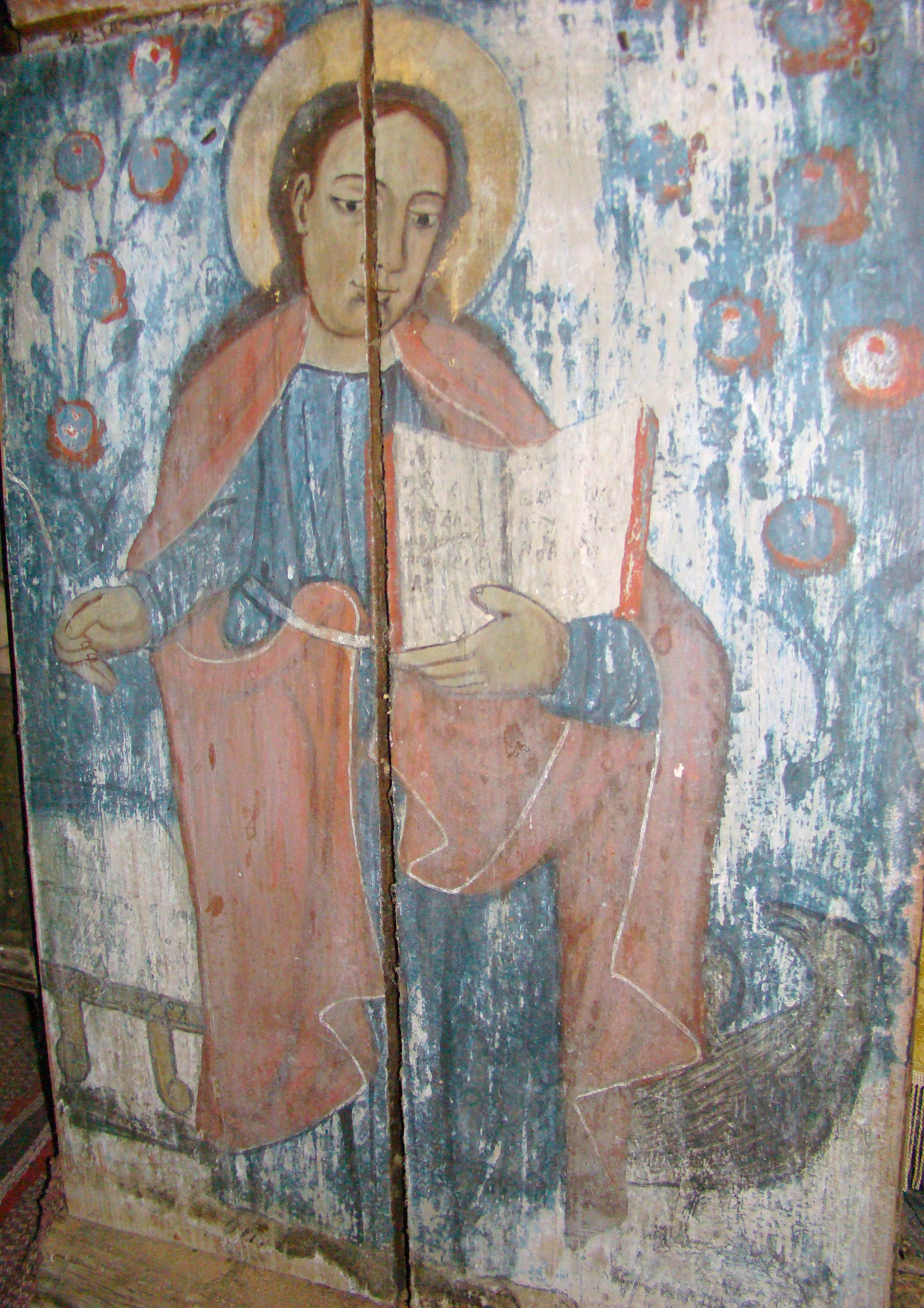
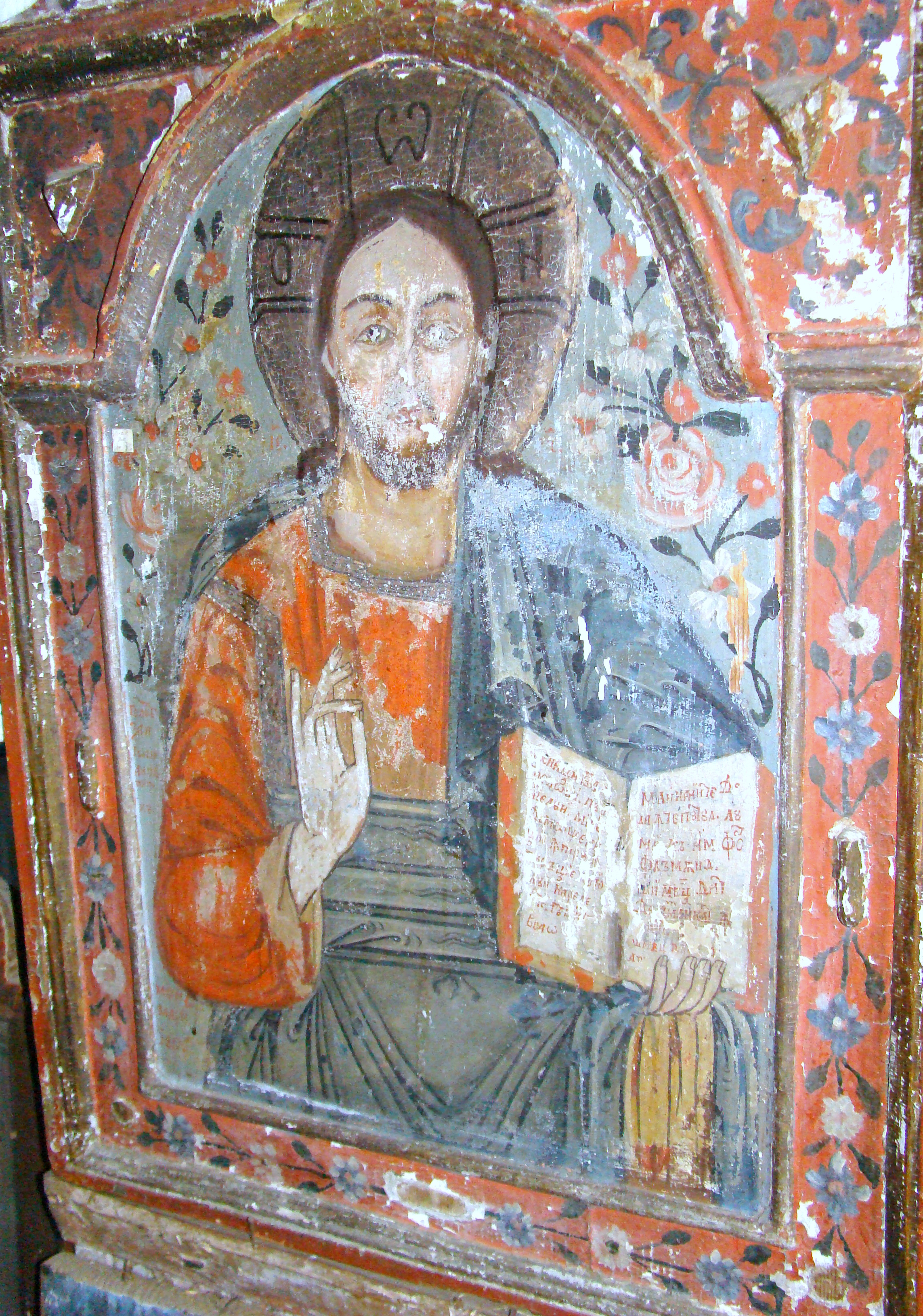
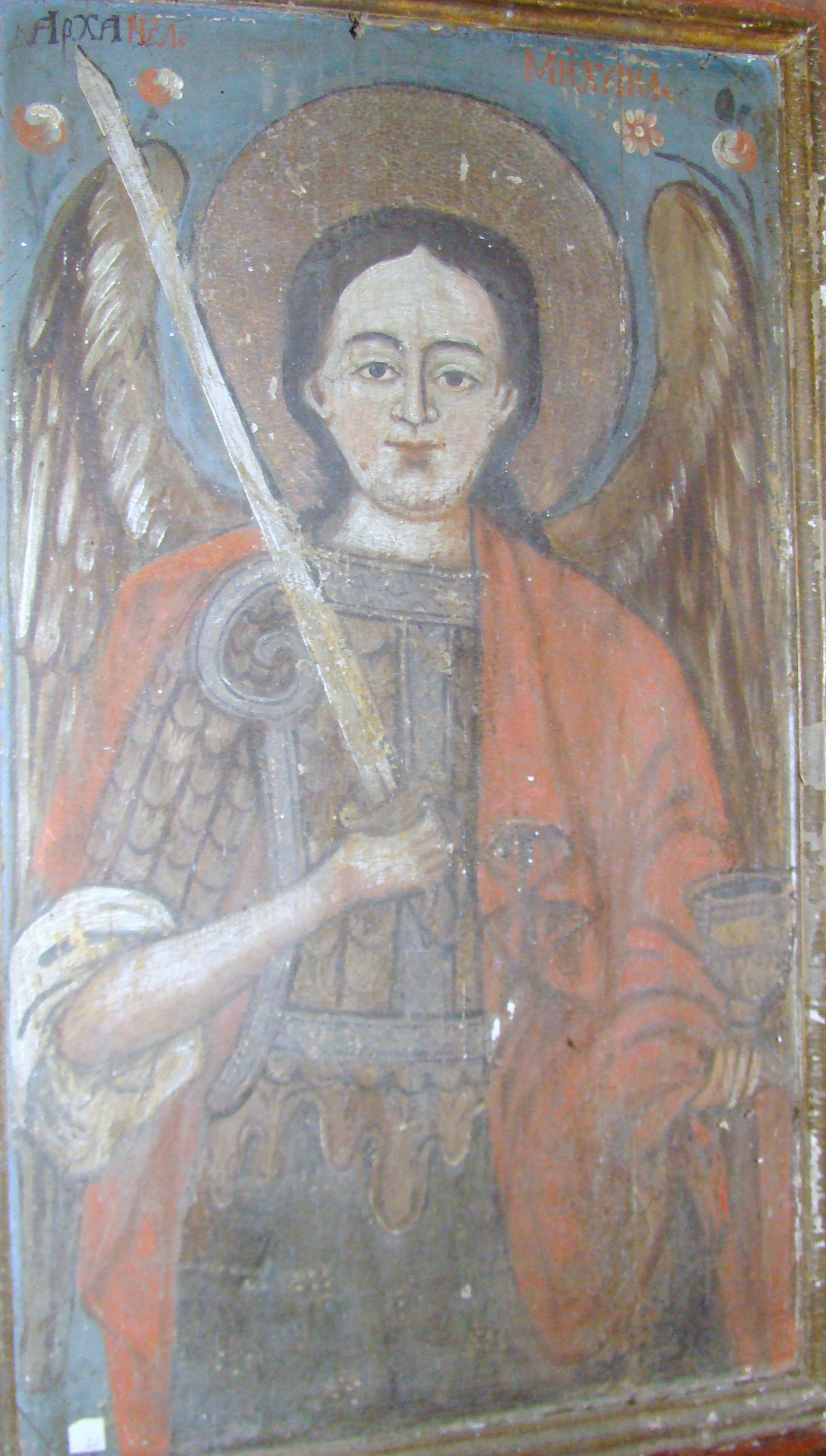
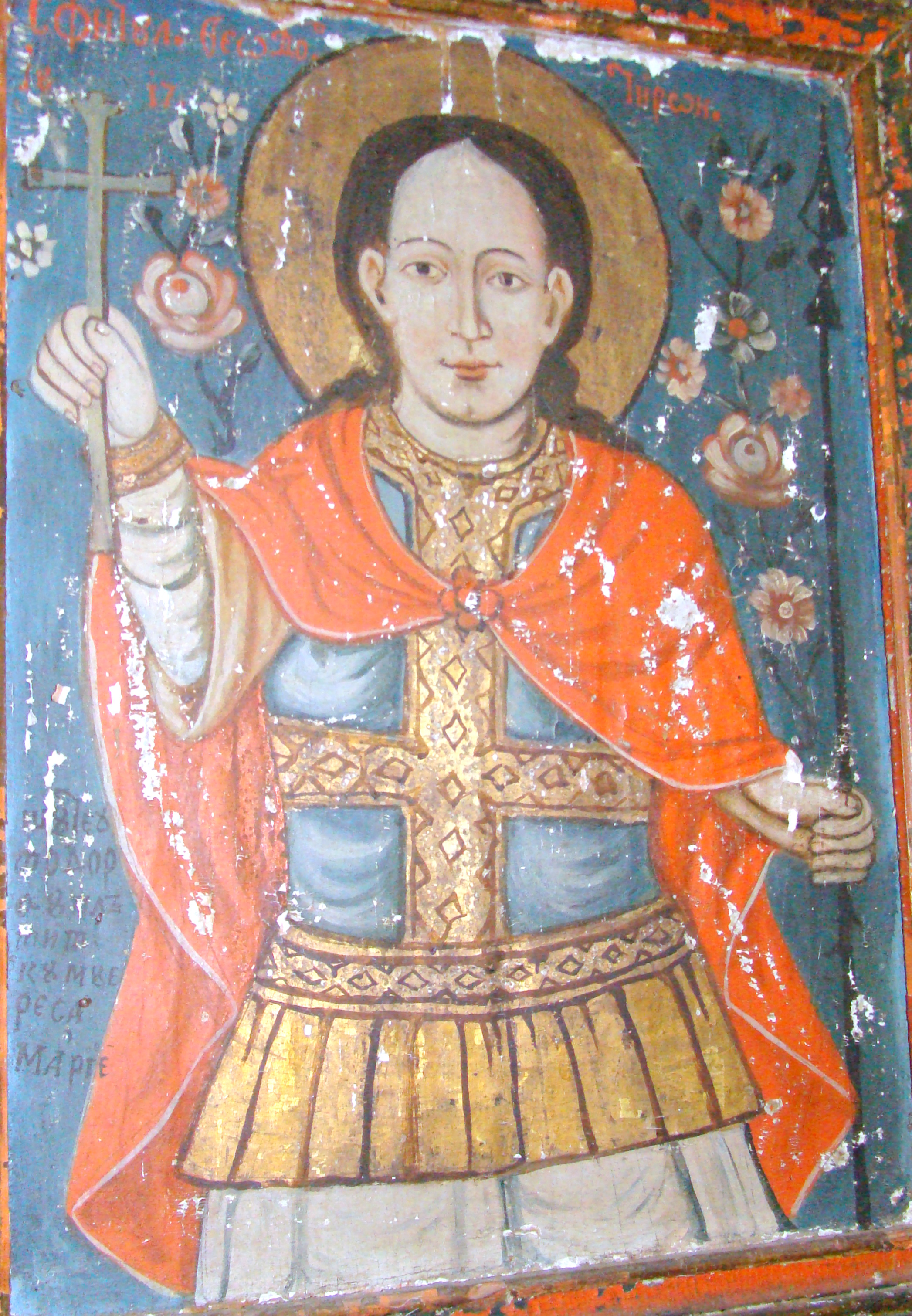
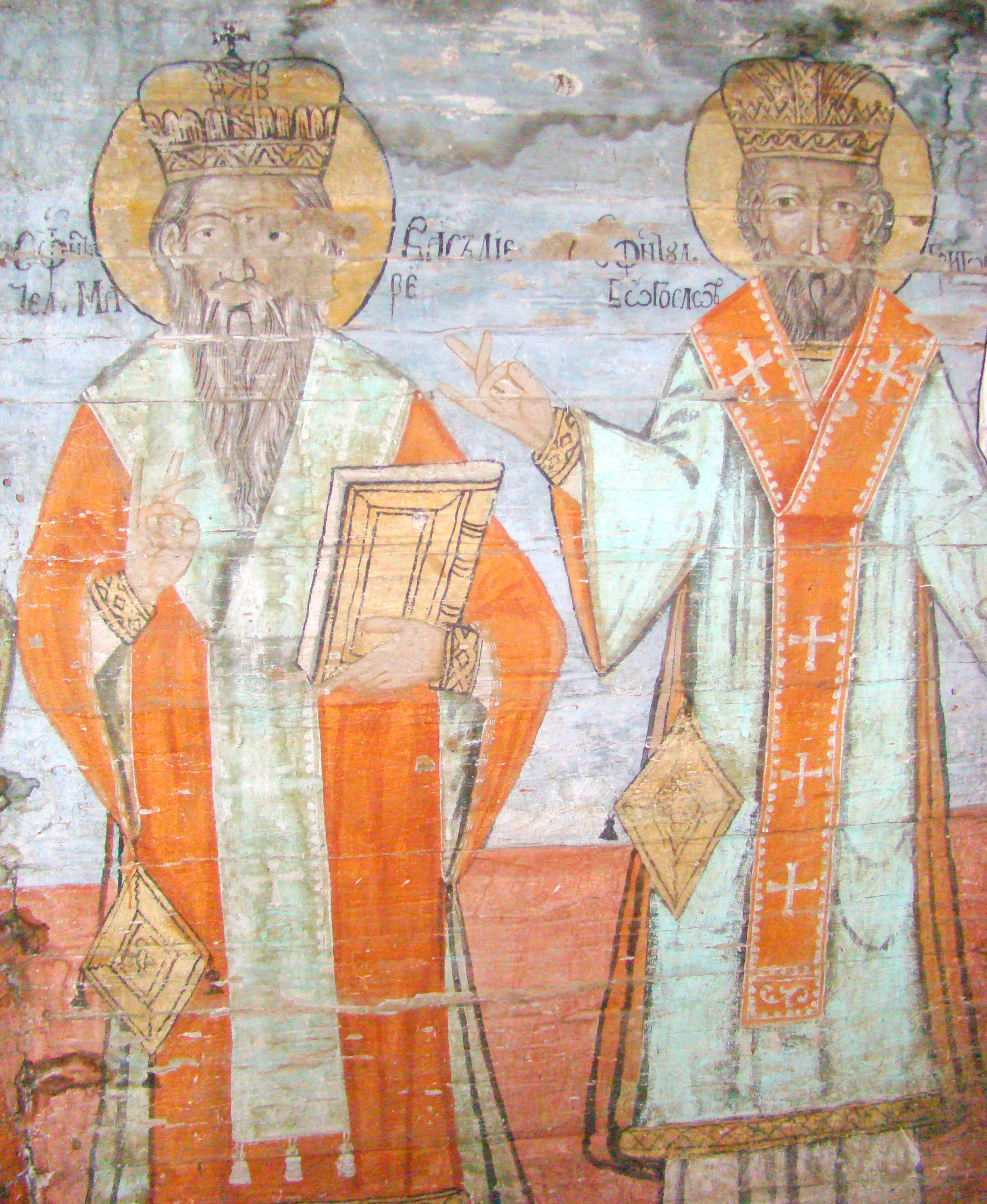
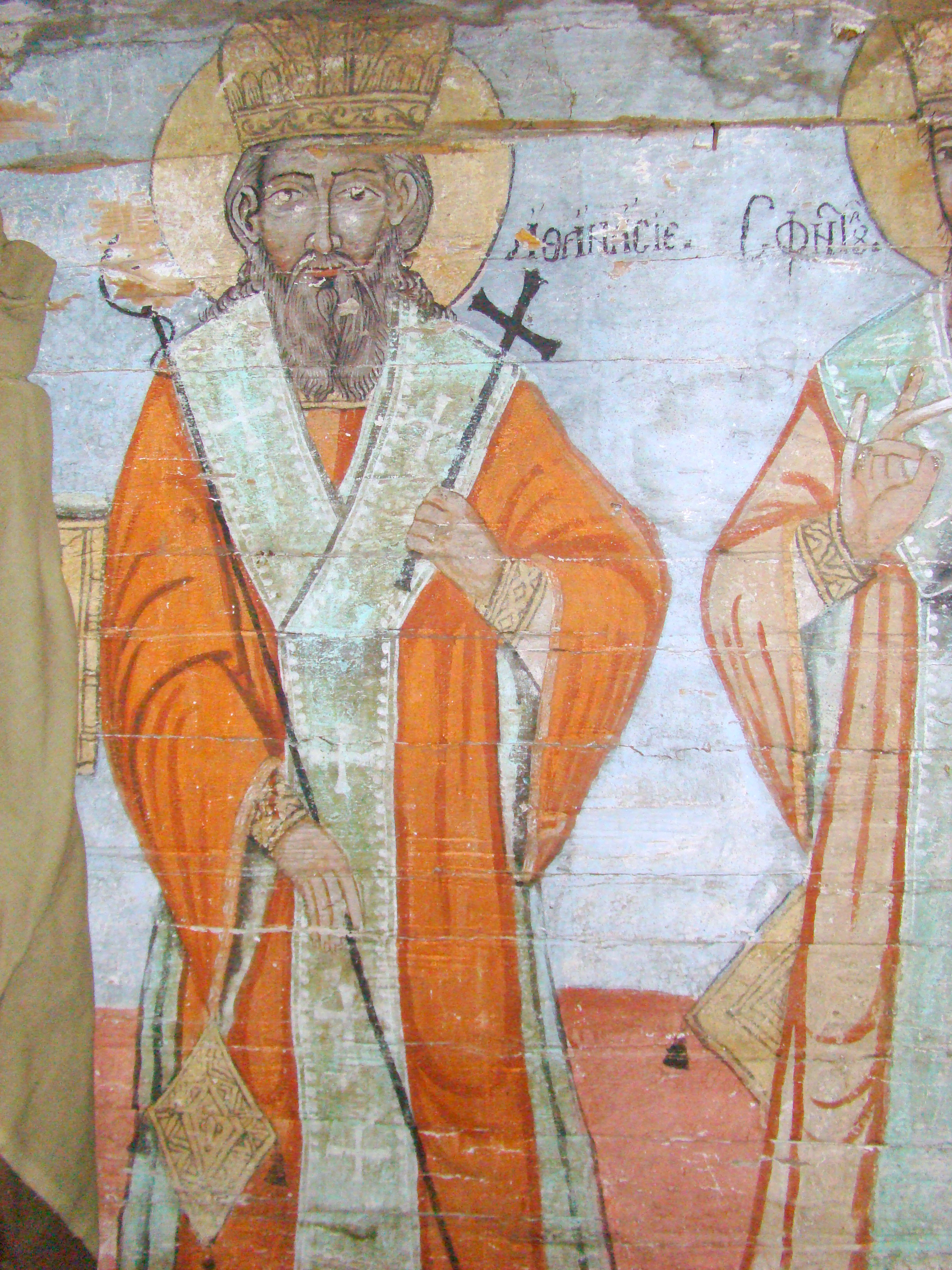
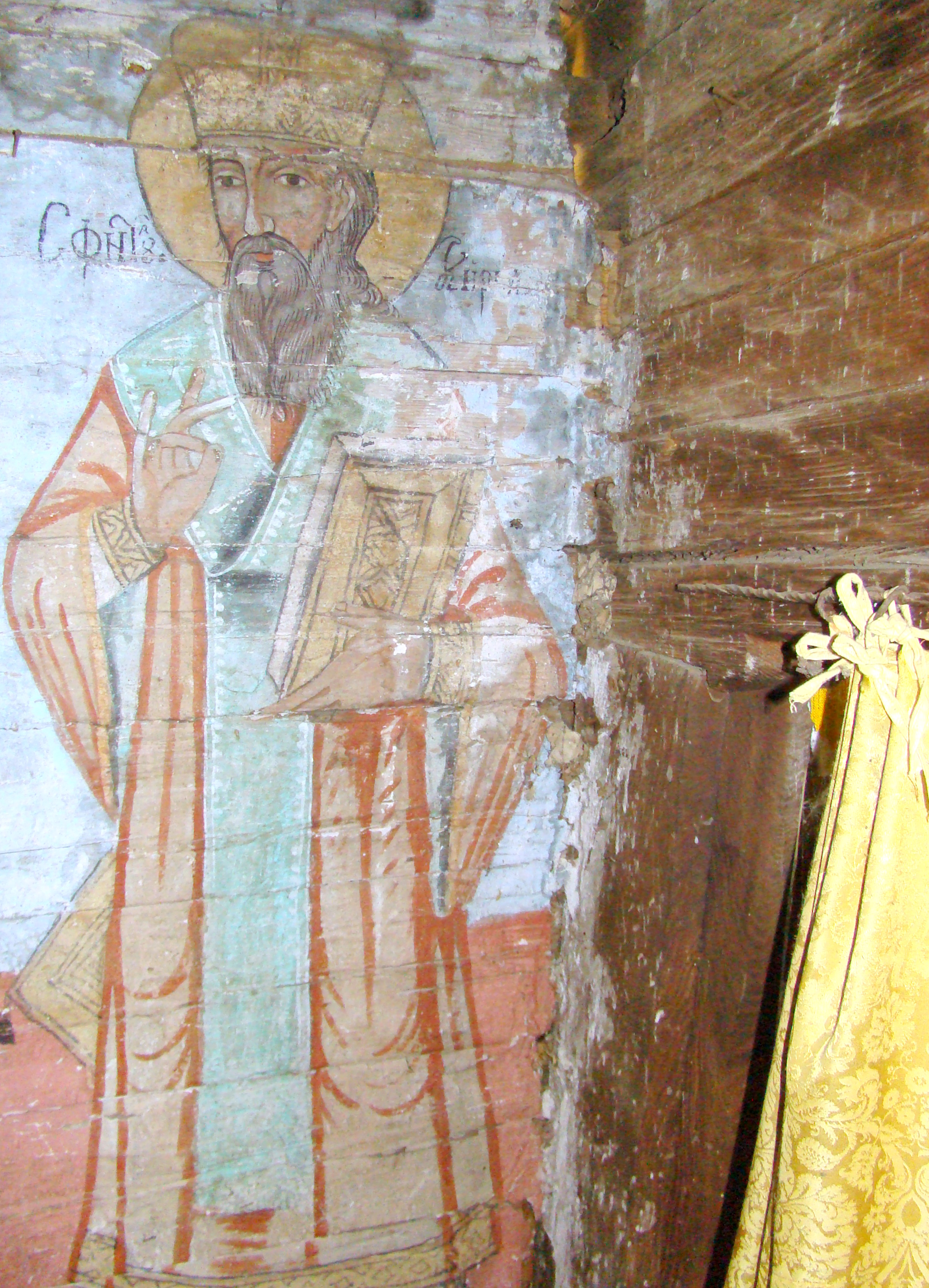
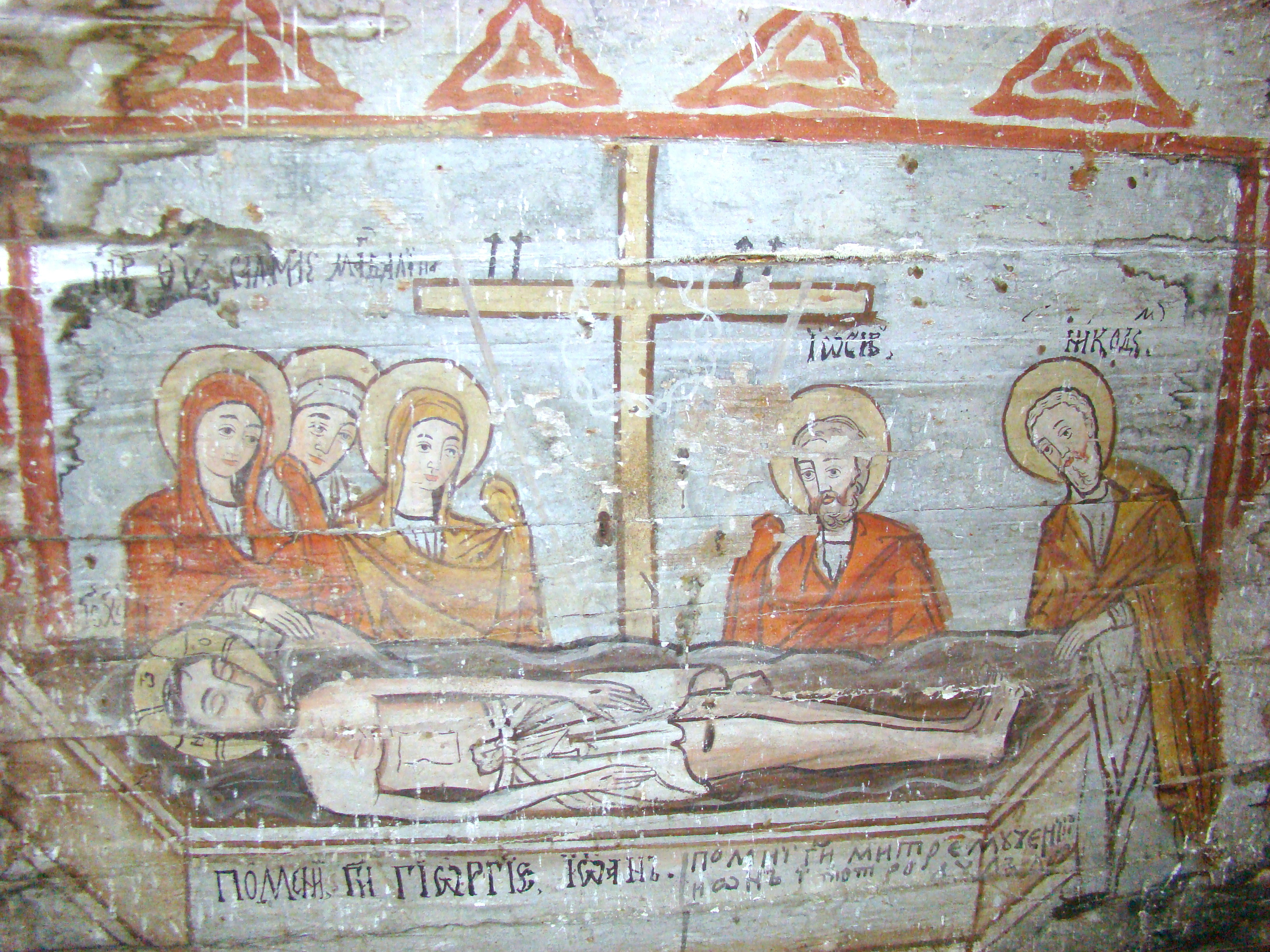
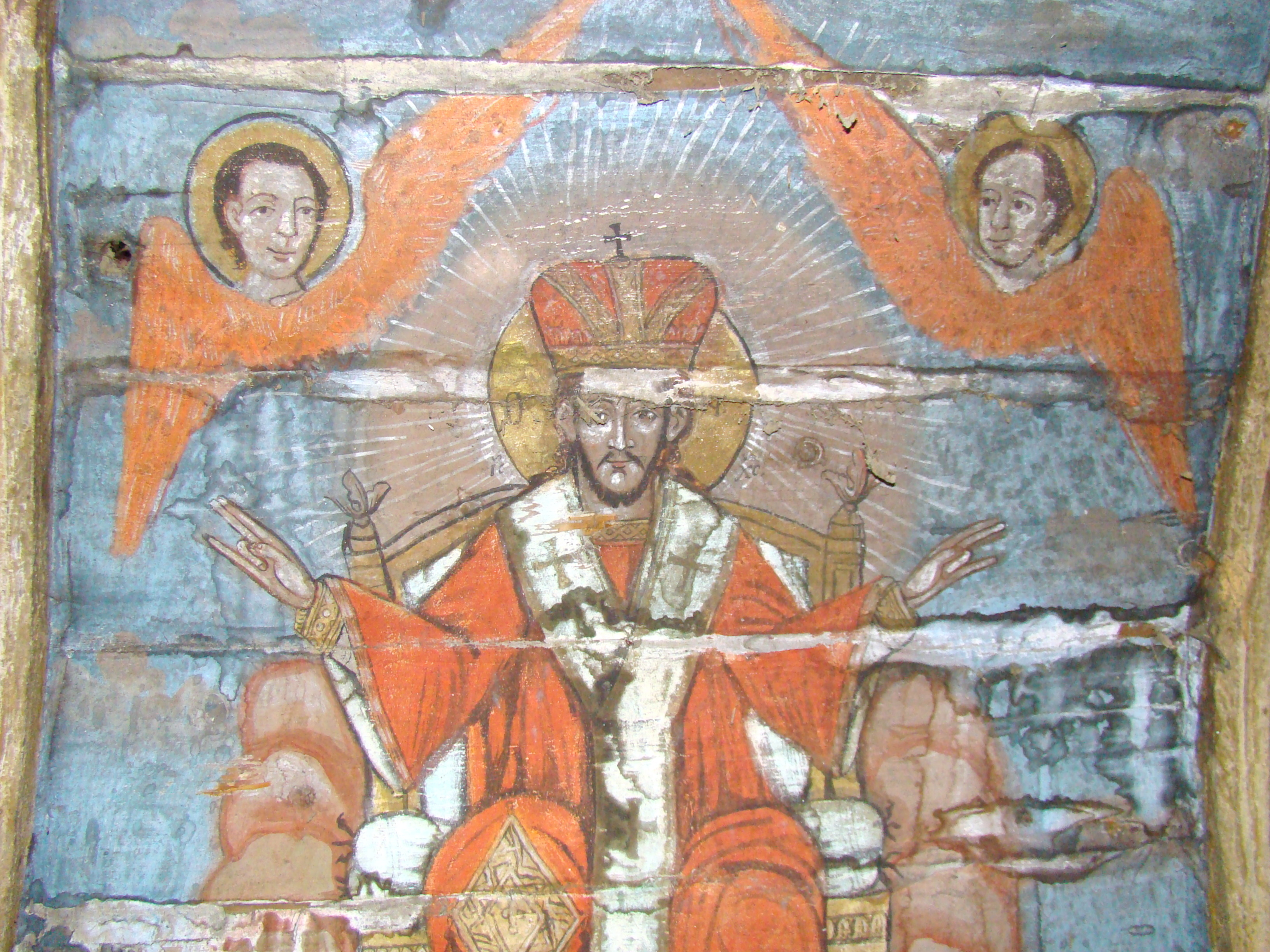
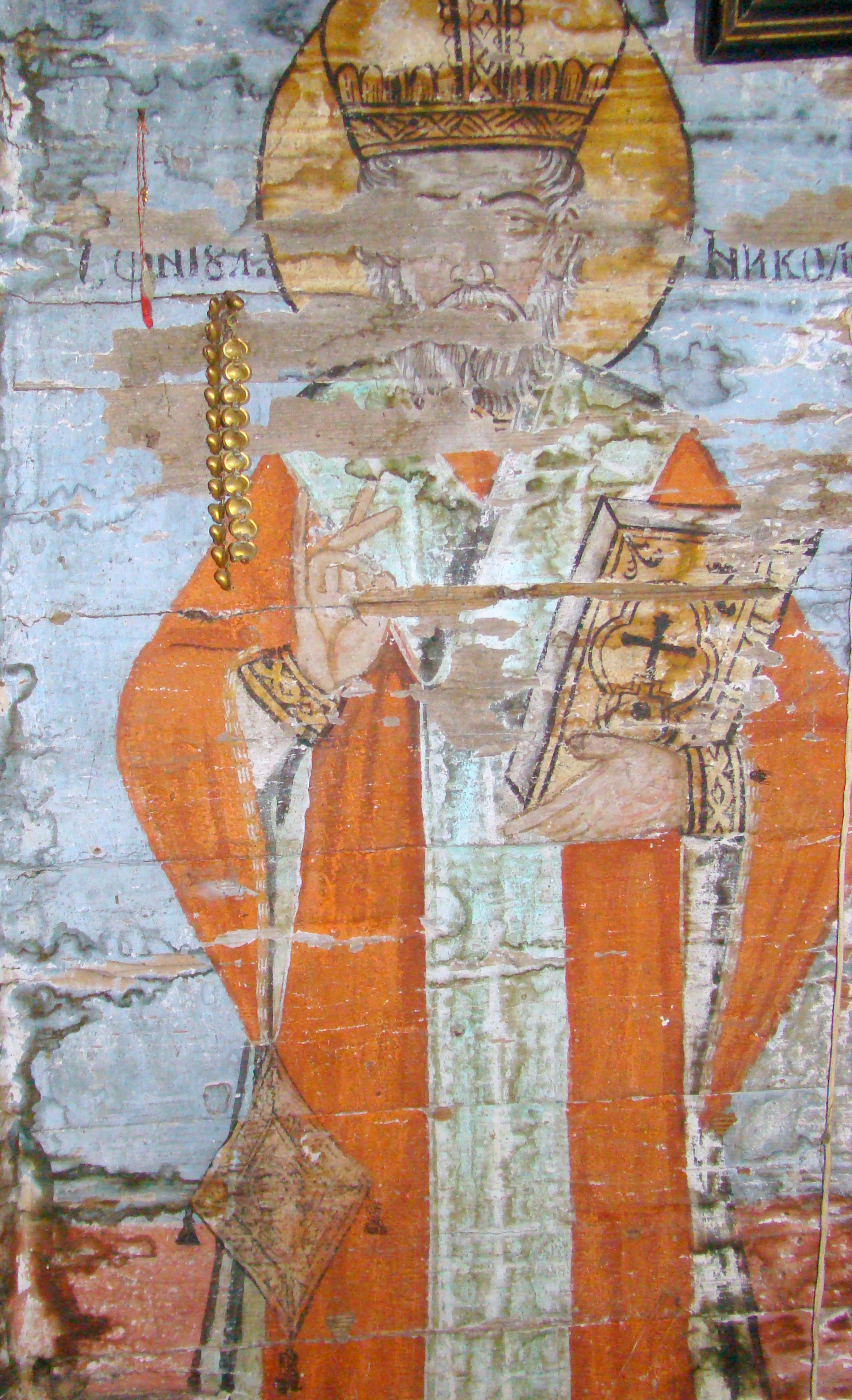
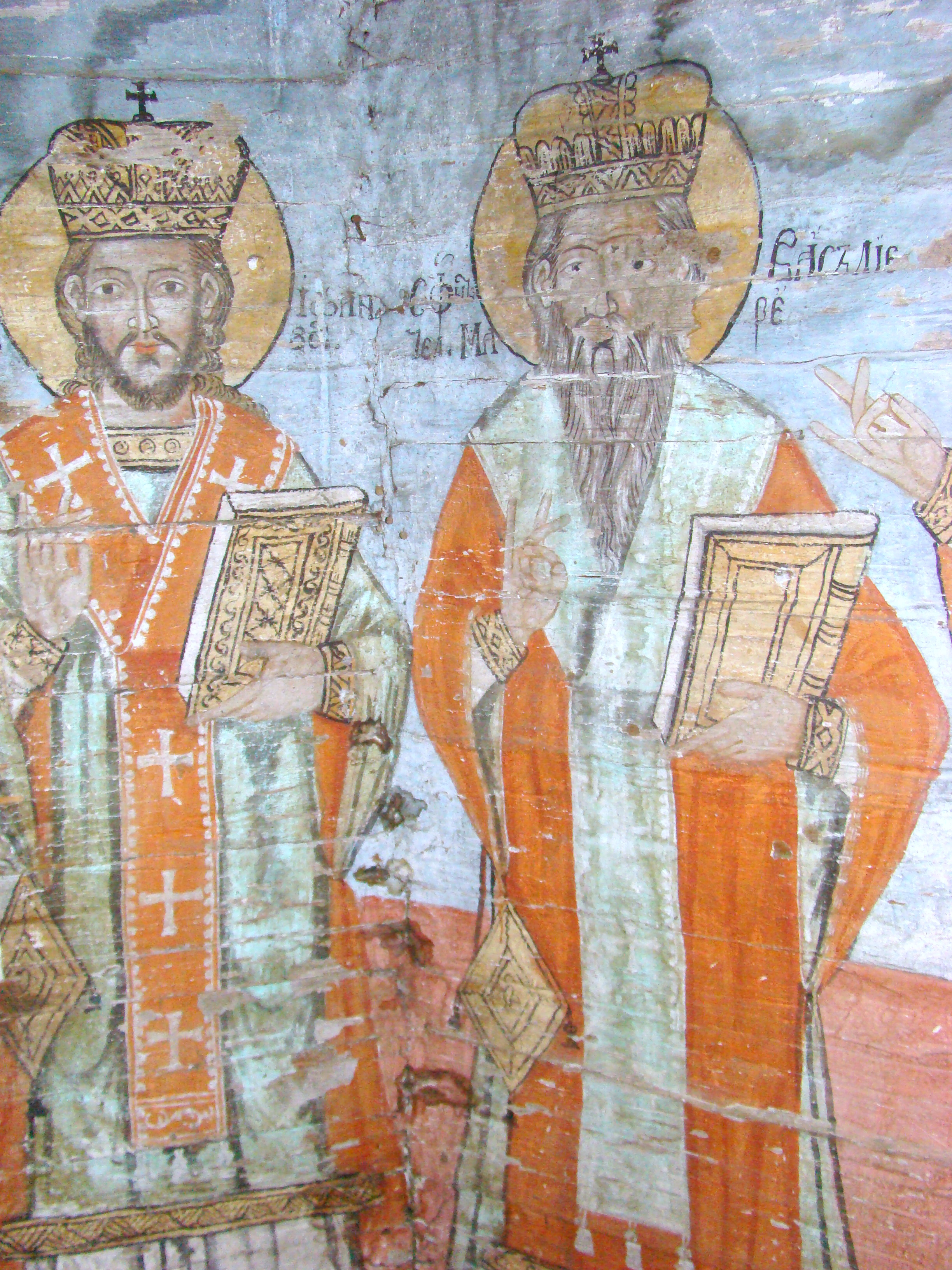
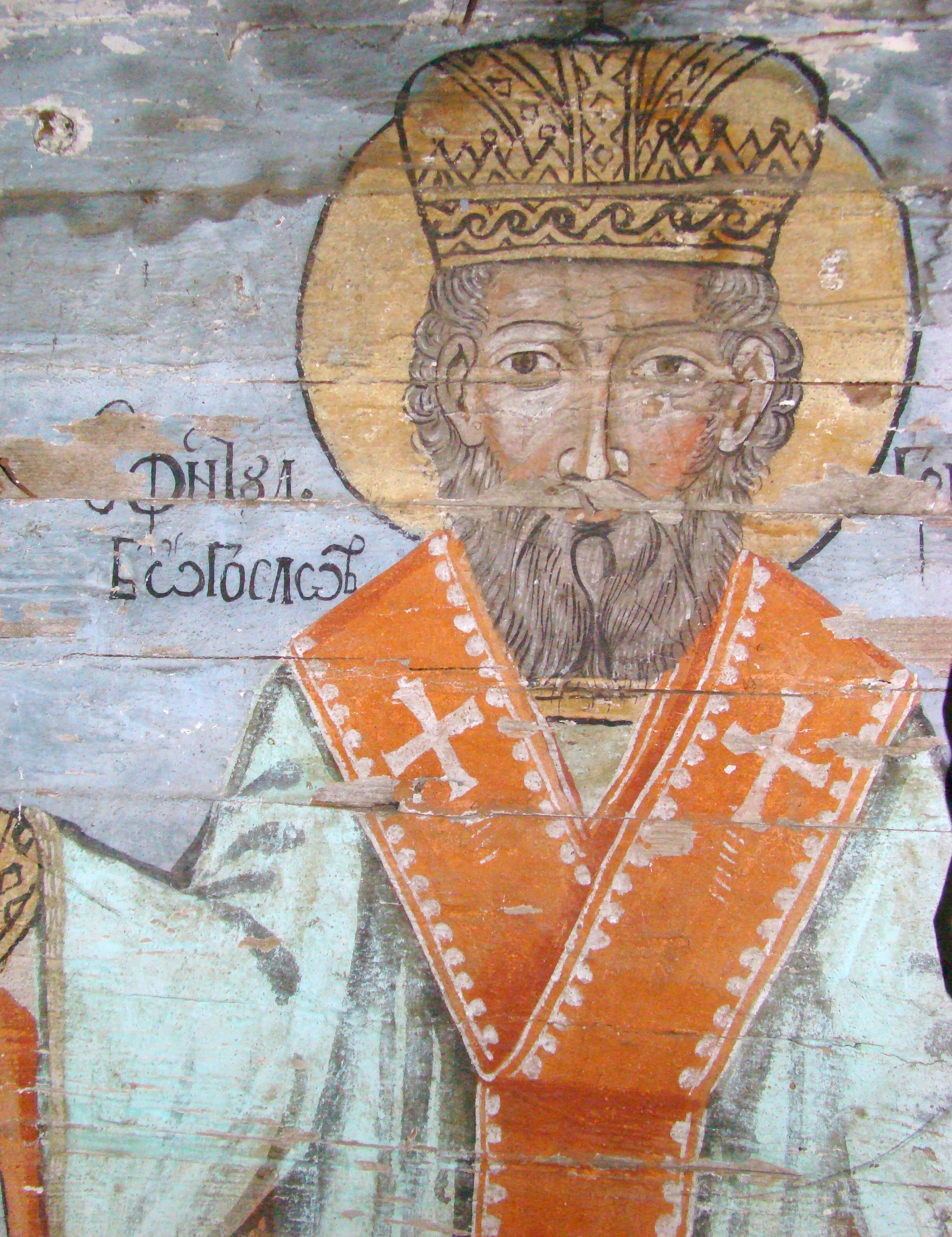
Sfântul Grigorie Bogoslovul
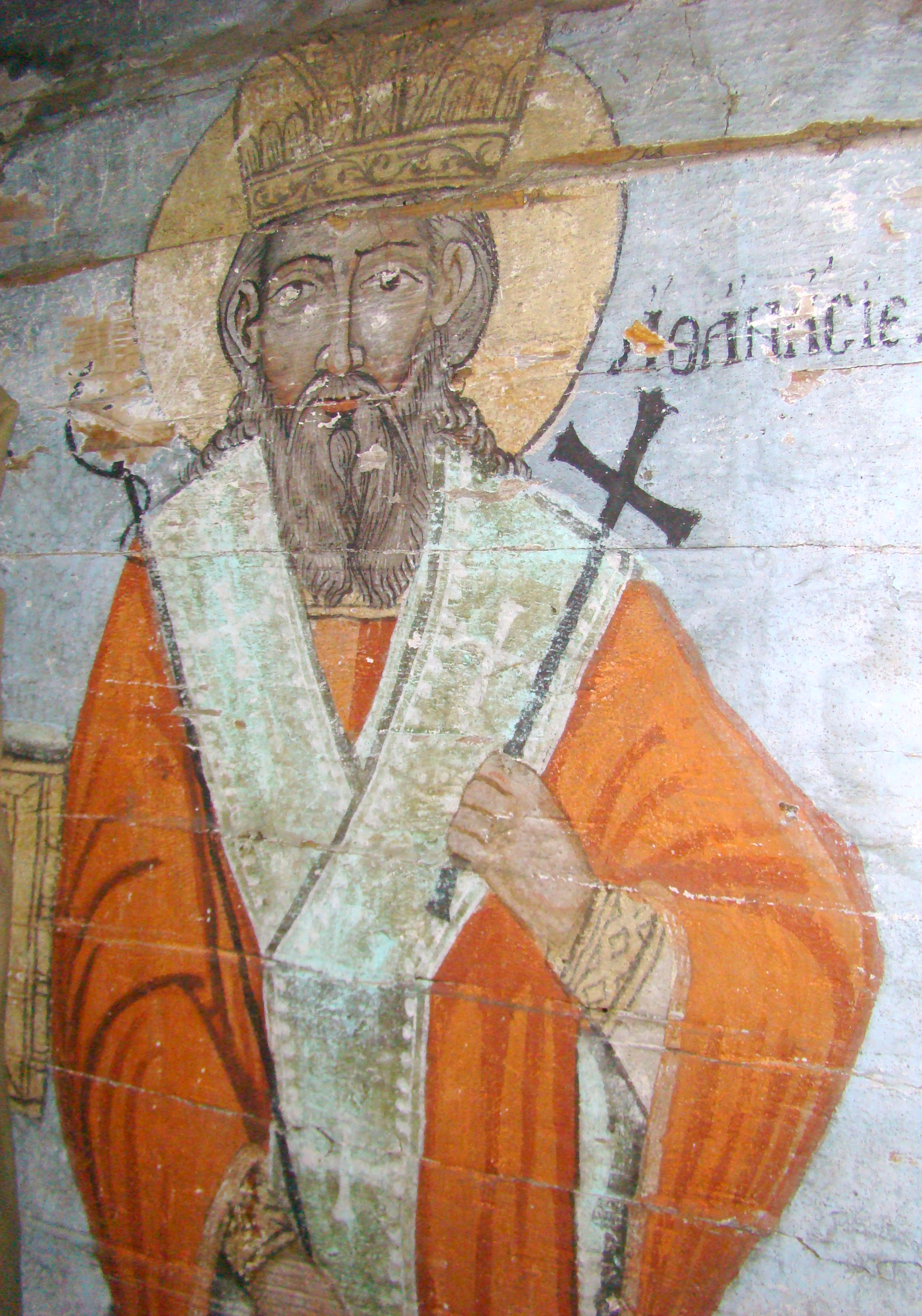
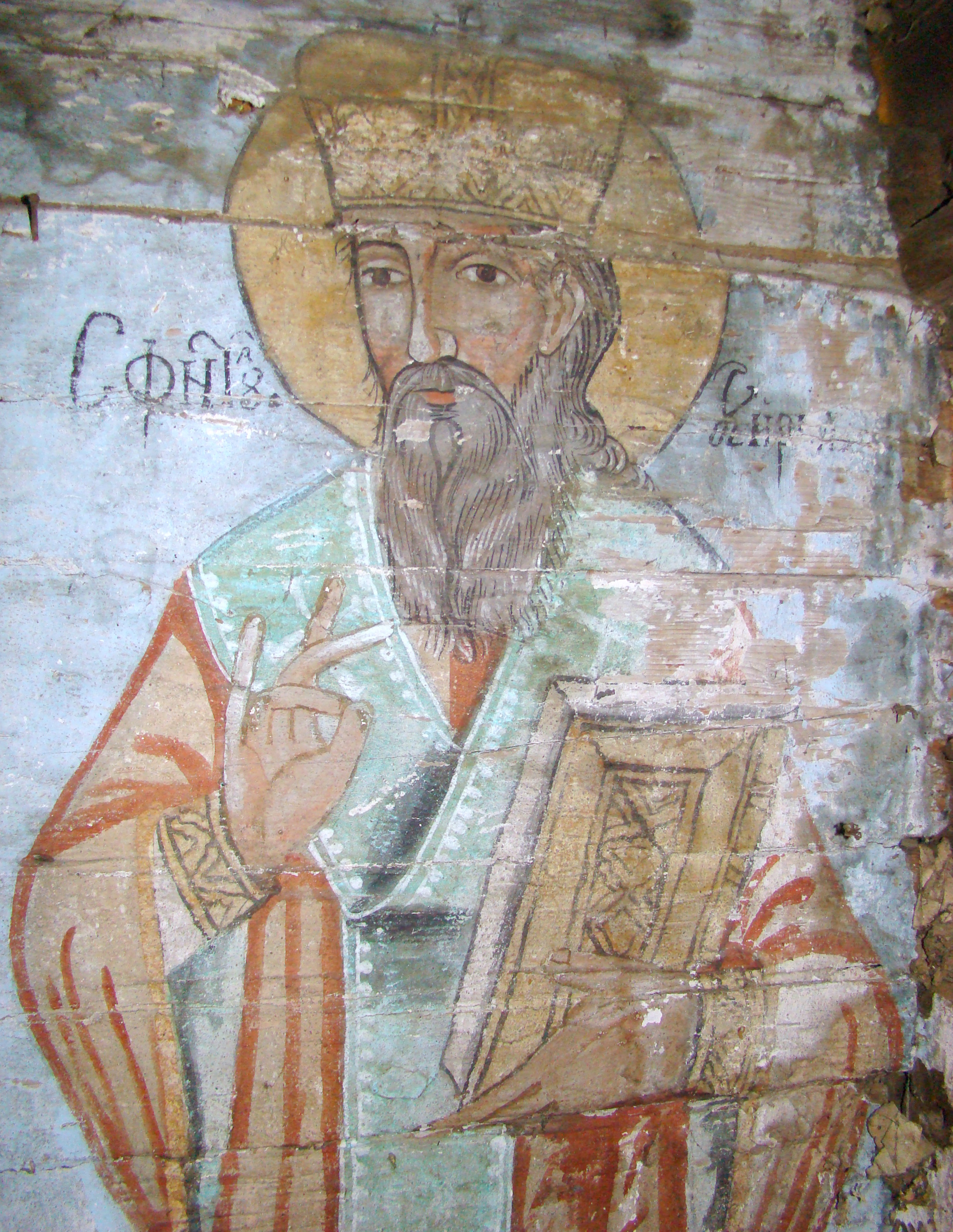
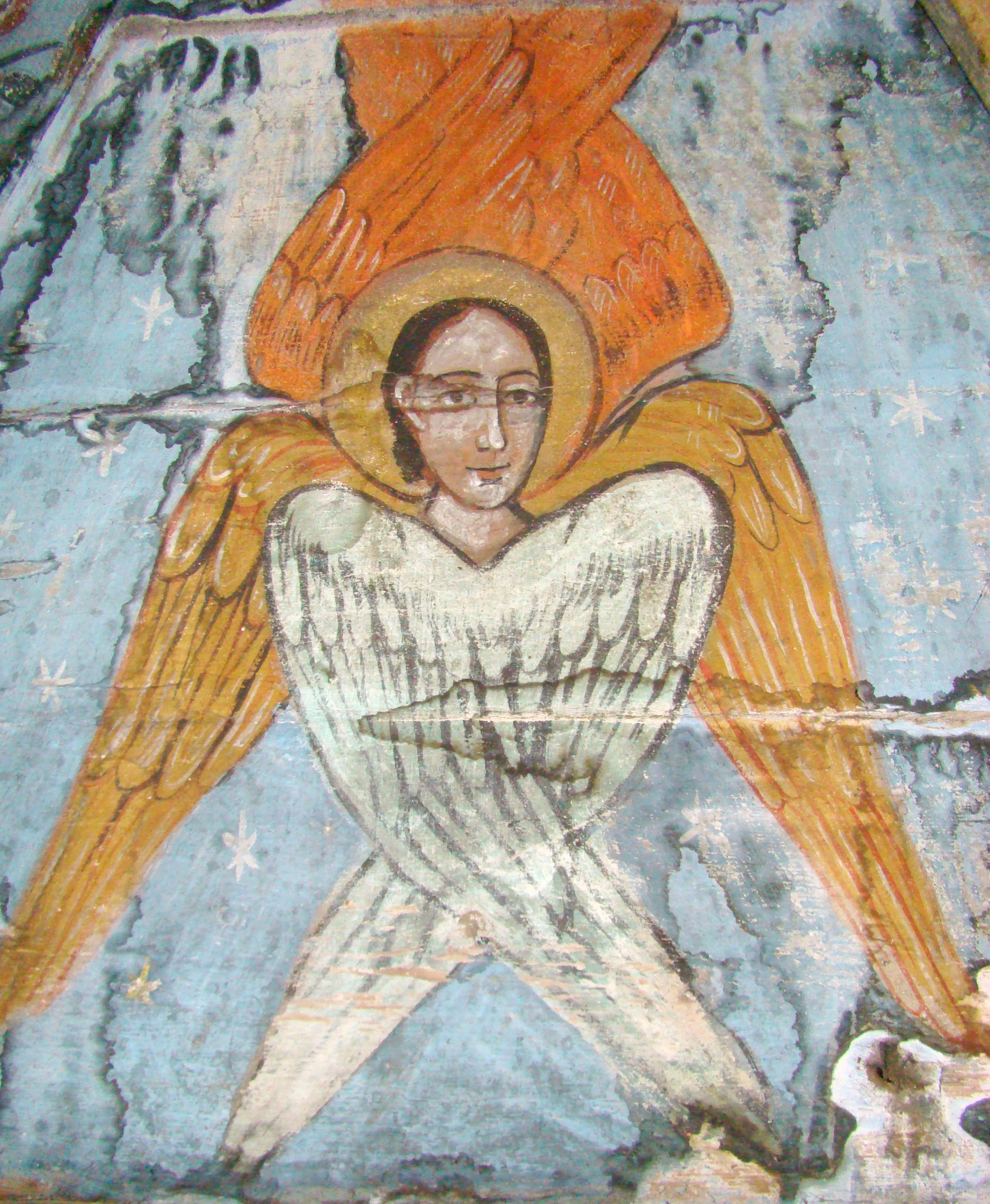
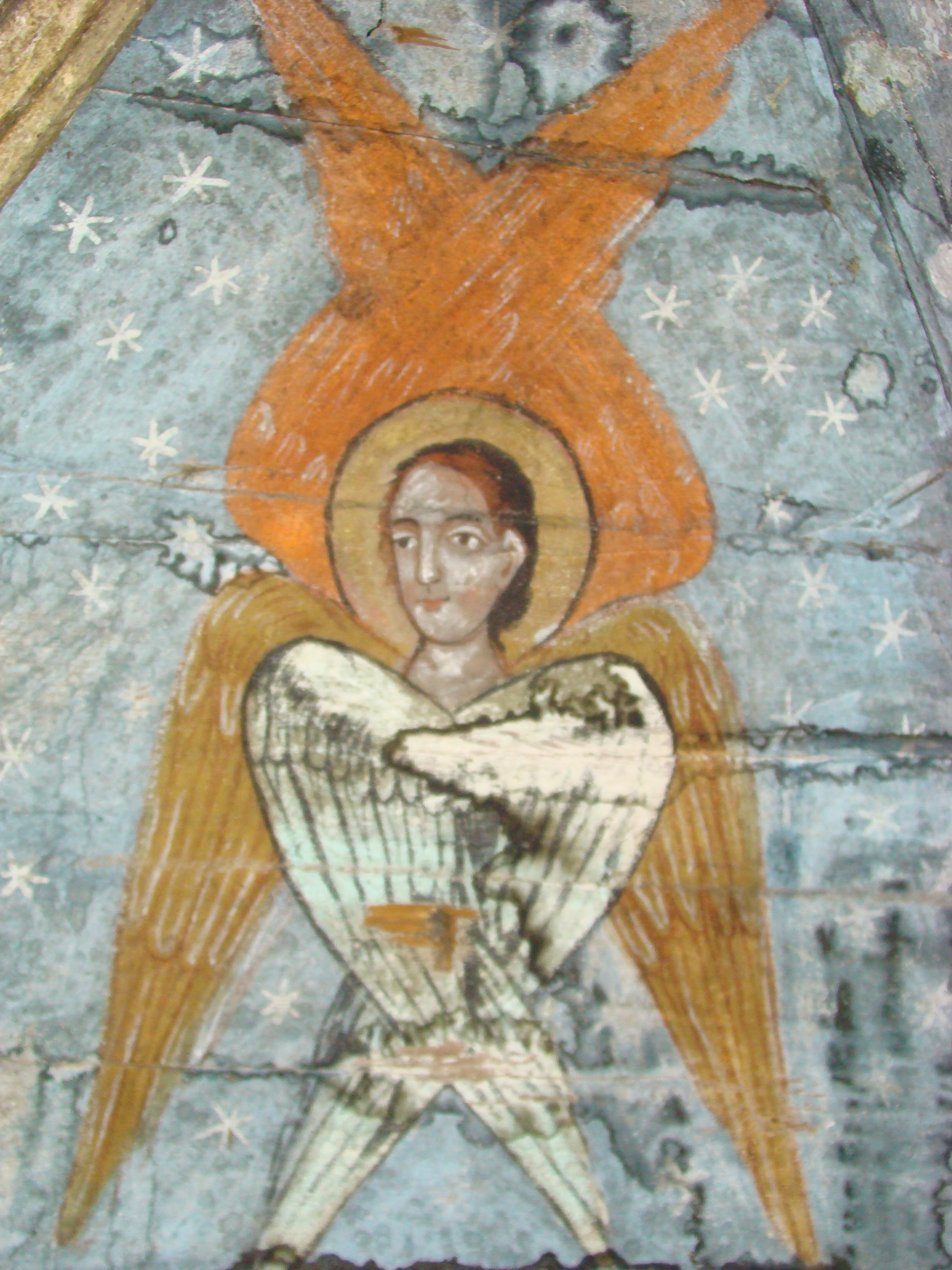

## Imagini din exterior

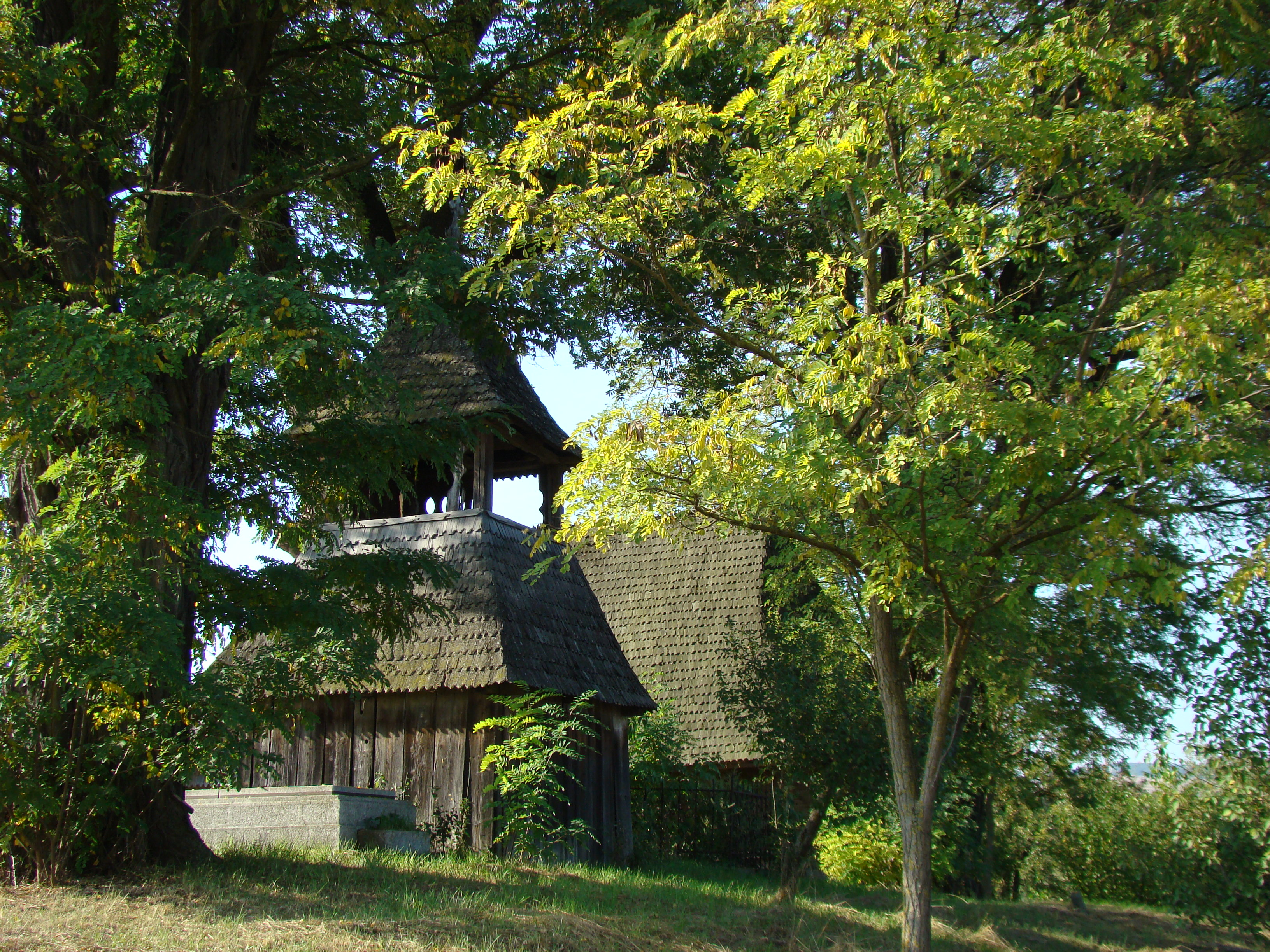
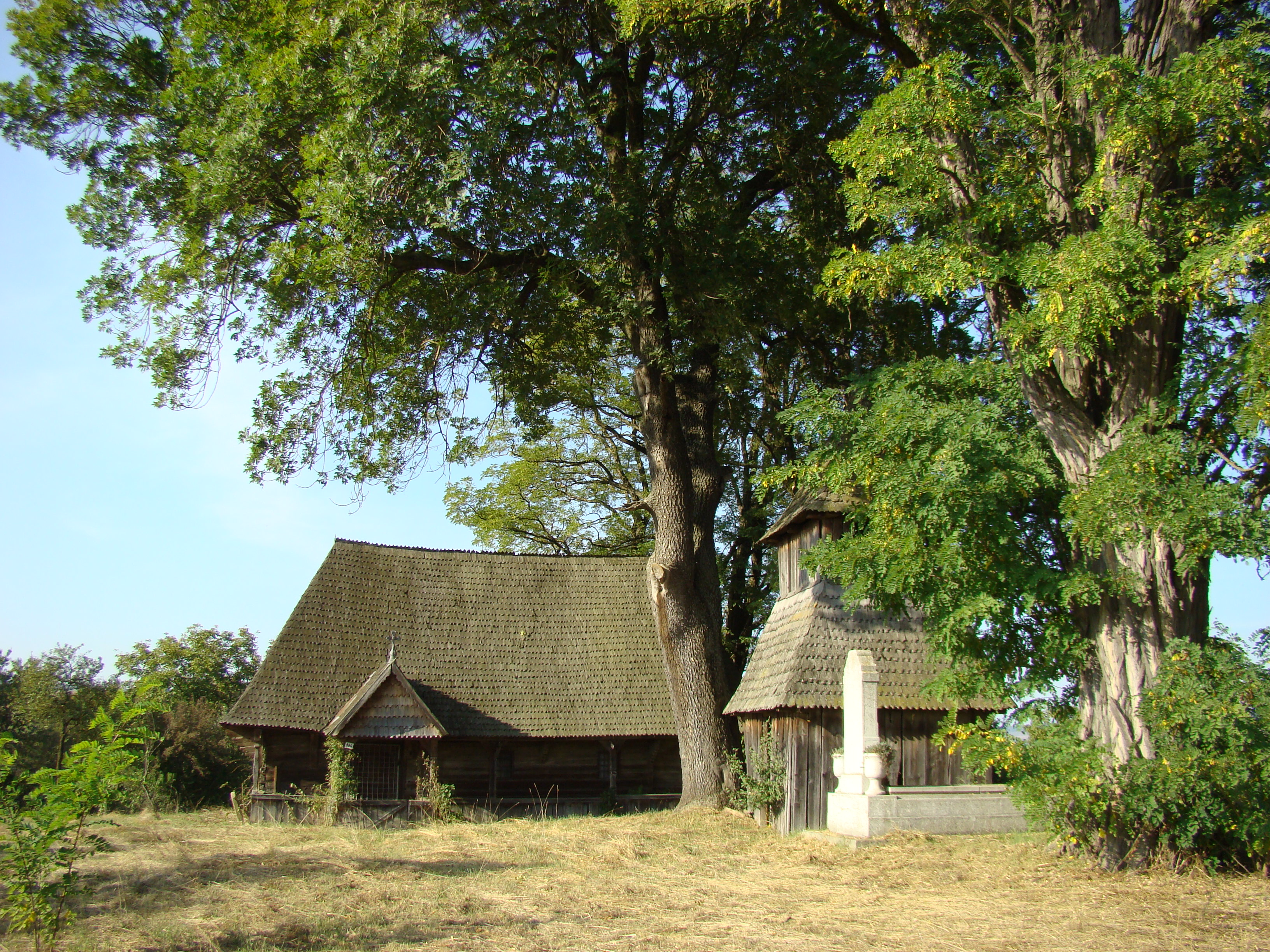
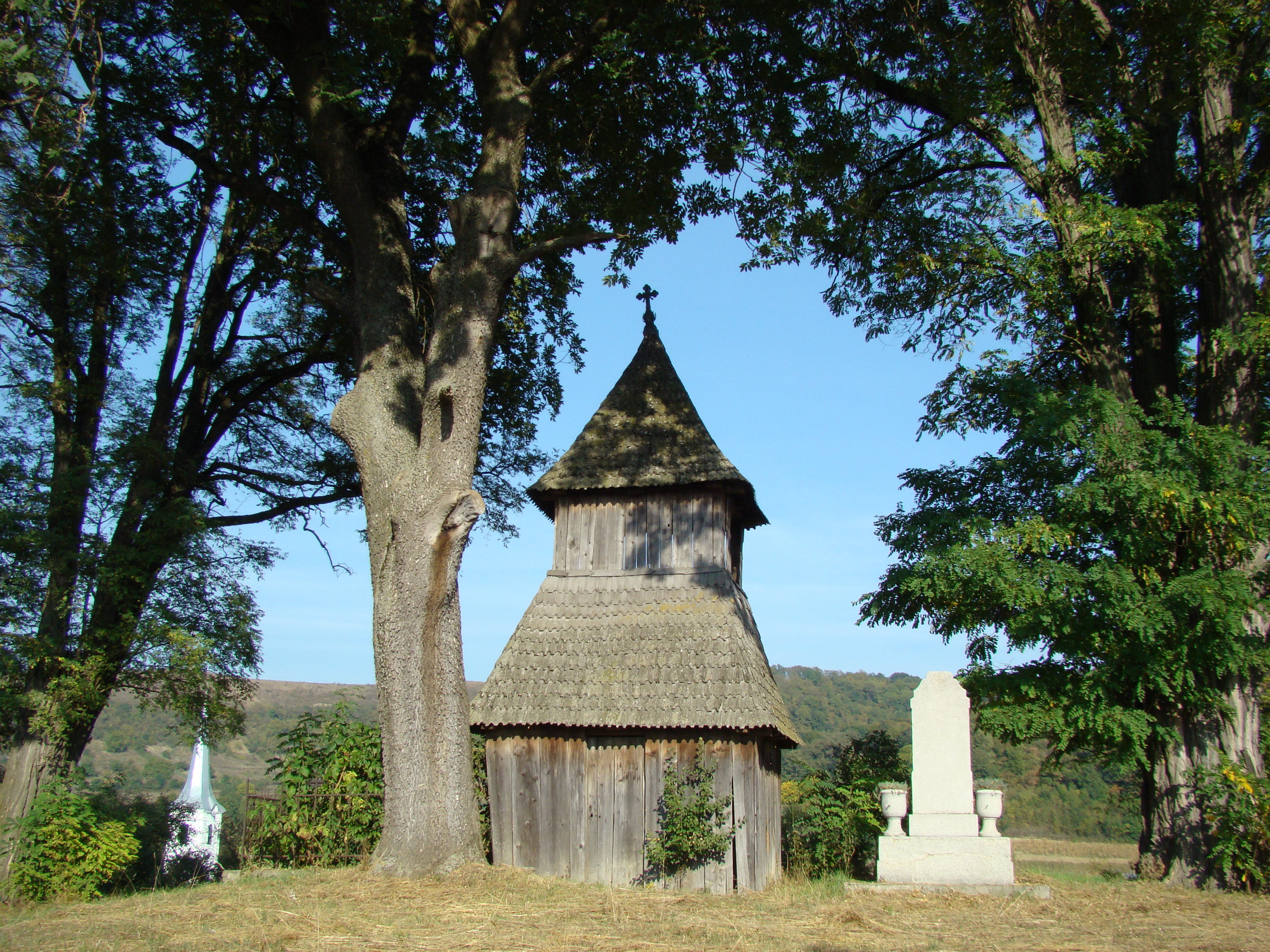
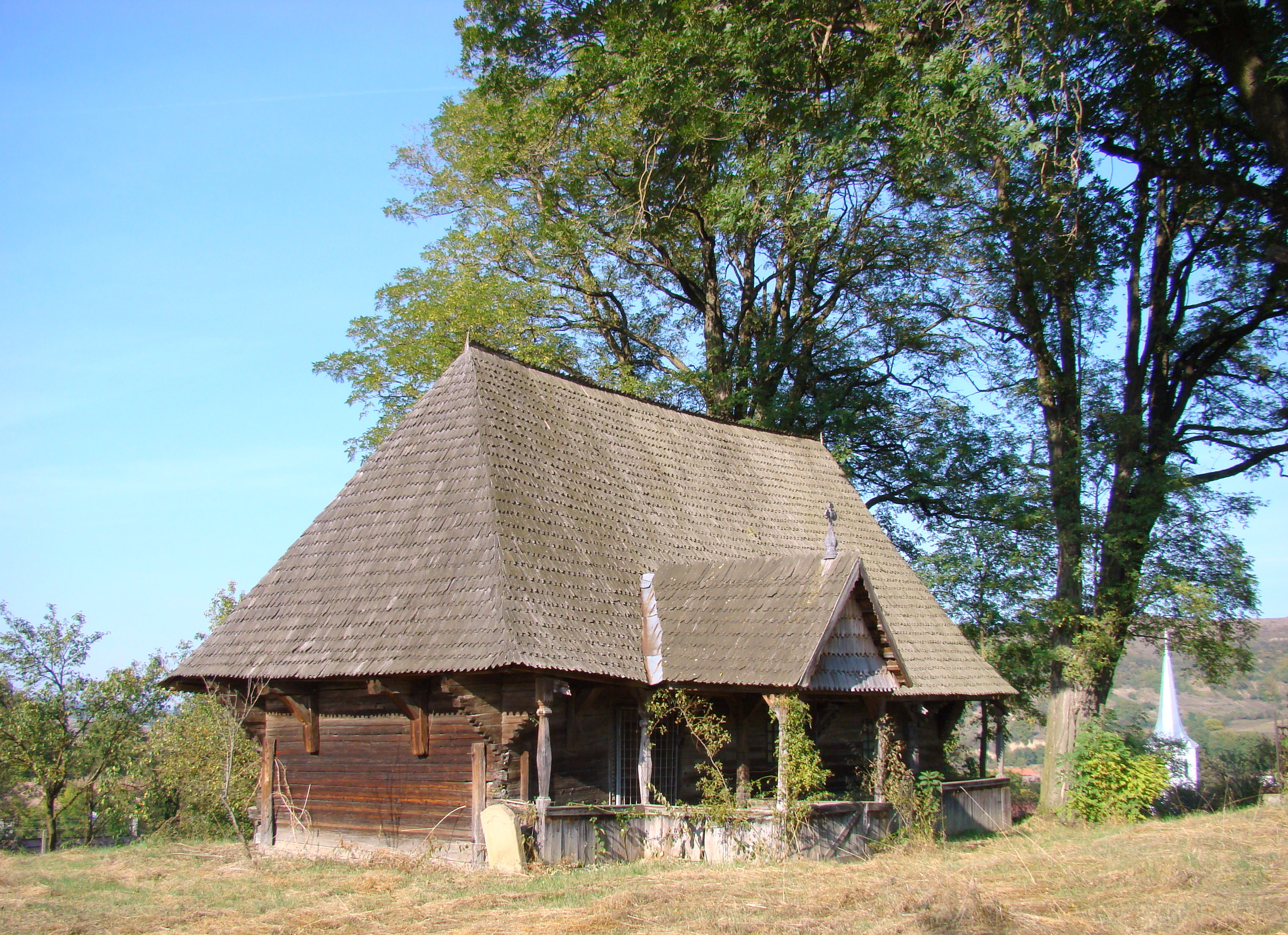
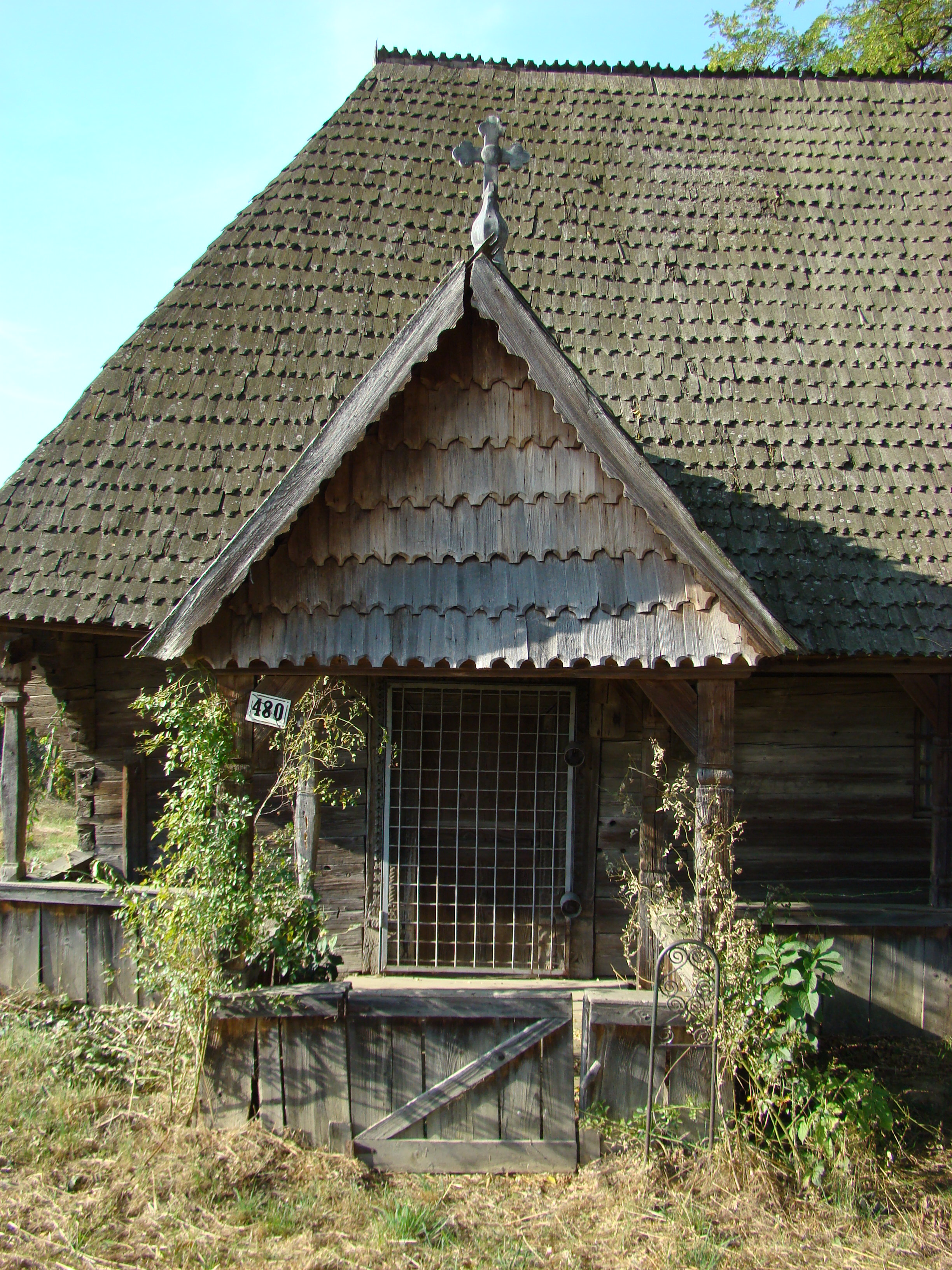
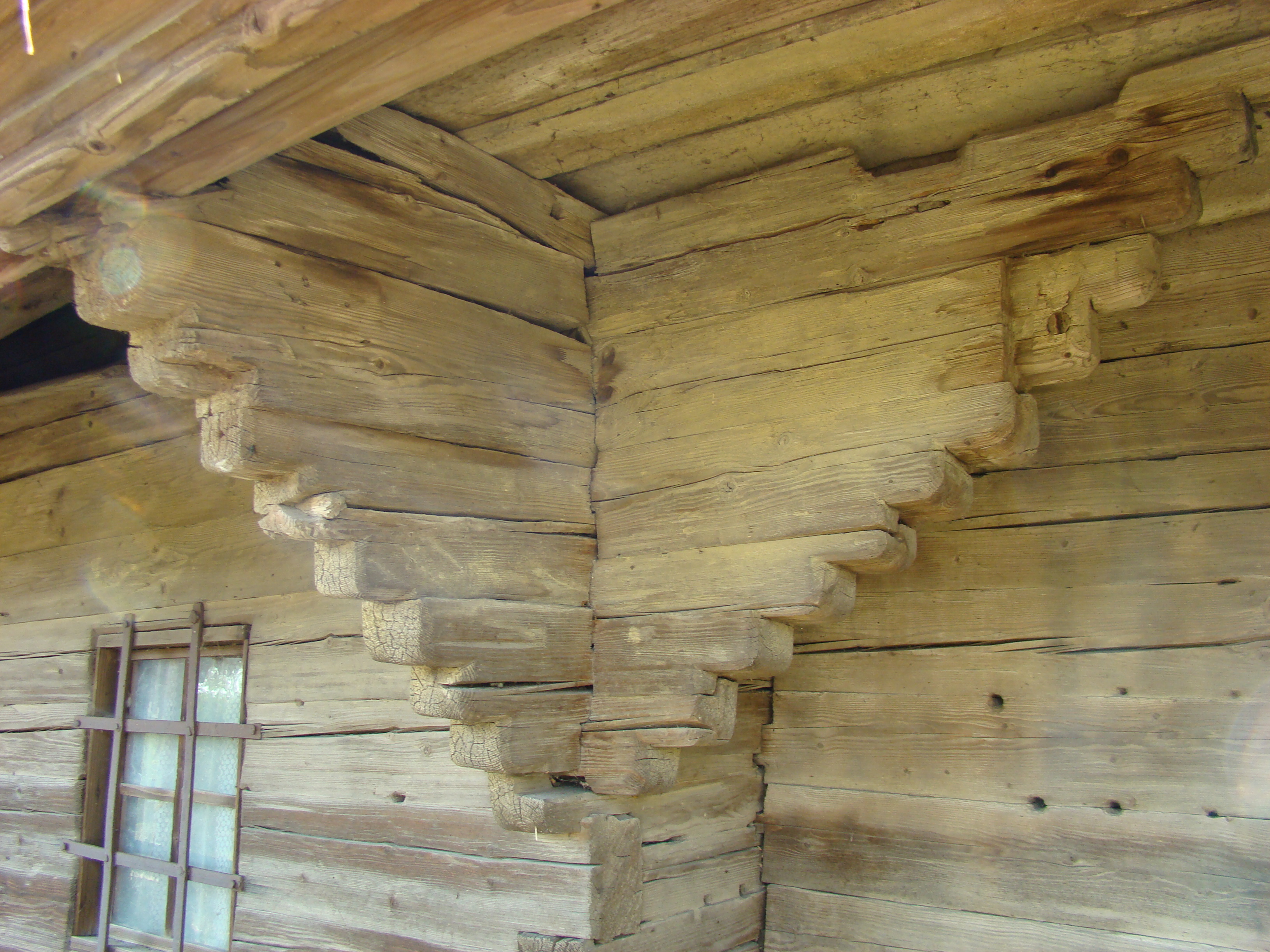
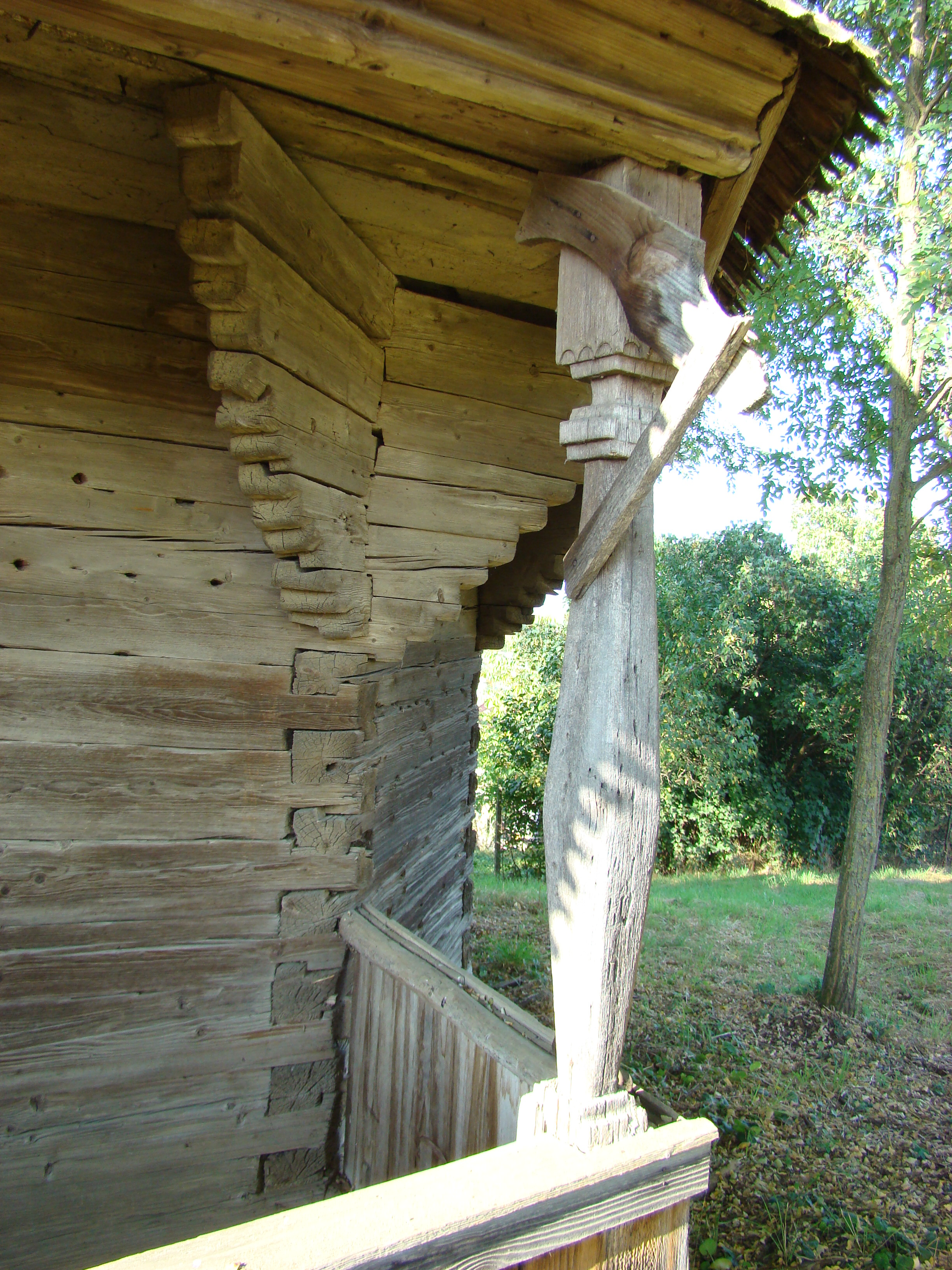
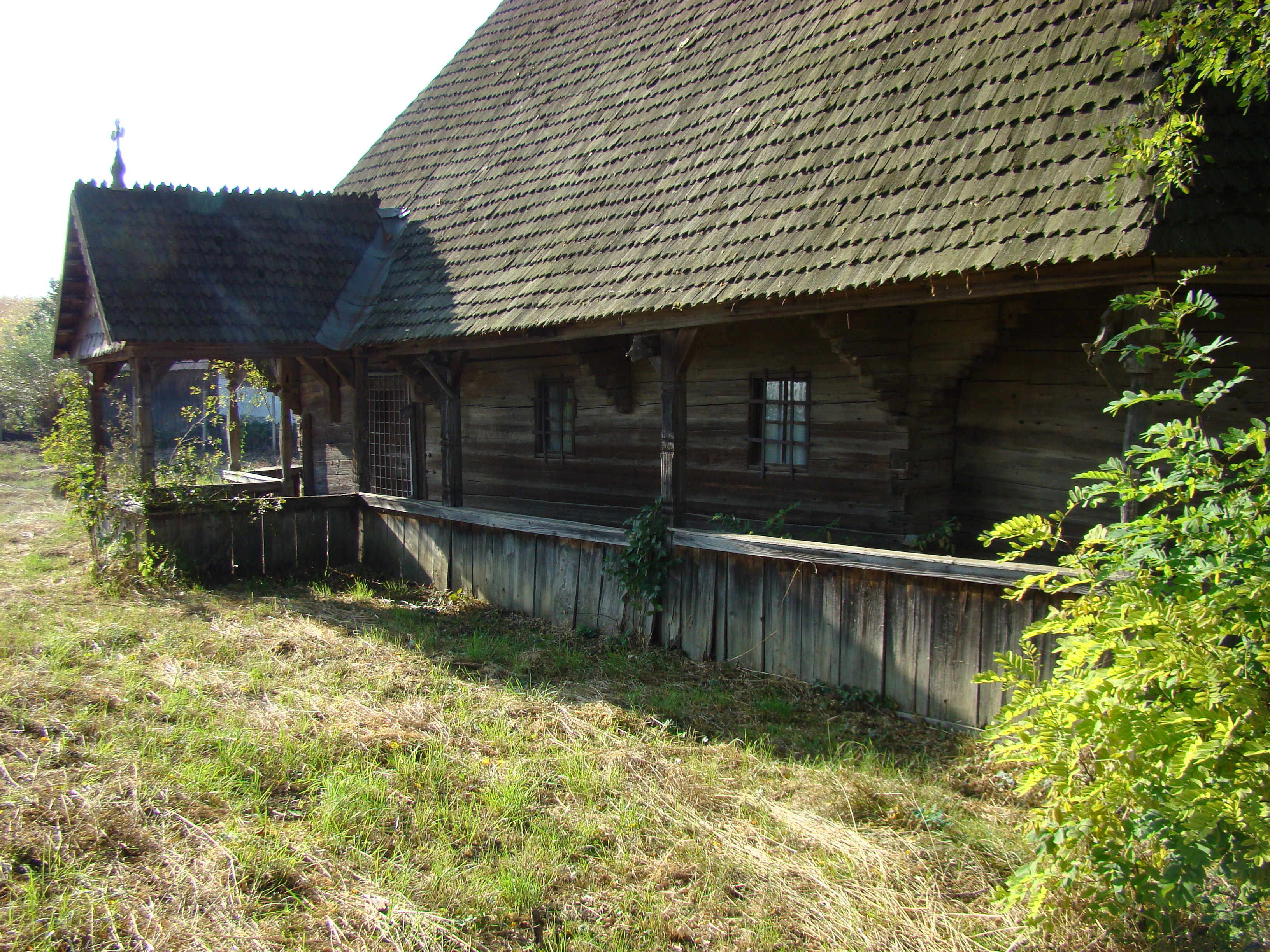
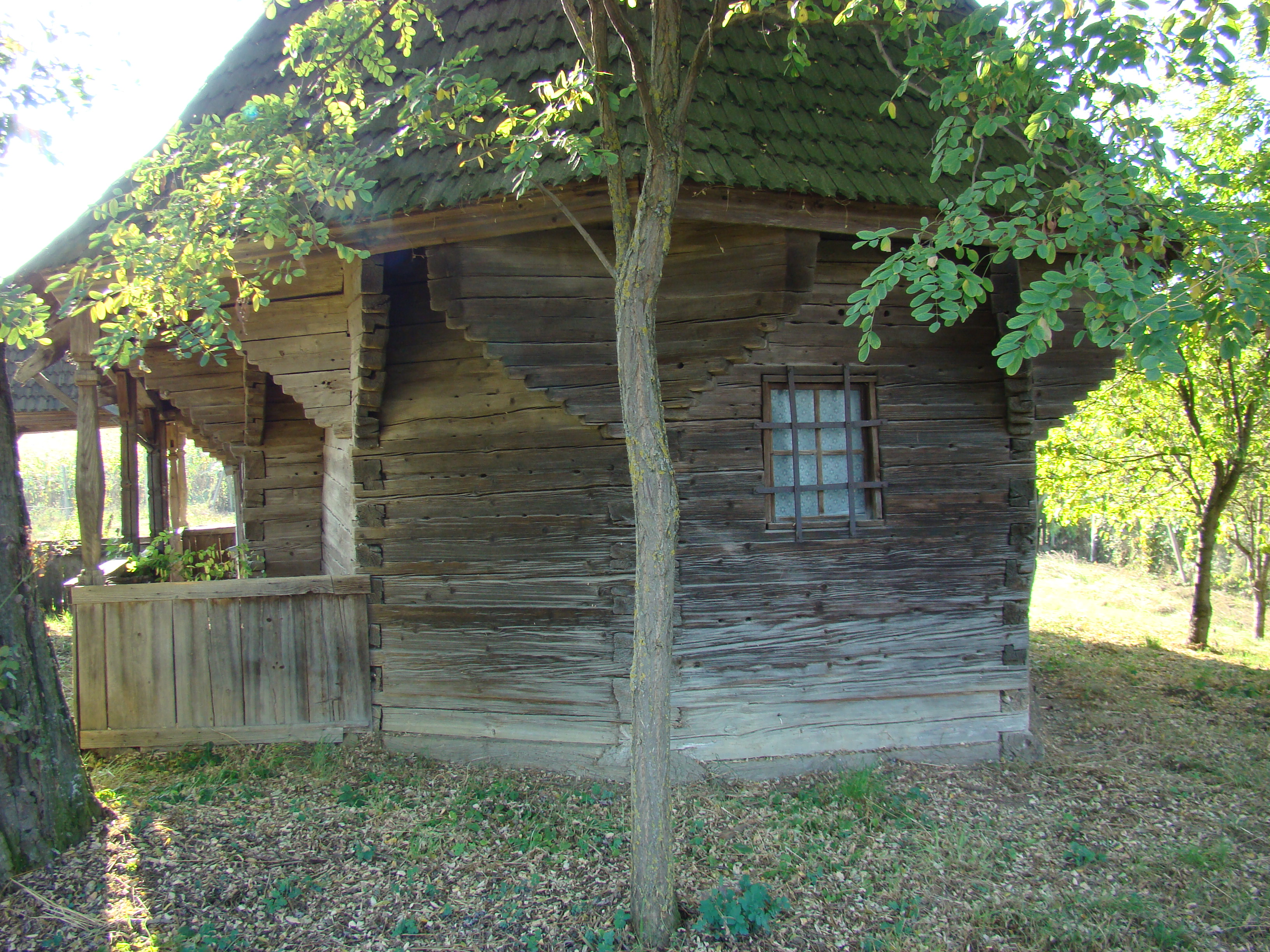
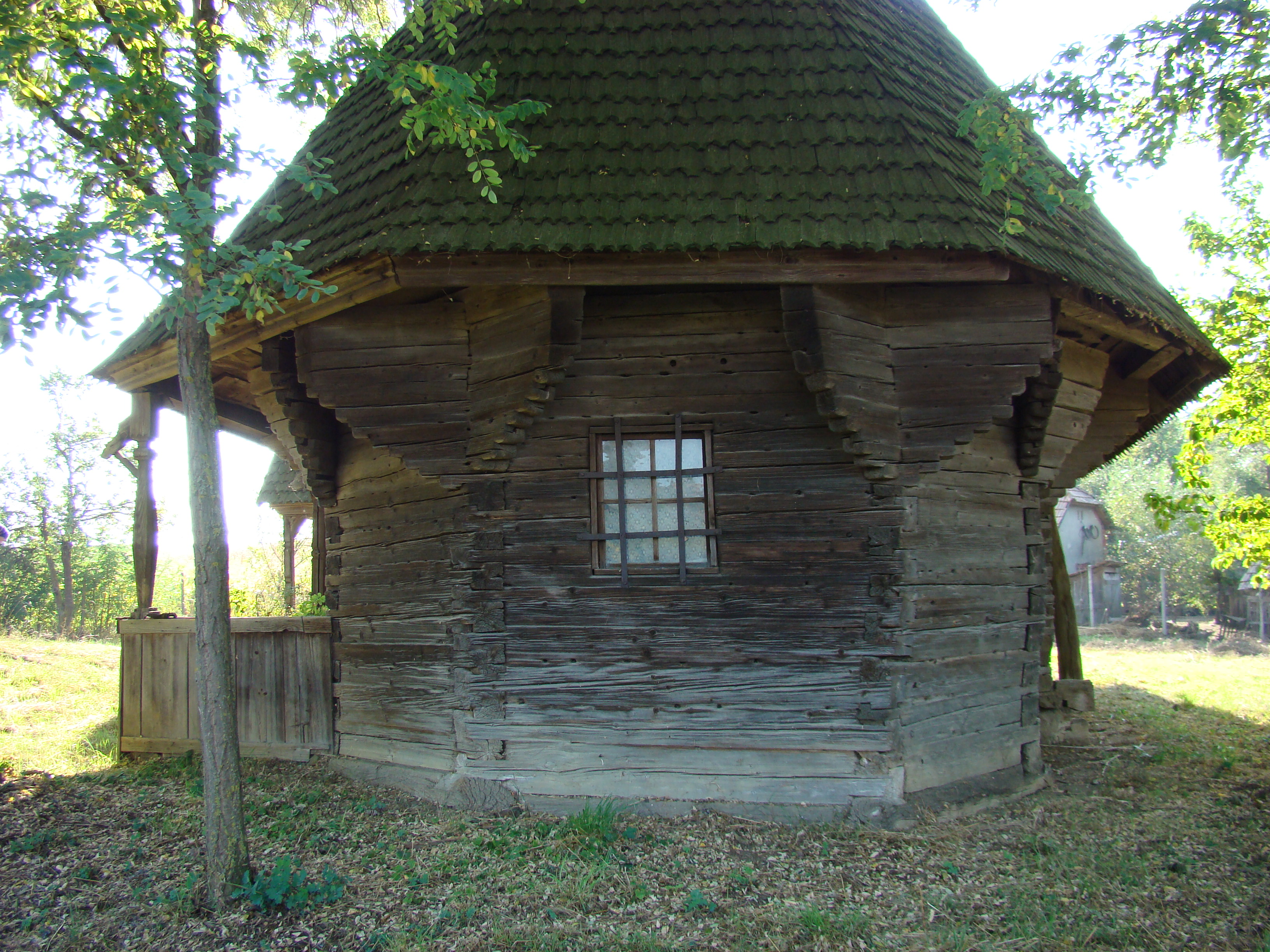
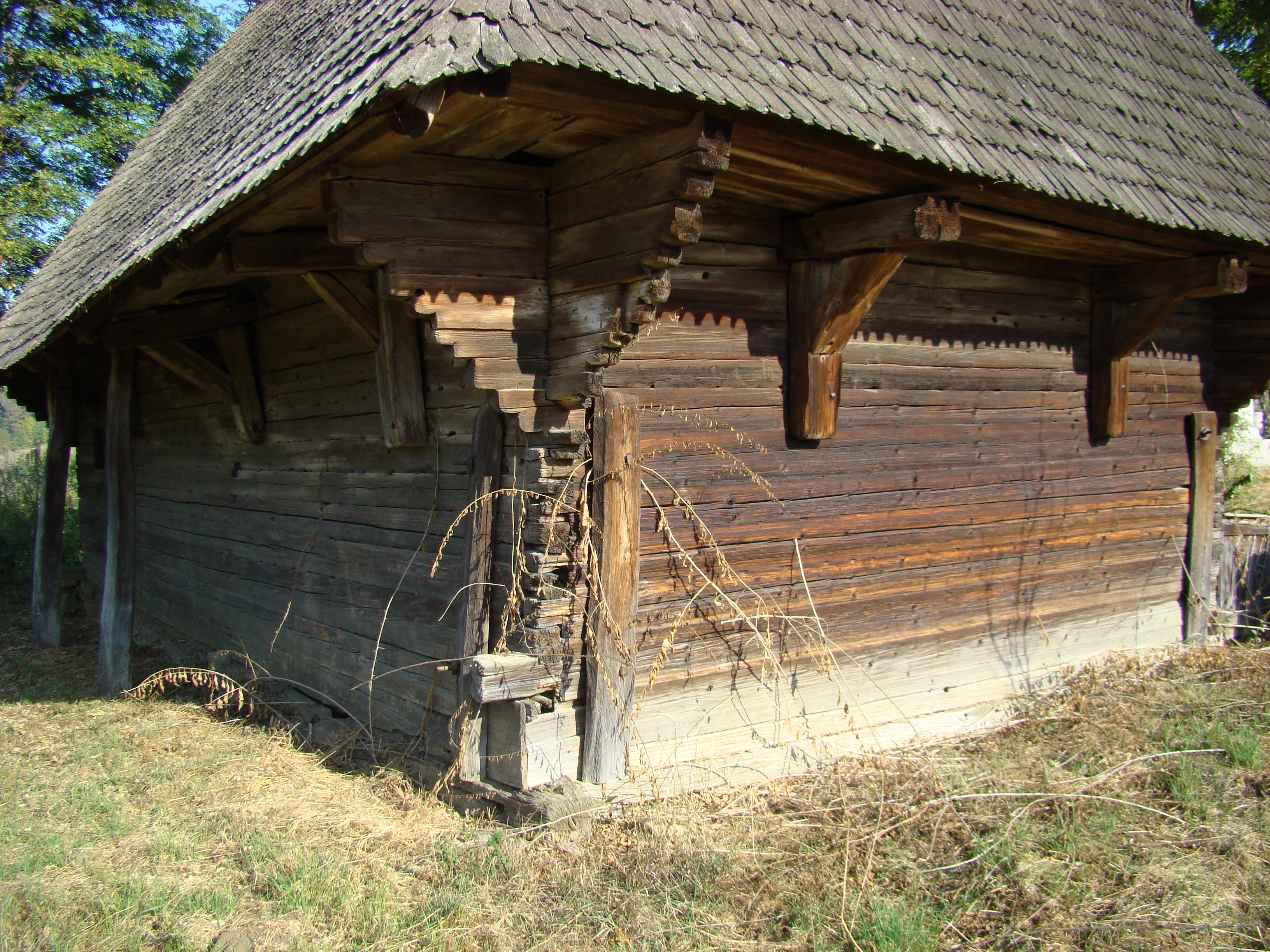
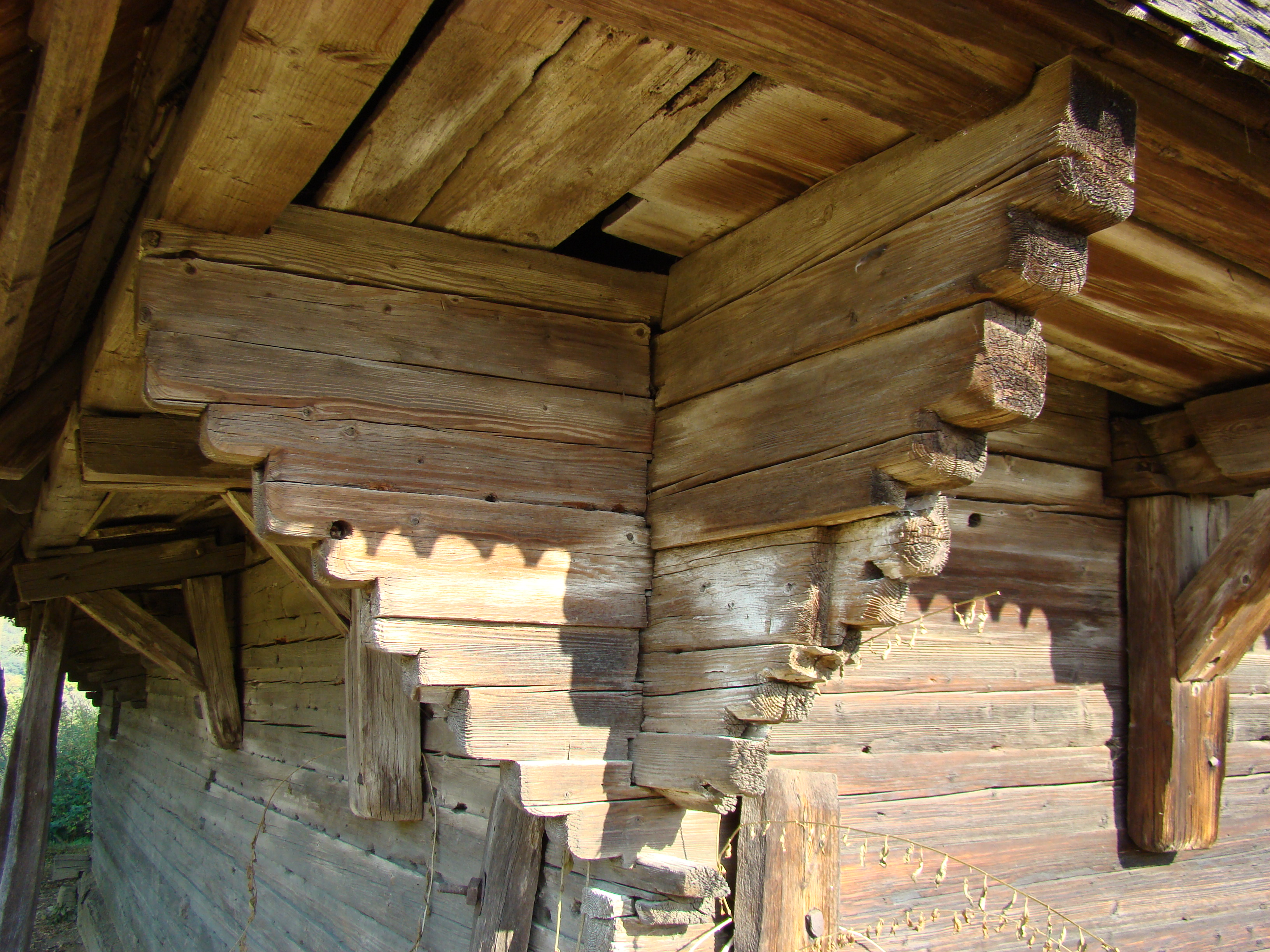
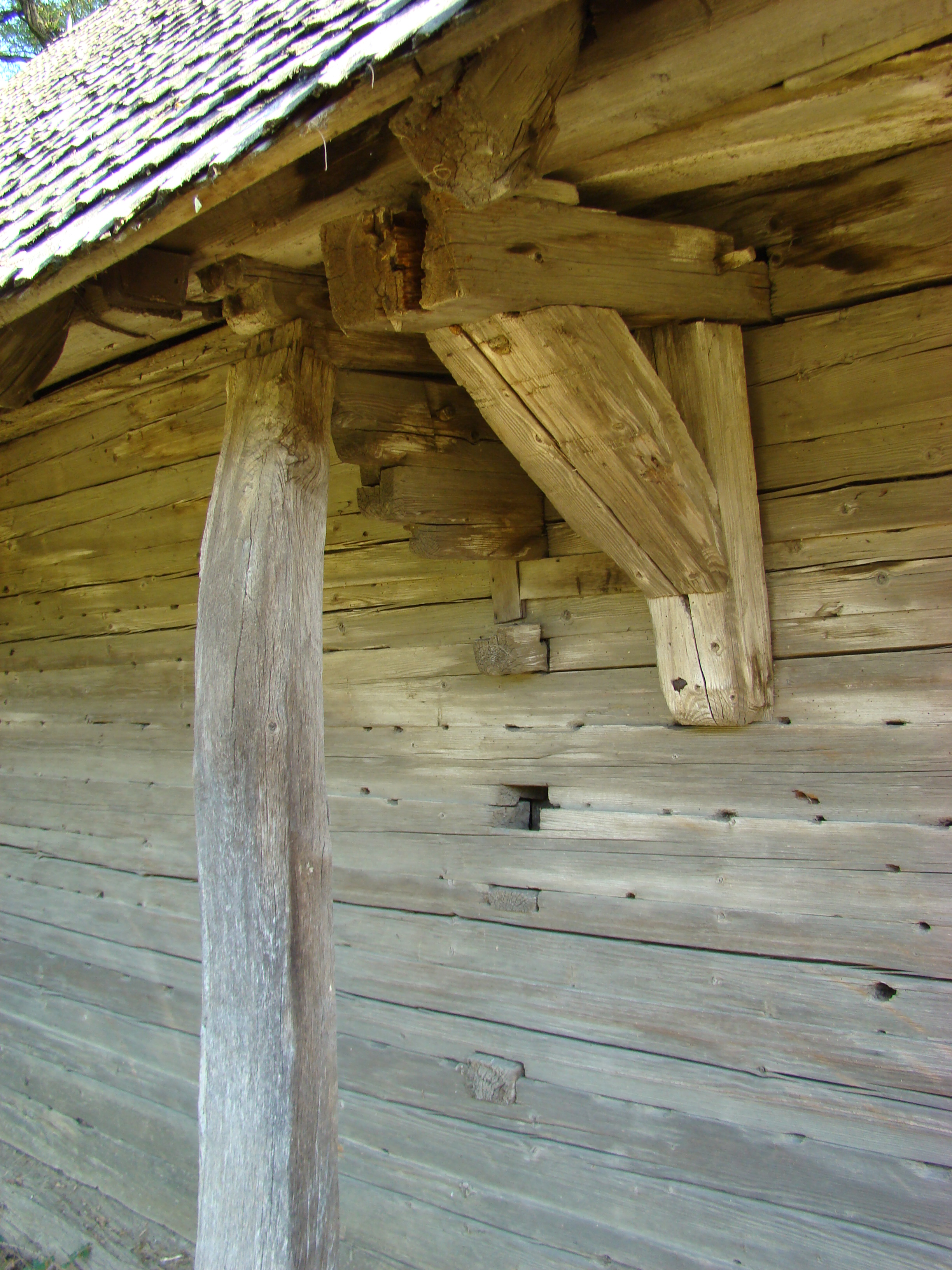
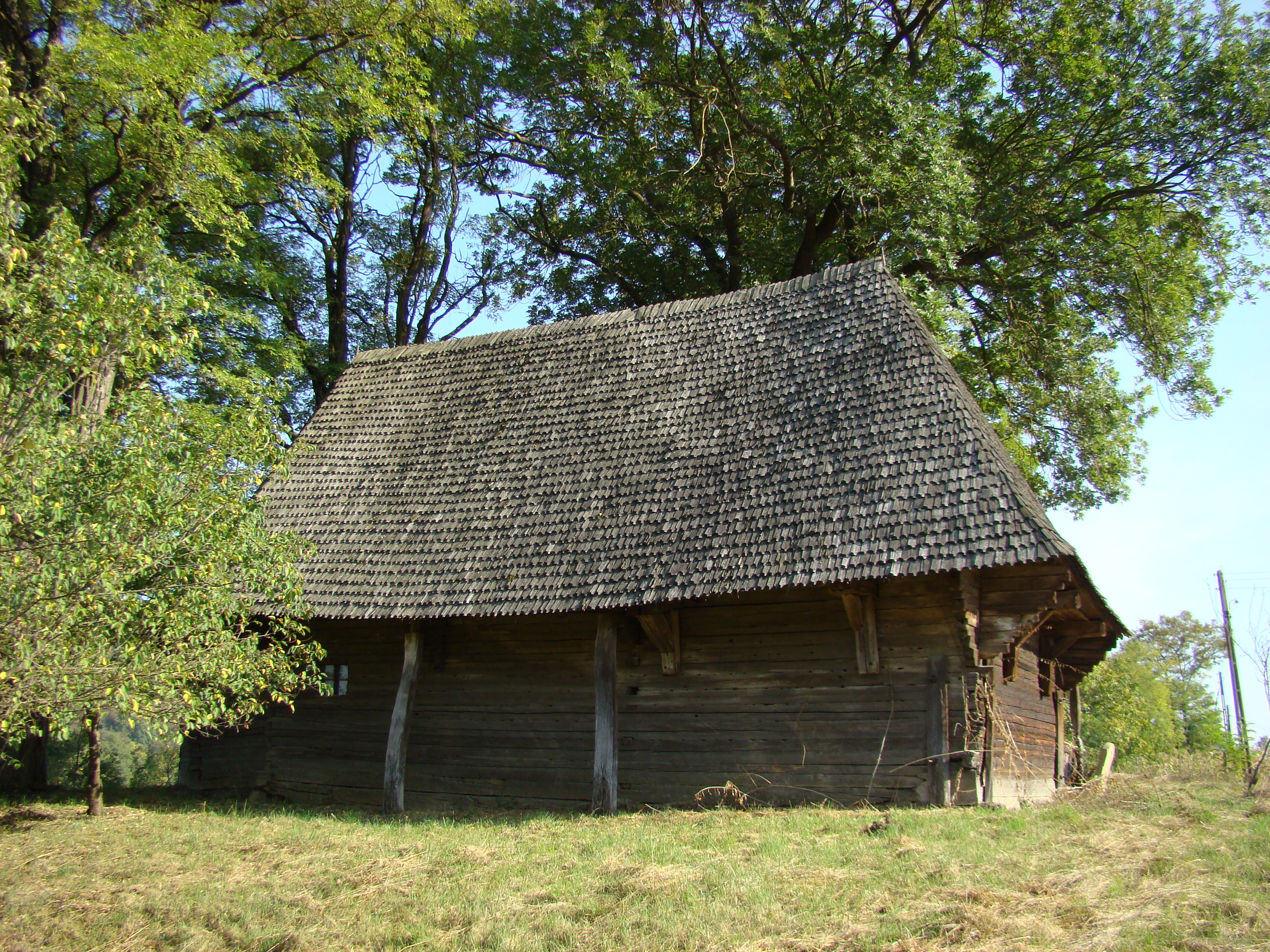
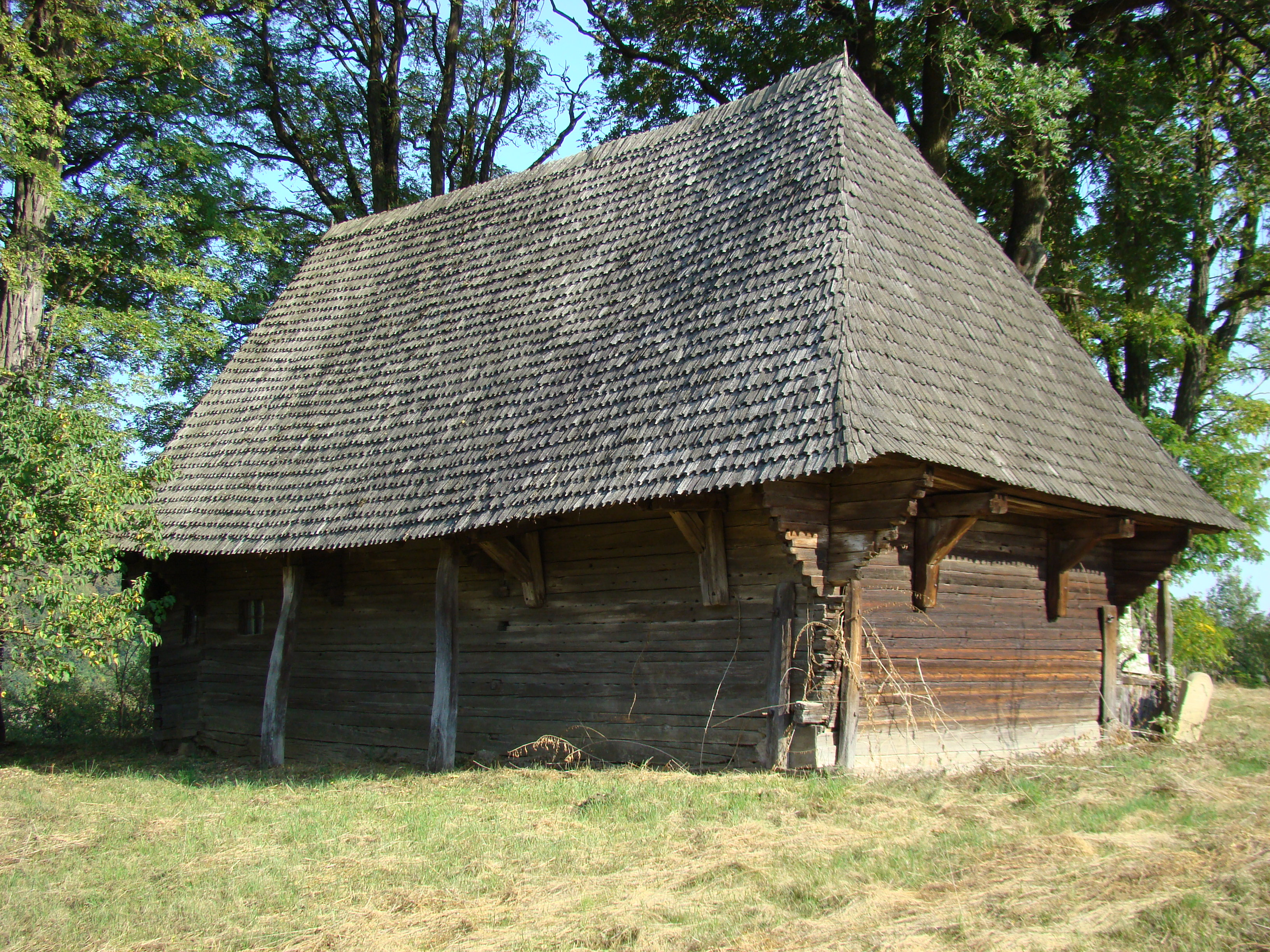